# Maximilien Ier (empereur du Mexique)
Vous lisez un « article de qualité » labellisé en 2020.
Pour les articles homonymes, voir Maximilien Ier.
Ferdinand Maximilien de Habsbourg-Lorraine, né le 6 juillet 1832 à Vienne et mort fusillé le 19 juin 1867 au Cerro de las Campanas à Santiago de Querétaro (Mexique), est un archiduc d'Autriche, prince royal de Hongrie et de Bohême, devenu empereur du Mexique sous le nom de Maximilien Ier en 1864. Frère cadet de l'empereur d'Autriche François-Joseph Ier, il épouse en 1857 la princesse Charlotte de Belgique.
En 1857, Maximilien est nommé vice-roi du royaume de Lombardie-Vénétie que l'Autriche a acquis au congrès de Vienne et qui se montre rebelle au pouvoir de la maison de Habsbourg. Sa politique, trop libérale aux yeux du pouvoir autrichien, son indulgence envers les rebelles italiens et sa prodigalité le contraignent à la démission le 10 avril 1859.
Lors de l'expédition du Mexique qui débute au cours de l'hiver 1861-1862, la France, alliée à l'Espagne et au Royaume-Uni, envahit la République mexicaine. Les Espagnols et les Britanniques se retirent en avril 1862, tandis que l'armée française demeure sur place, cherchant à conquérir le pays. Désireux de légitimer cette domination, Napoléon III soutient un groupe de monarchistes du parti conservateur hostiles à la république, qui établissent la deuxième régence du Mexique. Le 3 octobre 1863, une députation de conservateurs mexicains propose à Maximilien d'Autriche la couronne impériale du Mexique. Maximilien conditionne son acceptation du trône à la tenue d'un référendum populaire assorti de garanties financières et militaires solides. Après plusieurs mois de tergiversations, Maximilien finit par accepter et devient empereur du Mexique le 10 avril 1864.
Le Second Empire mexicain réussit à se faire reconnaître par plusieurs puissances européennes, dont la France, le Royaume-Uni, l'Espagne, la Belgique, l'Autriche et la Prusse. En vertu de la doctrine de Monroe, les États-Unis continuent toutefois de soutenir les insurgés républicains de Benito Juárez, que l'empereur Maximilien ne parvient pas à vaincre durablement. À la faveur de la fin de la guerre de Sécession en 1865, le soutien plus appuyé des États-Unis aux forces républicaines fragilise davantage la situation de Maximilien Ier, laquelle s'aggrave encore lors de l'amorce du retrait de l'armée française du Mexique en 1866. Son épouse, l'impératrice Charlotte, revient en Europe pour tenter d'obtenir au profit de son mari un ultime soutien de Napoléon III, en vain. Vaincu à Querétaro, Maximilien est capturé, jugé et exécuté le 19 juin 1867 par les insurgés, qui restaurent la République mexicaine.

## Biographie

### Premières années

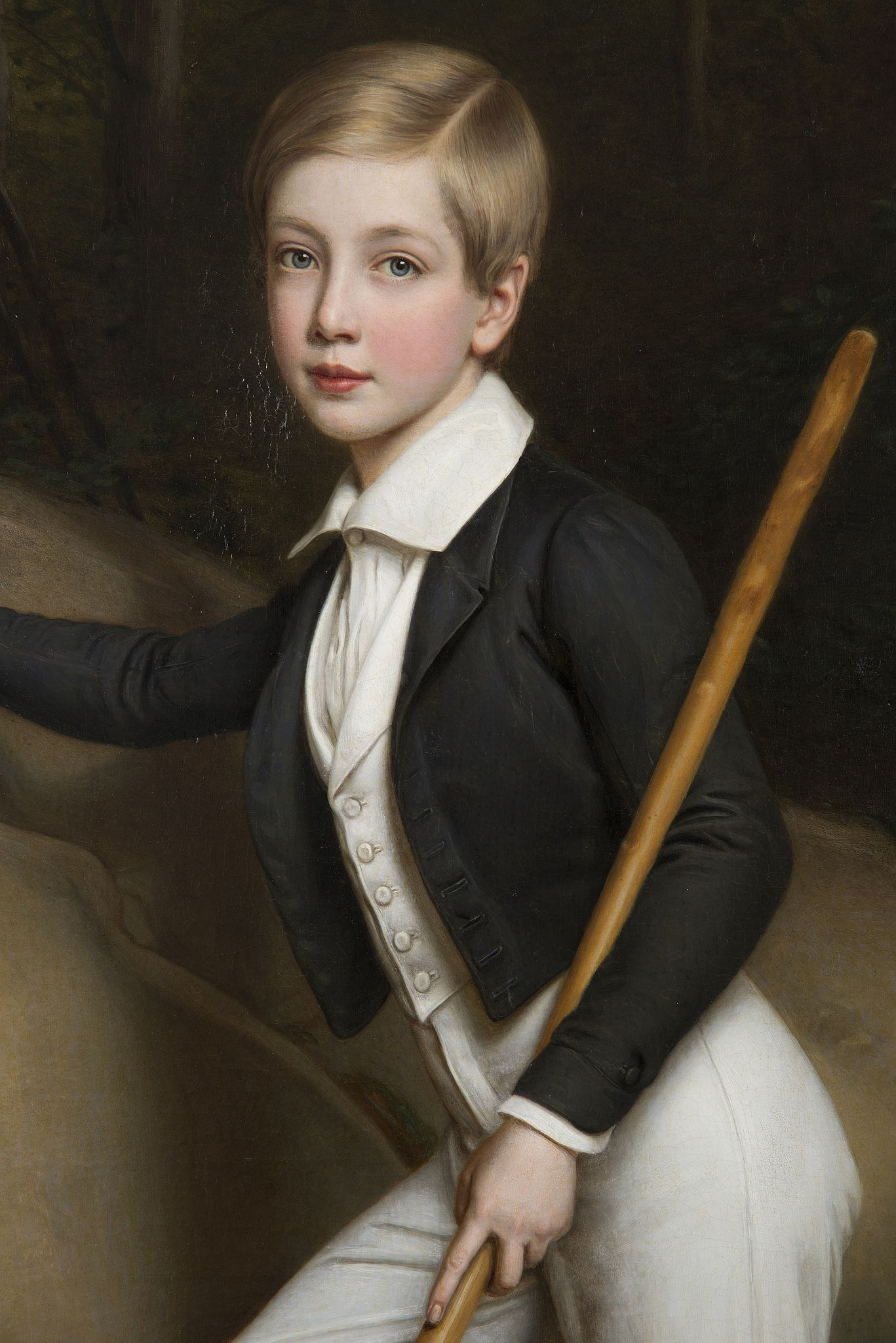
Portrait du jeune archiduc Maximilien par Joseph Karl Stieler (1838).

Maximilien naît au château de Schönbrunn, près de Vienne en Autriche le 6 juillet 1832. Second fils de l'archiduc François-Charles d'Autriche et de l'archiduchesse née Sophie de Bavière, il est lors de sa naissance le petit-fils de l'empereur régnant François Ier d'Autriche. Ses prénoms (Ferdinand Maximilien Joseph) rendent hommage à son parrain et oncle paternel, qui devient en 1835 l'empereur Ferdinand Ier d'Autriche, et à son grand-père maternel, le roi Maximilien Ier de Bavière. Frère cadet du futur empereur François-Joseph Ier, il a deux frères puînés : Charles-Louis (1833–1896) et Louis-Victor (1842–1919), ainsi qu'une sœur, Marie-Anne (1835–1840).
Une rumeur récurrente voit en Maximilien le fils du duc de Reichstadt (Napoléon II), élevé à la cour d'Autriche parmi les Habsbourg. L'archiduchesse Sophie était devenue très proche du duc de Reichstadt après la naissance de François-Joseph en août 1830. Lorsque le duc de Reichstatdt meurt le 22 juillet 1832, Sophie en est tellement bouleversée qu'elle devient incapable d'allaiter Maximilien qui n'a que deux semaines. Comme le veut la tradition, Maximilien est d'abord élevé par une gouvernante, la baronne Louise Sturmfeder von Oppenweiler, avant d'être, à 7 ans, éduqué par des précepteurs à la tête desquels est placé le comte Heinrich de Bombelles, diplomate d'origine française au service de l'Autriche. Maximilien est de santé fragile et s'enrhume constamment dans les chambres mal chauffées de la Hofburg. Il apprécie particulièrement le jardin privé de l'empereur où une volière l'attire beaucoup. Il dispose d'un espace personnel constitué d'un bosquet de palmiers et de plantes tropicales où niche un couple de perroquets ; il y puise son goût pour l'aménagement des jardins qu'il développera dans ses résidences ultérieures.
De ses enfants, sa mère affirme qu'il est le plus aimant. Tandis que son frère François-Joseph se montre précocement économe, Maximilien révèle une nature plus rêveuse et dépensière. Toutefois, les quatre frères sont élevés de la même manière spartiate et doivent se plier dès leur plus jeune âge aux rigueurs de l'étiquette de la cour de Vienne. Enfants, Maximilien et François-Joseph sont très complices. Ils partagent un programme scolaire dense : jusqu'à 55 heures d'études hebdomadaires lorsqu'il a 17 ans. Outre l'allemand, l'anglais et le français, les archiducs apprennent les langues usitées dans le vaste empire des Habsbourg : italien, hongrois, polonais, roumain et quelques rudiments de tchèque. Maximilien étudie aussi le piano, le modelage et l'équitation. Lorsque Maximilien atteint ses 13 ans, son frère et lui effectuent un tour des provinces italiennes appartenant à l'Autriche en compagnie du maréchal Radetzky. Depuis 1835, c'est leur oncle Ferdinand qui règne en Autriche. Les deux adolescents se plaisent à se gausser de ce souverain considéré comme intellectuellement déficient.

### Dans l'ombre de François-Joseph

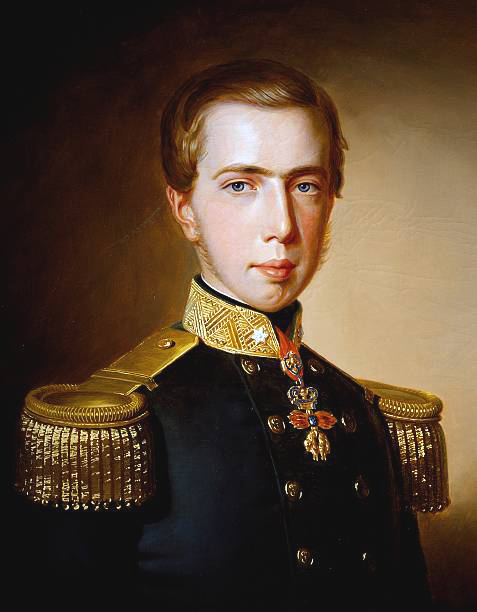
L'archiduc Maximilien par Carl Haase en 1853.

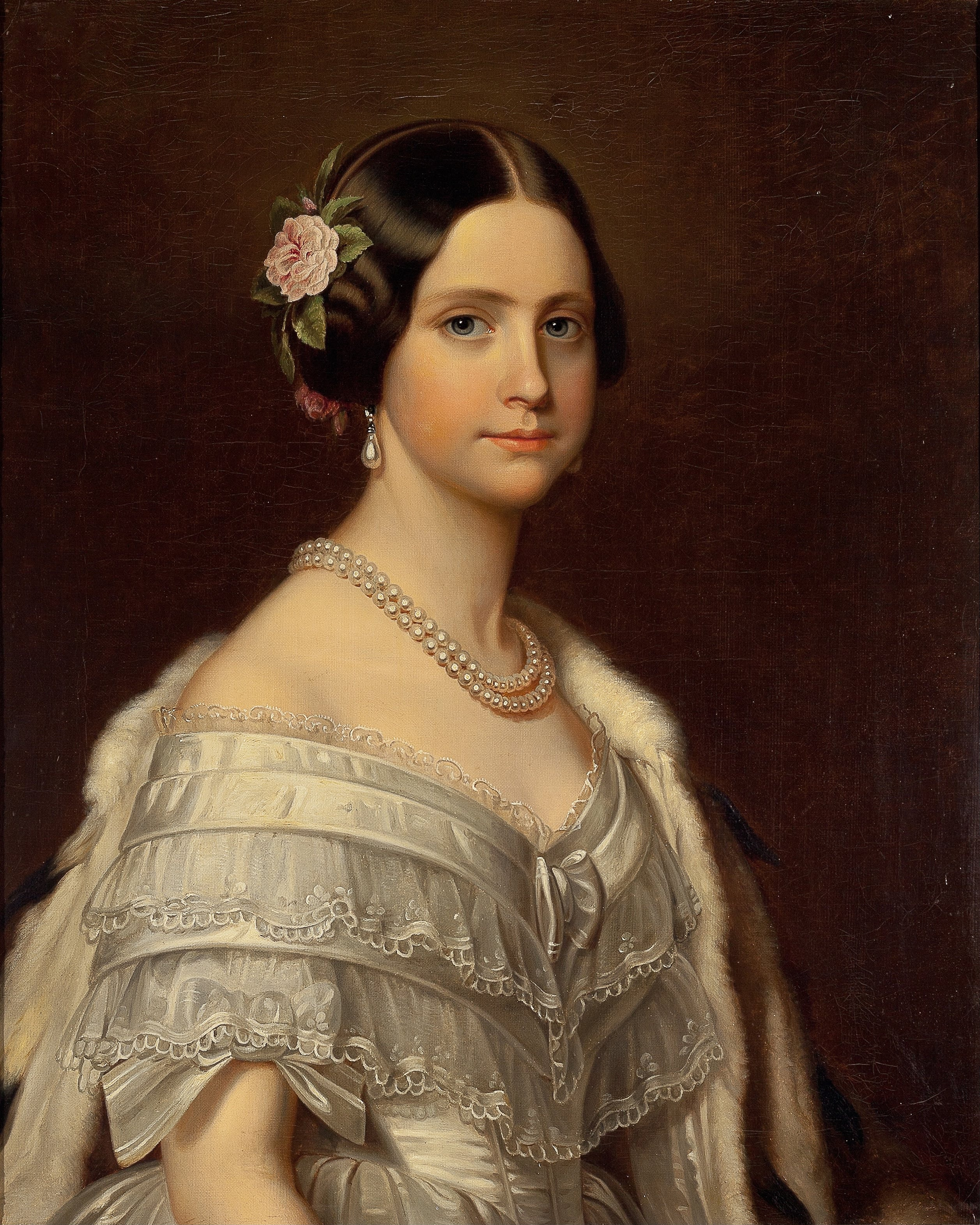
Marie-Amélie du Brésil par Friedrich Dürck (vers 1849).

En février 1848, la révolution des patriotes italiens gagne rapidement tout l'empire. Le renvoi de Metternich signe la fin d'une ère. L'empereur Ferdinand Ier est reconnu inapte à gouverner. Son frère et successeur légitime, l'archiduc François-Charles, incité par son épouse l'archiduchesse Sophie, renonce à ses droits au trône au profit de son fils aîné François-Joseph, qui commence son règne le 2 décembre 1848.
Dès le début, François-Joseph prend sérieusement et efficacement le pouvoir en main. Les Hongrois résistant jusqu'à l'été 1849, François-Joseph emmène Maximilien sur le théâtre des opérations militaires. Tandis que François-Joseph demeure impassible, Maximilien rapporte que « les balles sifflent au-dessus de leurs têtes et que les rebelles leur tirent dessus depuis des maisons en feu ». Après la victoire sur les Hongrois, une répression implacable est exercée à l'encontre des opposants dont certains sont pendus et fusillés en présence des archiducs. Contrairement à son frère, Maximilien est heurté par la brutalité des exécutions. Maximilien admire le naturel avec lequel François-Joseph reçoit les hommages des ministres et des généraux. Désormais, lui aussi doit demander audience avant de rencontrer son frère.
Les analyses de sa personnalité sont contrastées : O. Defrance le présente comme moins doué et de caractère plus complexe que son frère aîné, tandis que L. Sondhaus indique au contraire qu'il avait souvent éclipsé son frère dès l'enfance et que ce dernier paraissait plus terne et moins talentueux en comparaison. Maximilien à 18 ans est décrit comme séduisant, rêveur, romantique et dilettante. Émotif et nerveux, il est plutôt faible de caractère tout en manifestant des élans d'énergie. Souvent indécis, il passe aisément de la colère à l'entêtement et à la dépression. Moralement moins stable que François-Joseph, il s'entoure d'amis libertins. Toutefois, il est pleinement conscient de son rang et du sens de la grandeur de sa maison. Alors qu'il voudrait seconder son frère, ce dernier lui répond par une fin de non recevoir.
En 1850, Maximilien est amoureux de la comtesse Paula von Linden, la fille de l'ambassadeur de Wurtemberg à Vienne. Leurs sentiments sont réciproques, mais en raison du rang inférieur de la comtesse, François-Joseph met fin à cette idylle en expédiant Maximilien à Trieste afin de le familiariser avec la marine autrichienne, dans laquelle il est appelé à faire carrière.
Maximilien s'embarque sur la corvette Vulcain pour une courte croisière en Grèce. En octobre 1850, il est nommé lieutenant de vaisseau avant d'effectuer, en été 1851, un voyage à bord de la Novara. Ce premier long voyage l'enchante : « Je vais accomplir mon rêve le plus cher : un voyage en mer. Nanti de quelques connaissances, je quitte la chère et aimée terre autrichienne. Ce moment est source de grande excitation pour moi. » Ce voyage le mène notamment à Lisbonne. Il y fait la connaissance de la princesse Marie-Amélie du Brésil, âgée de 19 ans, fille unique du défunt empereur du Brésil Pierre Ier. Décrite comme ravissante, pieuse et vive d'esprit, elle a reçu une éducation raffinée. Elle joue du piano et se montre douée pour le dessin et la peinture. Tous deux sont amoureux. François-Joseph et sa mère autorisent leur mariage. En février 1852, Marie-Amélie contracte la scarlatine. Les mois passant, son état de santé empire avant que ne se déclare la tuberculose. Ses médecins lui conseillent de quitter Lisbonne pour Madère, où elle arrive en août 1852. À la fin novembre, tout espoir qu'elle recouvre la santé est perdu. La jeune fille meurt le 4 février 1853. Le chagrin de Maximilien est immense.
Maximilien se perfectionne dans l'art de commander les équipages et reçoit une solide formation technique navale. Le 10 septembre 1854, il est nommé commandant en chef de la marine autrichienne et promu contre-amiral. Il a enfin trouvé sa voie et prend plaisir à voyager vers des destinations telles que Beyrouth, la Palestine ou l'Égypte. À l'automne 1855, alors qu'il navigue sur une mer houleuse dans les eaux de l'Adriatique, il trouve refuge dans le golfe de Trieste. Aussitôt, il songe à y bâtir un jour une résidence de plaisance. Les travaux de construction du château de Miramare débutent en mars 1856. Après la guerre de Crimée, le traité de Paris signé le 30 mars 1856 offre à Maximilien l'occasion de se rendre en France auprès de Napoléon III et de l'impératrice Eugénie, deux personnages qui influencent bientôt son destin.

### Union avec Charlotte de Belgique

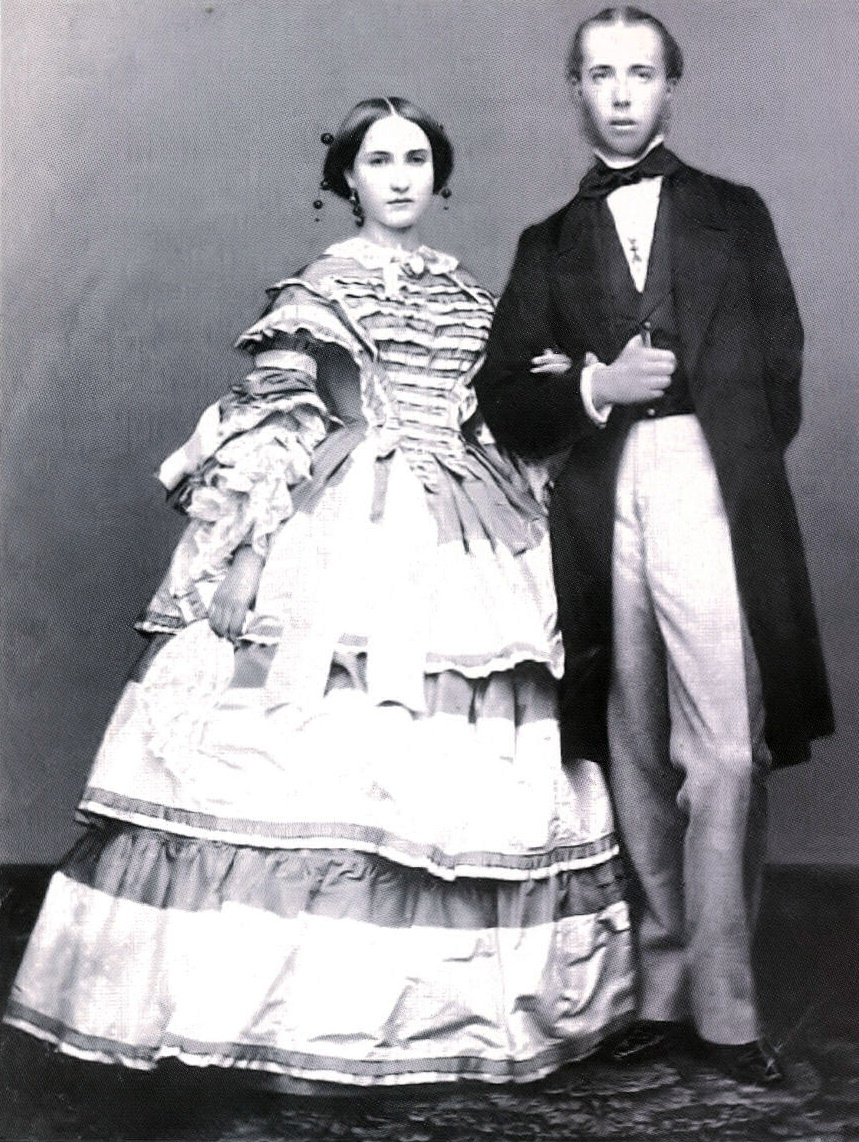
La princesse Charlotte et son fiancé l'archiduc Maximilien par Louis-Joseph Ghémar (1857).

En mai 1856, François-Joseph demande à Maximilien qu'à son retour de Paris, et avant de regagner Vienne, il s'arrête à Bruxelles afin de rendre visite au roi des Belges Léopold Ier. Le 30 mai 1856, Maximilien arrive en Belgique où l'accueille Philippe, comte de Flandre, fils cadet du roi Léopold. Accompagné par les princes de Belgique, Maximilien visite les villes de Tournai, Courtrai, Bruges, Gand, Anvers et Charleroi. À Bruxelles, Maximilien fait la connaissance de la fille du roi âgée de 16 ans, la princesse Charlotte, laquelle tombe immédiatement sous son charme.
Le père de Charlotte, ayant remarqué les sentiments de sa fille à son égard, suggère à Maximilien de demander la main de cette dernière. Maximilien accepte donc de se déclarer. Il reçoit un accueil cordial à la cour de Belgique, mais ne peut s'empêcher de juger la sobriété du château de Laeken — où il remarque que les escaliers sont en bois et non en marbre — tellement éloignée du luxe des résidences impériales viennoises. À son futur gendre, le roi Léopold écrit : « Vous avez conquis en mai […] toute ma confiance et ma bienveillance. J'ai aussi remarqué que ma fillette partageait ces dispositions ; cependant il était de mon devoir de procéder avec précaution ».
En réalité, si Maximilien accepte le mariage belge, il ne manifeste pas d'enthousiasme et n'est pas amoureux. Opportuniste, il négocie âprement la dot de sa promise. Éconduit par Charlotte, le prince Georges de Saxe met en garde le roi Léopold contre « le caractère calculateur de l'archiduc de Vienne ». Quant au duc de Brabant, le futur Léopold II, il écrit à la reine Victoria : « Max est un garçon plein d'esprit, de connaissances, de talent et d'amabilité. […] L'archiduc est très pauvre, il vise avant tout à s'enrichir, à faire de l'argent afin de terminer diverses constructions qu'il a entreprises. »
Tandis que les âpres transactions financières entre Vienne et Bruxelles en vue du mariage se poursuivent, le roi Léopold demande que soit dressé un acte de séparation de biens afin de protéger les intérêts de sa fille. Peu soucieuse du règlement de ces considérations purement matérielles, Charlotte déclare : « si comme il est en question l'Archiduc était investi de la vice-royauté d'Italie, ce serait charmant, c'est tout ce que je désire ». Les fiançailles sont conclues le 23 décembre 1856. Quelques semaines plus tard, le 28 février 1857, Maximilien est officiellement nommé vice-roi du royaume de Lombardie-Vénétie que l'Autriche avait acquis au congrès de Vienne et qui se montrait rebelle au pouvoir de la maison de Habsbourg,.
Maximilien épouse le 27 juillet 1857 au palais royal de Bruxelles la princesse Charlotte de Belgique, fille unique de Léopold Ier, roi des Belges et de la défunte reine Louise d'Orléans. Charlotte est également la cousine de la reine Victoria, dont le mari, le prince consort Albert, a effectué le déplacement pour se rendre aux noces à Bruxelles. Cette alliance augmente le prestige de la récente dynastie belge, laquelle s'allie, une nouvelle fois, à la séculaire maison de Habsbourg.

### Vice-roi de Lombardie-Vénétie

#### Un archiduc libéral

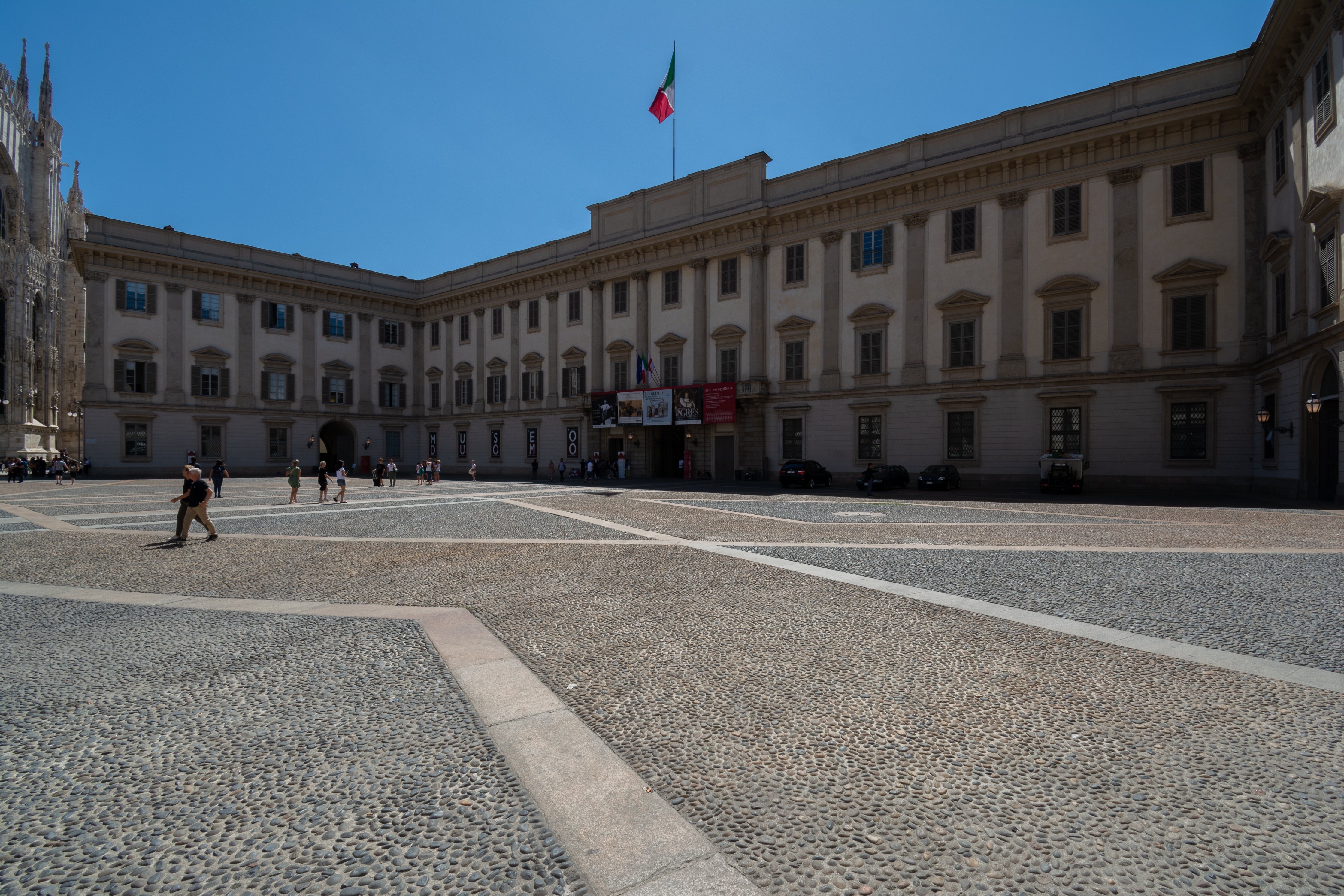
Le palais royal de Milan au début du XXIe siècle.

Maximilien et Charlotte effectuent leur Joyeuse Entrée à Milan le 6 septembre 1857. Ils résident officiellement à Milan, siège du gouvernement de la Lombardie-Vénétie. Ils séjournent tantôt au palais royal, tantôt à la villa de Monza. En qualité de gouverneur, Maximilien vit comme un souverain, entouré d'une cour imposante comprenant chambellans et majordomes. Commandant en chef de la marine autrichienne, Maximilien développe la flotte impériale et encourage l'expédition de la frégate Novara qui effectue le premier tour du monde maritime commandé par l'empire d'Autriche, une expédition scientifique de plus de deux ans (1857-1859) à laquelle prennent part des savants viennois. Durant son gouvernement de la Lombardie, Maximilien poursuit la construction du château de Miramare. L'édification du château se termine à la fin de l'année 1860 selon les plans de Maximilien et notamment grâce à la dot de Charlotte. Son frère, le futur Léopold II, ne manque pas de noter dans son journal : « La construction de ce palais par les temps qui courent est une folie sans borne ».
Sur le plan politique, l'archiduc Maximilien est très influencé par les idées progressistes en vogue à l'époque. Sa nomination à la vice-royauté, en remplacement du vieux maréchal Joseph Radetzky, répond au mécontentement croissant de la population italienne par la venue d'une figure plus jeune et plus libérale. Le choix porté sur un archiduc, frère de l'empereur d'Autriche, tend à encourager une certaine loyauté personnelle envers la maison de Habsbourg. En dépit des efforts mis en œuvre, Maximilien et Charlotte ne rencontrent toutefois pas à Milan le succès escompté. Charlotte tente de conquérir ses nouveaux sujets en s'exprimant en italien, et se donne beaucoup de mal pour plaire à « son » peuple : elle visite les institutions de bienfaisance, inaugure des écoles et va jusqu'à s'habiller en paysanne lombarde pour s'attirer les bonnes grâces des Italiens. À Pâques 1858, revêtus d'habits d'apparat, Maximilien et elle remontent le Grand Canal de Venise, grisés par leur importance. Toutefois, les sentiments anti-autrichiens grandissent au sein de la population italienne malgré toutes les tentatives de séduction vis-à-vis des administrés.
L'œuvre de Maximilien dans les provinces qu'il gouverne est féconde et rapide : révision du cadastre, répartition plus équitable de l'impôt, établissement de médecins cantonaux, approfondissement des passes de Venise, élargissement du port de Côme, assèchement des marais afin d'enrayer la malaria et de fertiliser les sols, irrigation des plaines du Frioul, assainissement des lagunes… On lui doit aussi nombre d'embellissements urbanistiques : la Riva est prolongée jusqu'aux jardins royaux de Venise, tandis qu'à Milan, les promenades gagnent en importance, la place du Duomo est élargie, une nouvelle place est tracée entre la Scala et le palais Marino, et la bibliothèque Ambrosienne est restaurée. Le ministre des Affaires étrangères de Grande-Bretagne écrit en janvier 1859 : « L'administration des provinces lombardo-vénitiennes a été dirigée par l'archiduc Maximilien avec un grand talent et un esprit empreint de libéralisme et de la plus honorable conciliation ».

#### Disgrâce et révocation

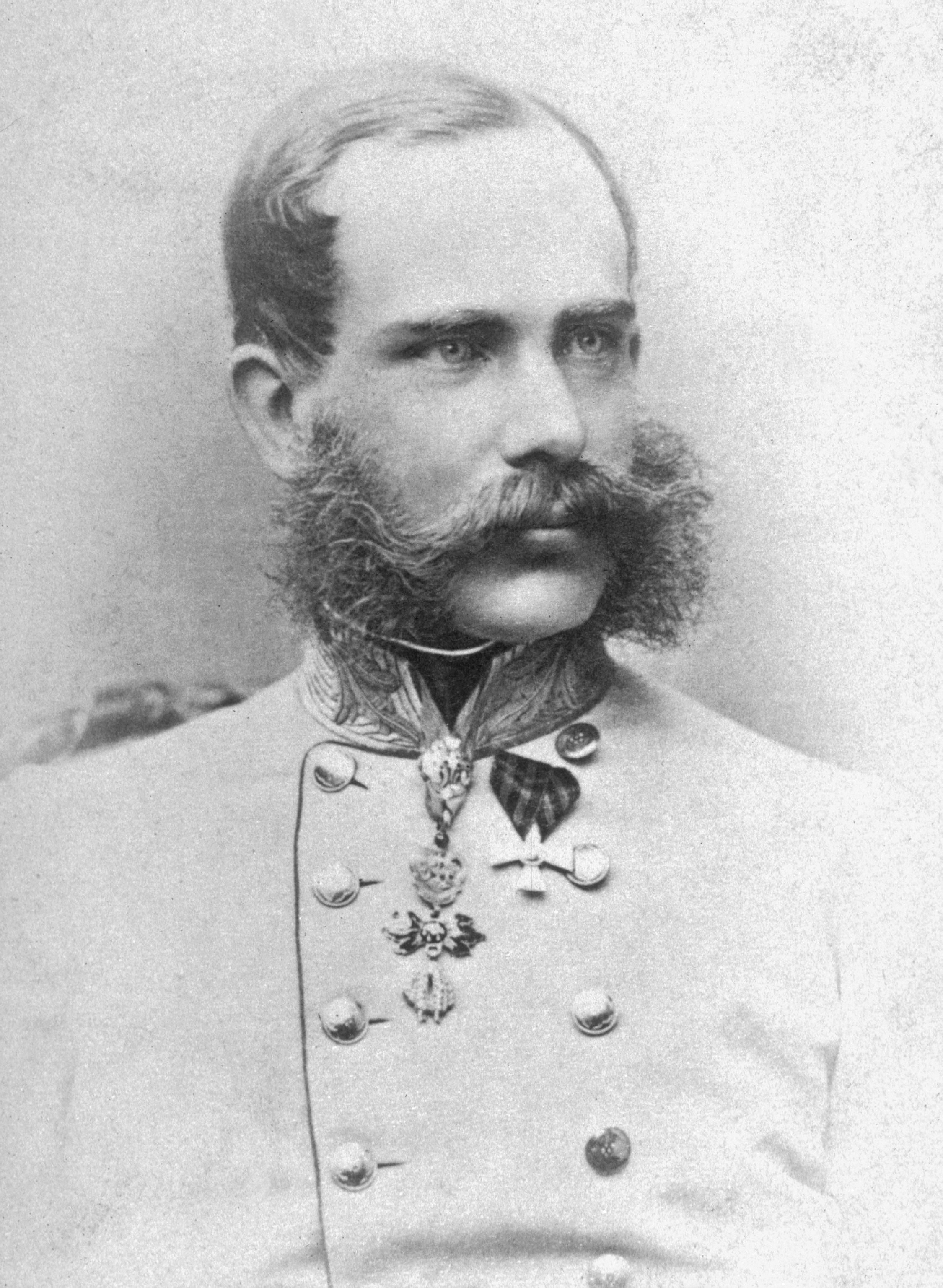
François-Joseph Ier photographié par Joseph Albert (1865).

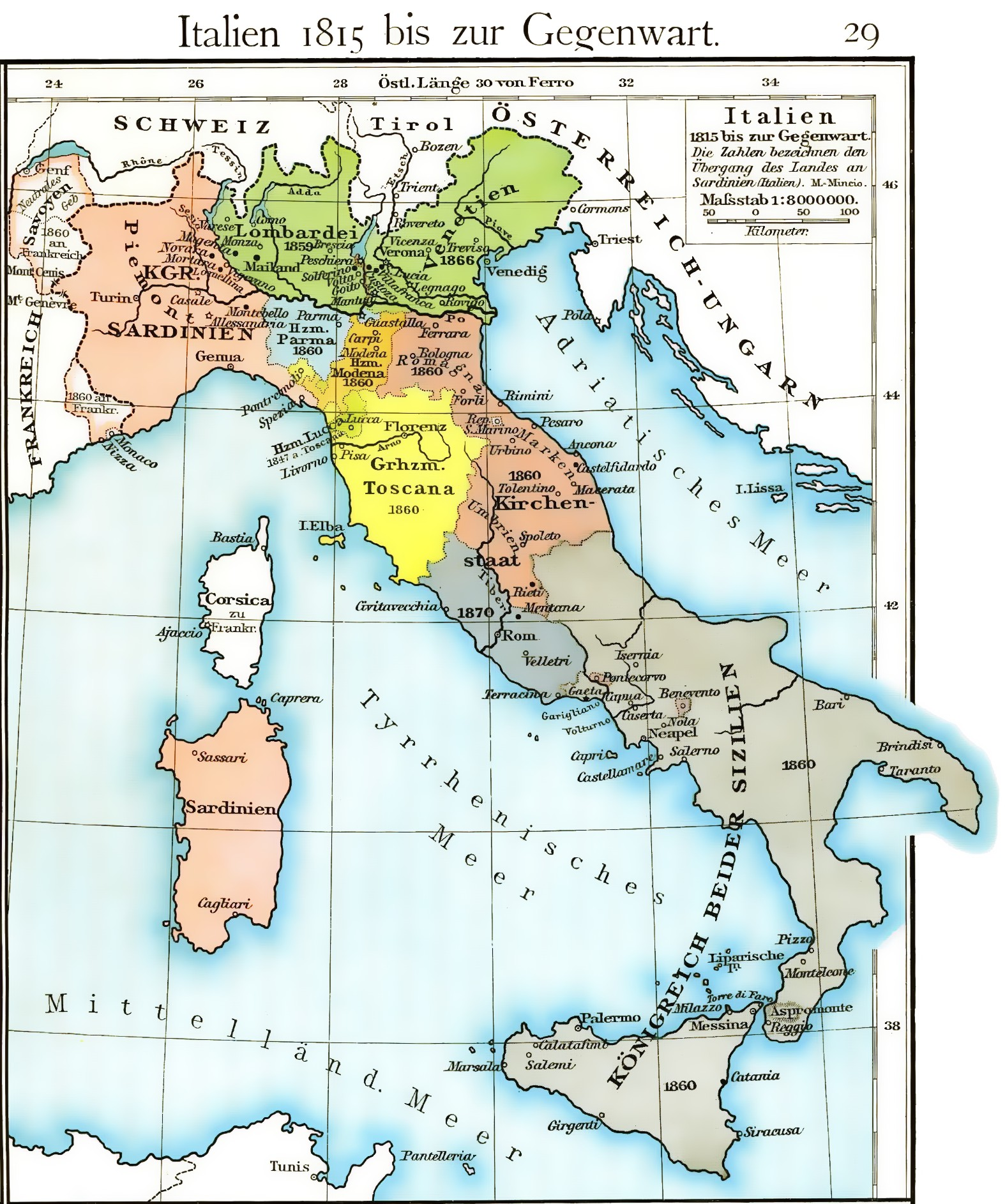
Carte géographique représentant la Lombardie-Vénétie dans le contexte de l'unification italienne (1905).

Si Maximilien est officiellement vice-roi de Lombardie-Vénétie, son autorité reste limitée par le pouvoir exercé par les militaires de l'Empire autrichien opposés à toute espèce de réforme libérale. Maximilien se rend à Vienne en avril 1858 afin de demander à son frère de concentrer personnellement les pouvoirs administratif et militaire, tout en menant une politique de concessions. François-Joseph refuse sa requête et l'objurgue de mener une politique davantage répressive. Maximilien est réduit à jouer le rôle d'une sorte de préfet de police, tandis que les tensions avec le Piémont s'accroissent. Le 3 janvier 1859, Maximilien, par mesure de sécurité et craignant qu'elle ne soit sifflée en public, renvoie Charlotte à Miramare et fait expédier ses objets les plus précieux hors des territoires qu'il gouverne. Seul au palais de Milan, il fait part de ses griefs à sa mère : « Me voilà donc banni ici et seul comme un ermite […]. Je suis le prophète qu'on tourne en ridicule, qui doit déguster, morceau par morceau, ce qu'il a prédit mot pour mot à des oreilles sourdes. »
En février 1859, de nombreuses arrestations ont lieu à Milan et à Venise. La plupart des prisonniers appartiennent aux classes aisées de la population et sont envoyés à Mantoue et dans les places fortes de la monarchie. La ville de Brescia est occupée par la milice, tandis que de nombreux bataillons campent à Plaisance et le long des rives du Pô. L'archiduc Maximilien tente de tempérer les sévères dispositions du général Ferencz Gyulai. Maximilien vient d'obtenir de son frère l'empereur de rouvrir les écoles privées de droit de Pavie, ainsi que l'université de Padoue. En mars 1859, des incidents entre les forces de l'ordre et des Milanais éclatent, tout comme à Vérone. À Pavie, dans l'un des États que gouverne Maximilien, l'Autriche crée un véritable équipage de siège militaire. La situation de l'Italie devient critique : l'ordre ne peut plus y être maintenu que par des troupes étrangères.
L'œuvre conciliatrice de Maximilien s'effondre, ses projets pour tenter d'améliorer le bien-être de ses administrés soumis à l'occupation étrangère avortent. Ses efforts pour régénérer la Lombardie-Vénétie se heurtent à l'opposition de l'Autriche, laquelle combat tout élément dérangeant son programme unitaire. Le 10 avril 1859, Maximilien, que le gouvernement de Vienne juge trop libéral dans les réformes qu'il souhaite entreprendre, trop indulgent à l'égard des rebelles italiens et trop dépensier, est contraint par son frère de démissionner de sa fonction de vice-roi de Lombardie-Vénétie,.
La démission de Maximilien est accueillie avec satisfaction par un acteur majeur de l'unité italienne, Cavour, qui déclare : « en Lombardie, notre ennemi le plus terrible […] était l'archiduc Maximilien, jeune, actif, entreprenant, qui se donnait tout entier à la tâche difficile de gagner les Milanais et qui allait réussir. Déjà, sa persévérance, sa manière d'agir, son esprit juste et libéral nous avaient ôté beaucoup de partisans ; jamais les provinces lombardes n'avaient été si prospères, si bien administrées. Grâce à Dieu, le bon gouvernement de Vienne intervint et, selon son habitude, saisit au vol l'occasion de faire une sottise, un acte impolitique, le plus funeste à l'Autriche, le plus avantageux au Piémont […]. La Lombardie ne pouvait plus nous échapper. »

### Un exil doré

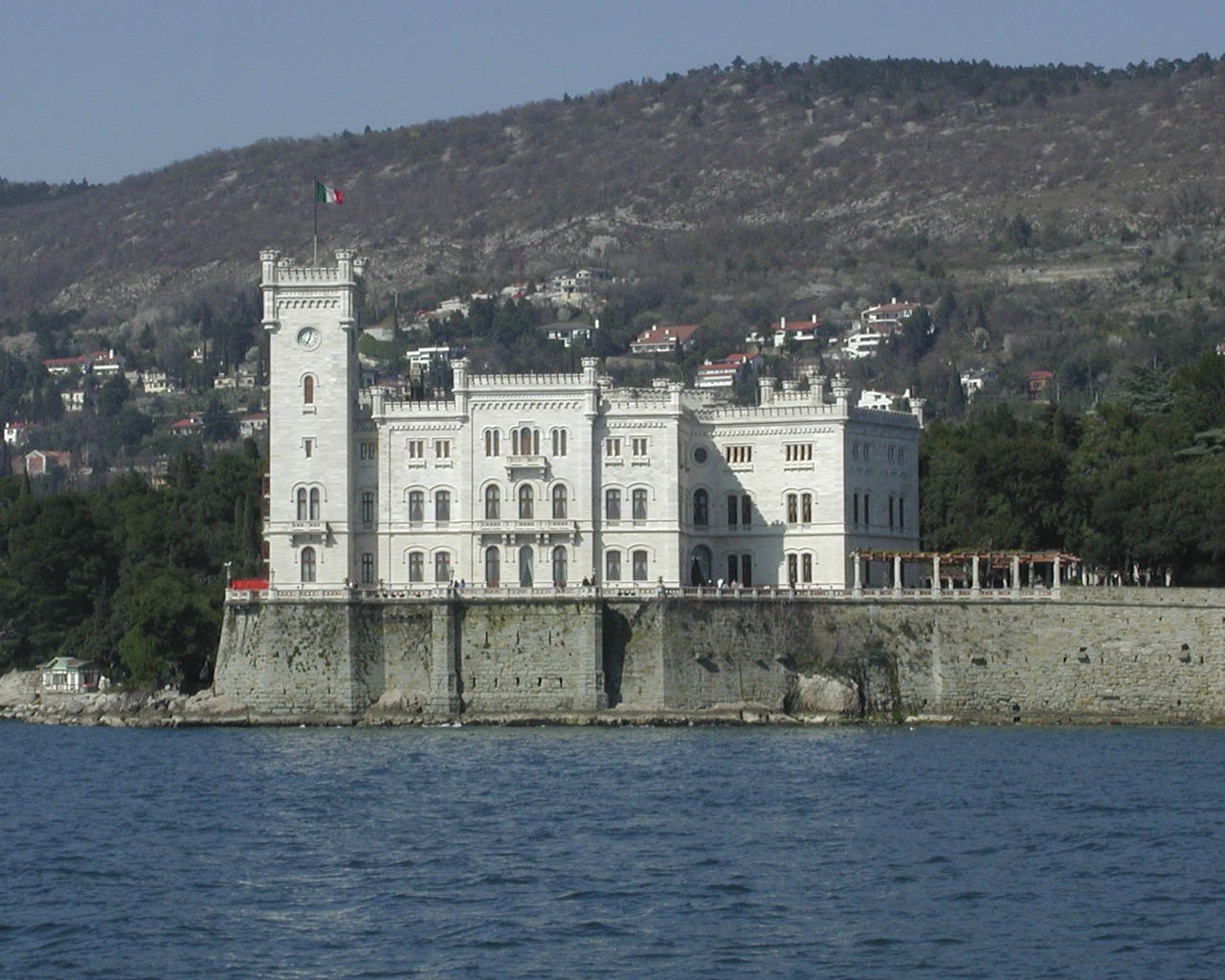
Le château de Miramare au début du XXIe siècle.

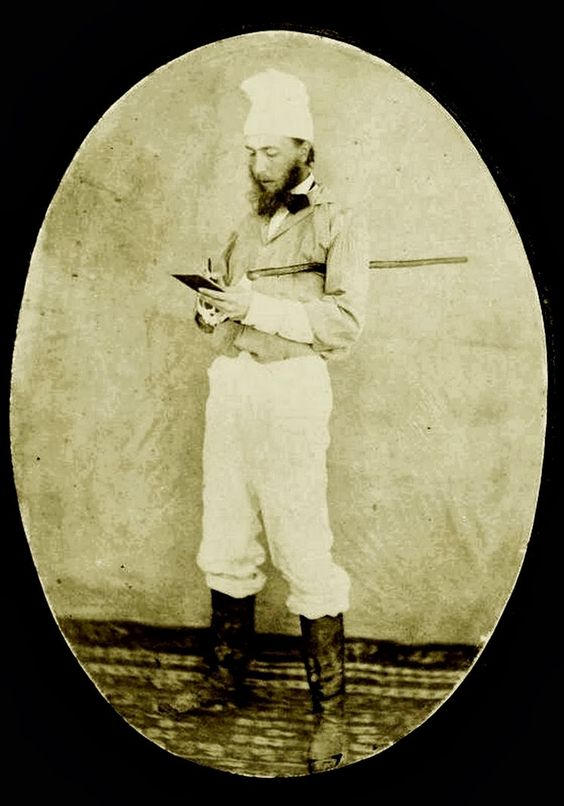
L'archiduc Maximilien vers la fin des années 1850.

Peu de temps après la révocation de Maximilien, l'Autriche perd le contrôle de la plupart de ses possessions italiennes. La politique magnanime de Maximilien commençait à porter ses fruits, mais elle ne peut empêcher le 26 avril 1859 la déclaration de guerre de l'Autriche au roi de Sardaigne Victor-Emmanuel II. Celui-ci, soutenu par la France de Napoléon III, en sort vainqueur et, après l'armistice de Villafranca confirmée par la paix de Zurich en novembre 1859, il annexe la Lombardie (excepté les forteresses de Mantoue et de Peschiera) au royaume de Sardaigne. La riche ville de Milan quitte donc le giron autrichien à la grande colère des Viennois qui vilipendent l'empereur François-Joseph Ier, l'exhortant à abdiquer en faveur du populaire Maximilien. Quant à Venise, lors de leur rencontre à Villafranca en juillet 1859, Napoléon III propose à François-Joseph de créer un royaume vénitien indépendant à la tête duquel seraient placés Maximilien et Charlotte. François-Joseph refuse catégoriquement cette éventualité.
À 27 ans, l'archiduc, maintenant sans activité officielle et sans réelle perspective, quitte Milan pour se retirer sur la côte dalmate où Charlotte vient d'acquérir l'île de Lokrum et son couvent en ruines. Elle a fait rapidement procéder à la transformation de l'ancienne abbaye bénédictine en résidence secondaire avant de pouvoir s'installer dans leur château de Miramare à la Noël 1860 où les travaux sont en voie d'achèvement. Les ouvriers étant encore à l'œuvre, le couple archiducal occupe d'abord les appartements du rez-de-chaussée avant de pouvoir investir l'ensemble du château.
Entre-temps, Maximilien et Charlotte entreprennent un voyage à bord du yacht Fantasia qui les mène jusqu'à Madère en décembre 1859 sur les lieux où la princesse Marie-Amélie du Brésil, jadis fiancée à Maximilien, est morte six ans auparavant. Là, Maximilien est en proie aux regrets mélancoliques. Il écrit : « Je revois avec tristesse la vallée de Machico et l'aimable Santa Cruz où, il y a sept ans, nous avions vécu de si doux moments… Sept ans remplis de joies, féconds en épreuves et en désillusions amères. Fidèle à ma parole, je reviens chercher sur les flots de l'océan un repos que l'Europe chancelante ne peut plus donner à mon âme agitée. Mais une mélancolie profonde me saisit quand je compare les deux époques. Il y a sept ans je m'éveillais à la vie, et je marchais allègrement vers l'avenir ; aujourd'hui je ressens déjà la fatigue ; mes épaules ne sont plus libres et légères, elles ont à porter le fardeau d'un amer passé… C'est ici que mourut la fille unique de l'impératrice du Brésil : créature accomplie, elle a quitté ce monde imparfait, comme un pur ange de lumière, pour remonter au ciel, sa vraie patrie. De l'hôpital, fondé par une mère infortunée en souvenir de sa fille, je me rendis non loin de là, à la maison où l'ange amèrement pleuré a quitté la terre, et je demeurais longtemps abîmé dans des pensées de tristesse et de deuil… »

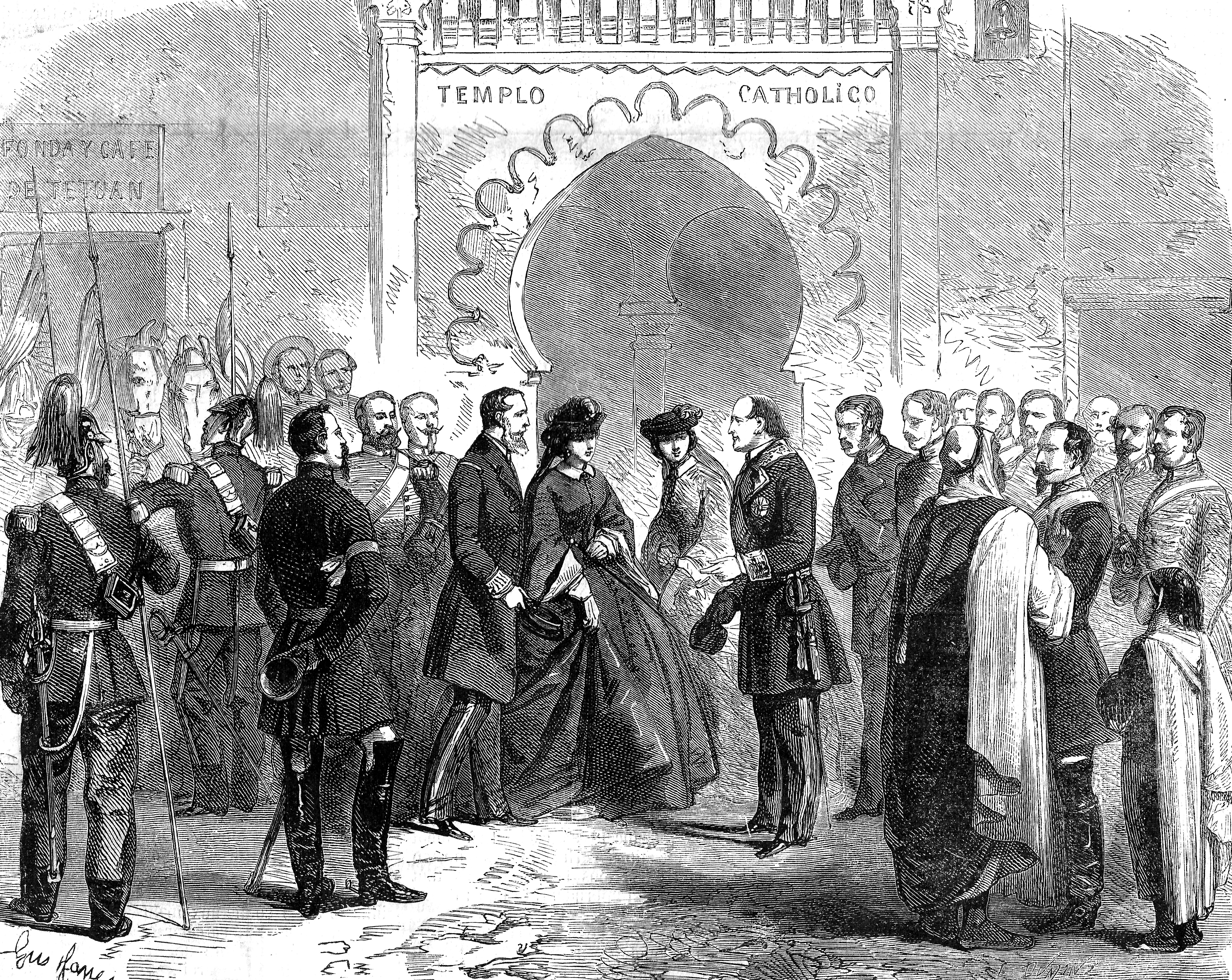
Visite de Maximilien et Charlotte à Tétouan — gravure de Gustave Janet, mars 1860.

Souffrante, Charlotte reste seule à Funchal durant trois mois, tandis que Maximilien poursuit seul son pèlerinage sur les traces de sa défunte fiancée jusqu'au Brésil où il visite trois États : d'abord Bahia, puis Rio de Janeiro et enfin Espírito Santo. Ce voyage comprend un séjour à la cour de l'empereur Pierre II, et présente aussi des aspects scientifiques et ethnographiques. Maximilien part à l'aventure dans la jungle et visite diverses plantations. Il s'est adjoint le concours de son médecin personnel August von Jilek, lequel est féru d'océanographie et spécialisé dans l'étude des pathologies infectieuses telles que le paludisme. Maximilien ne se contente pas d'apprécier lyriquement la beauté de ces régions ; il recueille beaucoup d'informations sur des sujets tels que la botanique, les écosystèmes ou les méthodes agraires. Il juge l'emploi des esclaves dans le système latifundiaire cruel et empreint de péché. Quant aux prêtres, il les estime immodestes et trop puissants dans l'empire. Durant son voyage, il acquiert deux diamants de grande qualité, l'un de 41,94 carats, connu sous le nom d'« Empereur Maximilien », qu'il garde pour lui et conservera jusqu'à sa mort, et l'autre de 33 carats, qu'il offre à son épouse.
Au retour de son périple brésilien, Maximilien revient par Funchal où Charlotte et lui s'apprêtent à rentrer en Europe, non sans avoir fait une escale à Tétouan où ils accostent le 18 mars 1860. Maintenant en Europe, tandis que son épouse se morfond à Lokrum, Maximilien s'échappe vers Vienne où il lui est infidèle, mais la vie viennoise le lasse vite. Lors de cet exil doré mais forcé, Charlotte dépeint à l'adresse de sa famille un portrait idyllique de leur retraite, mais elle tait l'éloignement des époux de plus en plus marqué et leur vie conjugale réduite à néant. Mary Margaret McAllen évoque les nombreuses rumeurs prétendant que Maximilien serait impuissant, stérile ou homosexuel,.

### Empereur du Mexique

#### Formation du Second Empire mexicain

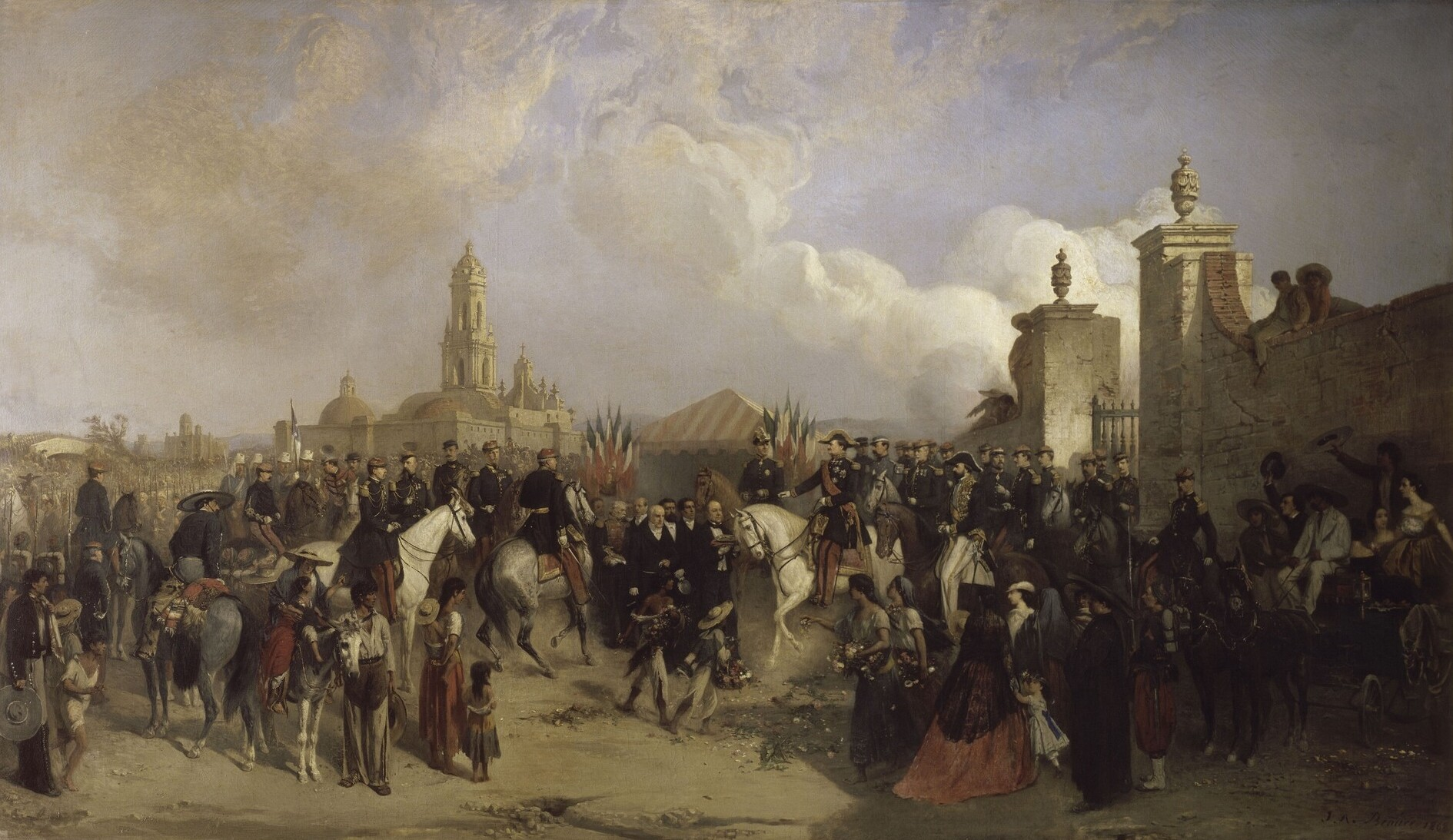
Entrée du corps expéditionnaire français à Mexico en juin 1863 par Jean-Adolphe Beaucé (1868).

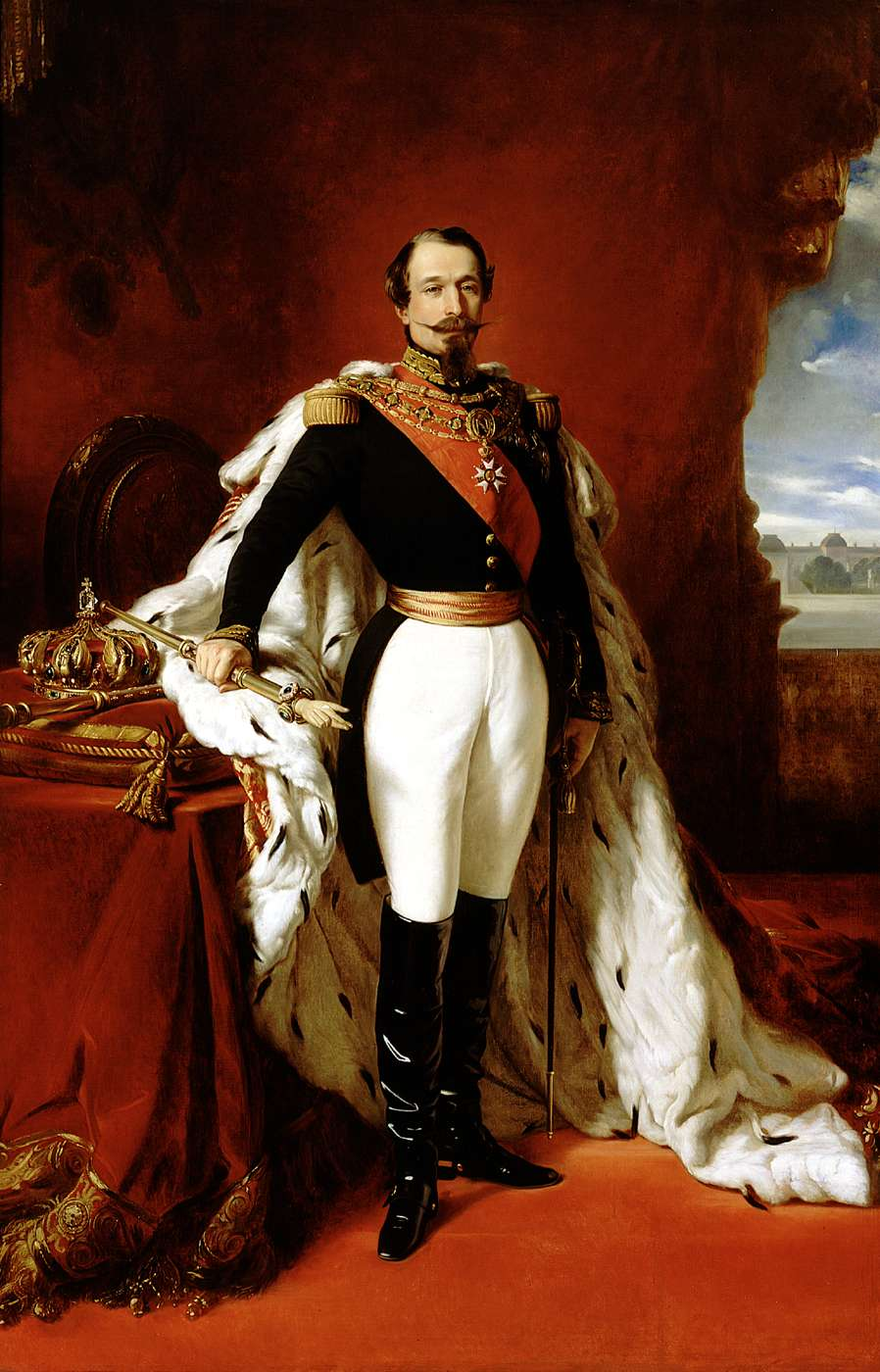
Napoléon III par Franz Xaver Winterhalter (1855).

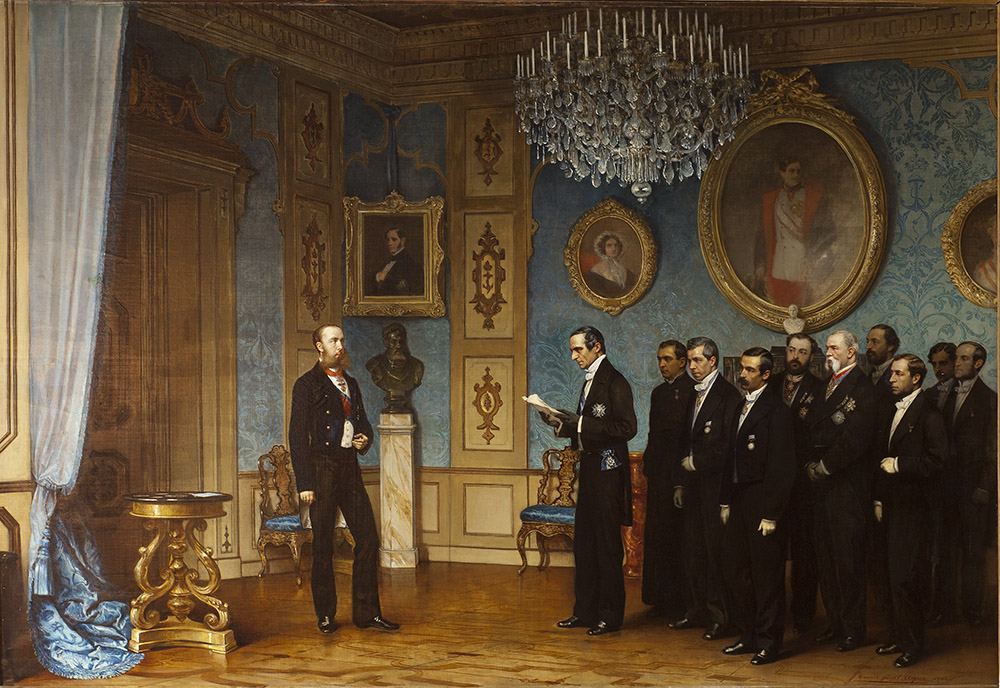
La commission mexicaine qui invite Maximilien de Habsbourg à occuper le trône du Mexique à Miramare le 10 avril 1864 par Cesare Dell'Acqua (1867).

Les ambitions impérialistes de Napoléon III l'amènent à intervenir dans la politique mexicaine. Profitant de la guerre de Sécession qui paralyse les États-Unis et saisissant le prétexte d'obtenir le remboursement des dettes du gouvernement de Benito Juárez, la France ratifie le 31 octobre 1861 la Convention de Londres. Ce traité, qui contrevient à la doctrine Monroe (laquelle condamne toute intervention européenne dans les affaires des « Amériques »), constitue le prélude à l'expédition du Mexique où la France combat aux côtés des Espagnols et des Anglais. Après le départ de ses alliés en avril 1862, la France décide de demeurer sur place et nourrit l'ambitieux projet d'occuper le pays pour qu'il devienne une nation industrialisée qui rivaliserait avec les États-Unis.
Après la prise de Puebla en mai 1863 qui ouvre la route de Mexico, les troupes françaises, commandées par les généraux Forey et Bazaine entrent en juin dans Mexico et occupent la ville. L'objectif de Napoléon III est que le Mexique soit un protectorat français. Si le Mexique devient théoriquement indépendant et bientôt doté d'un souverain qui porte le titre d'empereur, tout ce qui regarde la politique étrangère, l'armée, et la défense doit être géré par les Français. De plus, la France devient le premier partenaire commercial du pays : elle est favorisée pour les investissements, les achats de matières premières, et autres produits d'importations. La France accentue l'envoi de colons (notamment les « Barcelonnettes », originaires de la ville de Barcelonnette et de la Vallée de l'Ubaye, dans les Alpes-de-Haute-Provence) pour renforcer sa présence sur le sol mexicain.
Napoléon III envisage d'offrir la couronne impériale mexicaine à Maximilien, qu'il connaît personnellement et dont il apprécie les qualités. Cette estime est réciproque, Maximilien n'hésitant pas à écrire lors de leur première rencontre : « Quoique l'empereur ne possède pas le génie de son oncle célèbre, il a quand même, heureusement pour la France, une très grande personnalité. Il domine son siècle et le marquera de son empreinte. », avant de déclarer : « ce n'est pas de l'admiration que je lui voue, mais de l'adoration ». En juillet 1862, Napoléon III cite directement le nom de l'archiduc Maximilien comme candidat de la France. Pour sa part, Maximilien a visité le Brésil, seule monarchie du continent américain, qui l'a fasciné lors de son voyage de 1860.
Le 3 octobre 1863, José María Gutiérrez Estrada, politicien mexicain conservateur, à la tête d'une députation officielle venue du Mexique, se rend à Miramare pour offrir la couronne impériale mexicaine à Maximilien. Il affirme être le porte-parole de l'assemblée des notables qui s'est réunie à Mexico le 3 juillet précédent. Maximilien répond officiellement : « Il est flatteur pour notre maison que les regards de vos compatriotes se soient tournés vers la famille de Charles Quint dès que le mot de monarchie a été prononcé. […] Je n'en reconnais pas moins, en parfait accord avec S.M. l'Empereur des Français, dont la glorieuse initiative a permis la régénération de votre belle patrie, que la monarchie ne saurait y être établie sur une base légitime et parfaitement solide que si la nation tout entière, exprimant sa volonté, vient ratifier le vœu de la capitale. C'est donc du résultat des votes de la généralité du pays que je dois faire dépendre en premier lieu, l'acceptation du trône qui m'est offert ». Maximilien temporise donc avant d'accepter la proposition. Conseillé par son beau-père, le roi des Belges Léopold Ier, Maximilien exige la tenue d'un référendum populaire assorti de garanties au sujet de l'appui financier et militaire de la France.
En mars 1864, Maximilien et Charlotte se rendent à Paris, où l'empereur Napoléon III et l'impératrice Eugénie leur réservent un accueil des plus chaleureux en vue de les inciter à accepter le trône du Mexique. L'empereur s'engage à maintenir 20 000 militaires français au Mexique jusqu'en 1867. Maximilien contracte vis-à-vis de Napoléon III une obligation de 500 millions de pesos mexicains, équivalant à l'époque à deux milliards et demi de francs-or, destinée à subventionner ses projets lorsqu'il régnera au Mexique. Quant au roi Léopold, il promet d'envoyer au Mexique un corps expéditionnaire belge afin de les soutenir.
En mars 1864, Maximilien se rend à Vienne chez son frère l'empereur François-Joseph, lequel lui demande de signer un pacte de famille l'obligeant à renoncer pour lui et sa descendance à ses droits sur la couronne autrichienne, à un éventuel héritage, ainsi qu'à son patrimoine mobilier et immobilier en Autriche, faute de quoi il ne pourra régner au Mexique. Maximilien tente de faire ajouter une clause secrète qui lui permettrait, au cas où il échouerait au Mexique, d'être rétabli dans ses droits familiaux s'il devait revenir en Autriche. François-Joseph refuse l'ajout de cette clause, promettant toutefois des subsides et des soldats volontaires (6 000 hommes et 300 marins), ainsi qu'une rente annuelle. Les parents des deux hommes tentent en vain d'infléchir la décision de François-Joseph. Découragé par ces exigences drastiques, Maximilien envisage de renoncer à se rendre au Mexique. Cependant, accompagné par ses frères Charles-Louis et Louis-Victor, ainsi que par cinq autres archiducs et des dignitaires de l'empire d'Autriche, François-Joseph débarque à Miramare car Maximilien s'est finalement résolu à accepter les sévères conditions imposées par son frère. Après une longue discussion très violente entre les deux frères, François-Joseph et Maximilien signent donc le pacte de famille voulu par l'empereur le 9 avril 1864. Toutefois, au moment où ils se quittent sur le quai de la gare, ils s'étreignent avec beaucoup d'émotion. Le lendemain, à Miramare, Maximilien déclare aux délégués mexicains qu'il accepte la couronne impériale du Mexique.

#### En route vers le Mexique

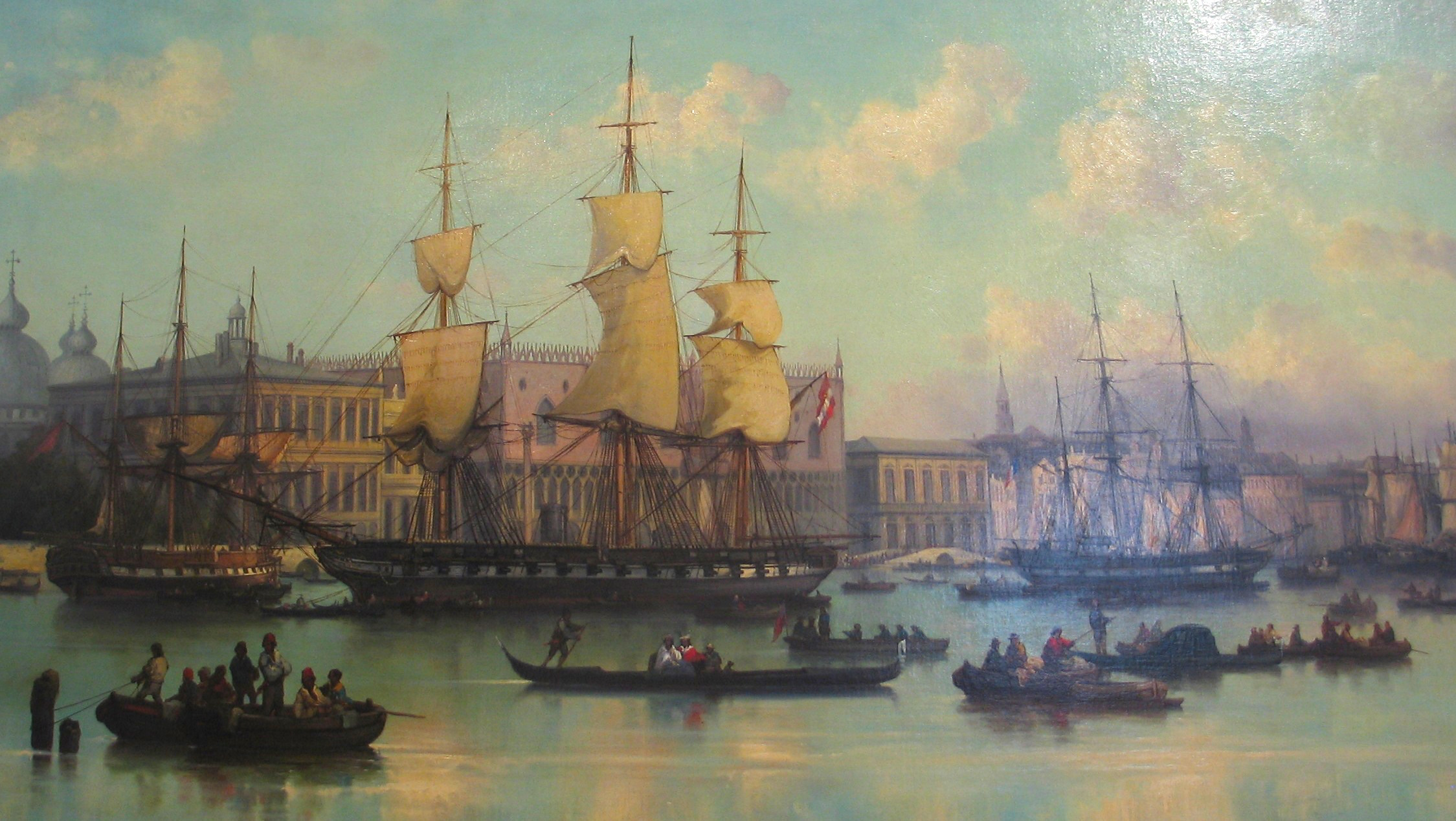
La frégate SMS Novara par Josef Püttner (Venise après 1862).

Le 10 avril 1864, dans la salle du trône de Miramare, Maximilien devient officiellement empereur du Mexique. Il affirme que les vœux du peuple mexicain lui permettent de se considérer comme l'élu légitime du peuple. En réalité, Maximilien a été trompé par quelques conservateurs mexicains, parmi lesquels le général Juan Nepomuceno Almonte, qui l'assurent d'un hypothétique appui populaire massif. Pour tout document justificatif, la députation mexicaine produit les actes d'adhésion sur lesquels on s'est contenté d'écrire en marge le chiffre de la population de la localité dans laquelle chacun des délégués réside, comme si tous les habitants s'étaient rendus aux urnes.
Ce même 10 avril, un dîner officiel est prévu à Miramare dans le grand salon aux Mouettes. Au bord de la dépression nerveuse, Maximilien se retire dans ses appartements, où il est examiné par le docteur Jilek. Le médecin le trouve prostré et si accablé qu'il lui propose de se reposer au pavillon du Gartenhaus pour se rasséréner. Charlotte préside donc seule le banquet. Le départ pour le Mexique est fixé au 14 avril 1864. À bord de la frégate autrichienne SMS Novara, escortée par la frégate française Thémis, Maximilien se montre plus serein. Charlotte et lui font escale à Rome afin d'y recevoir la bénédiction du pape Pie IX. Le 19 avril 1864, lors de l'audience pontificale, chacun évite d'évoquer directement la spoliation des biens du clergé par les républicains mexicains mais le pape ne peut s'empêcher de souligner que Maximilien devra respecter les droits de ses peuples et ceux de l'Église.
Durant la longue traversée, Maximilien et Charlotte évoquent peu les difficultés diplomatiques et politiques auxquelles ils vont bientôt être confrontés, mais ils conçoivent dans ses moindres détails l'étiquette de leur future cour. Ils commencent à rédiger un manuscrit de 600 pages relatif au cérémonial, étudié dans ses aspects les plus minutieux. La Novara fait escale à Madère et en Jamaïque. Les voyageurs essuient de lourds orages avant une dernière escale en Martinique.

#### Installation au Mexique

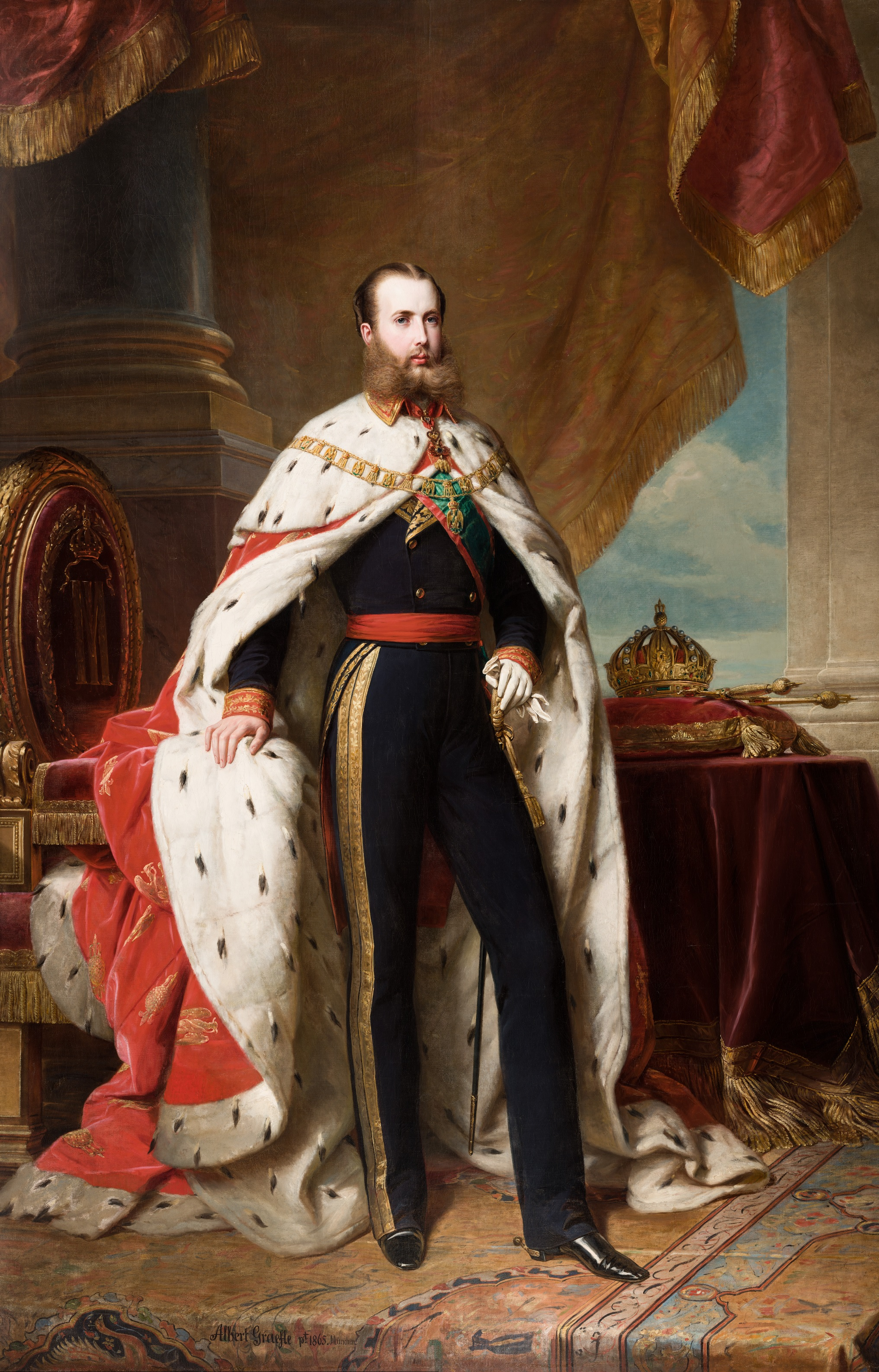
Portrait officiel de l'empereur Maximilien Ier par Albert Graefle (1864).

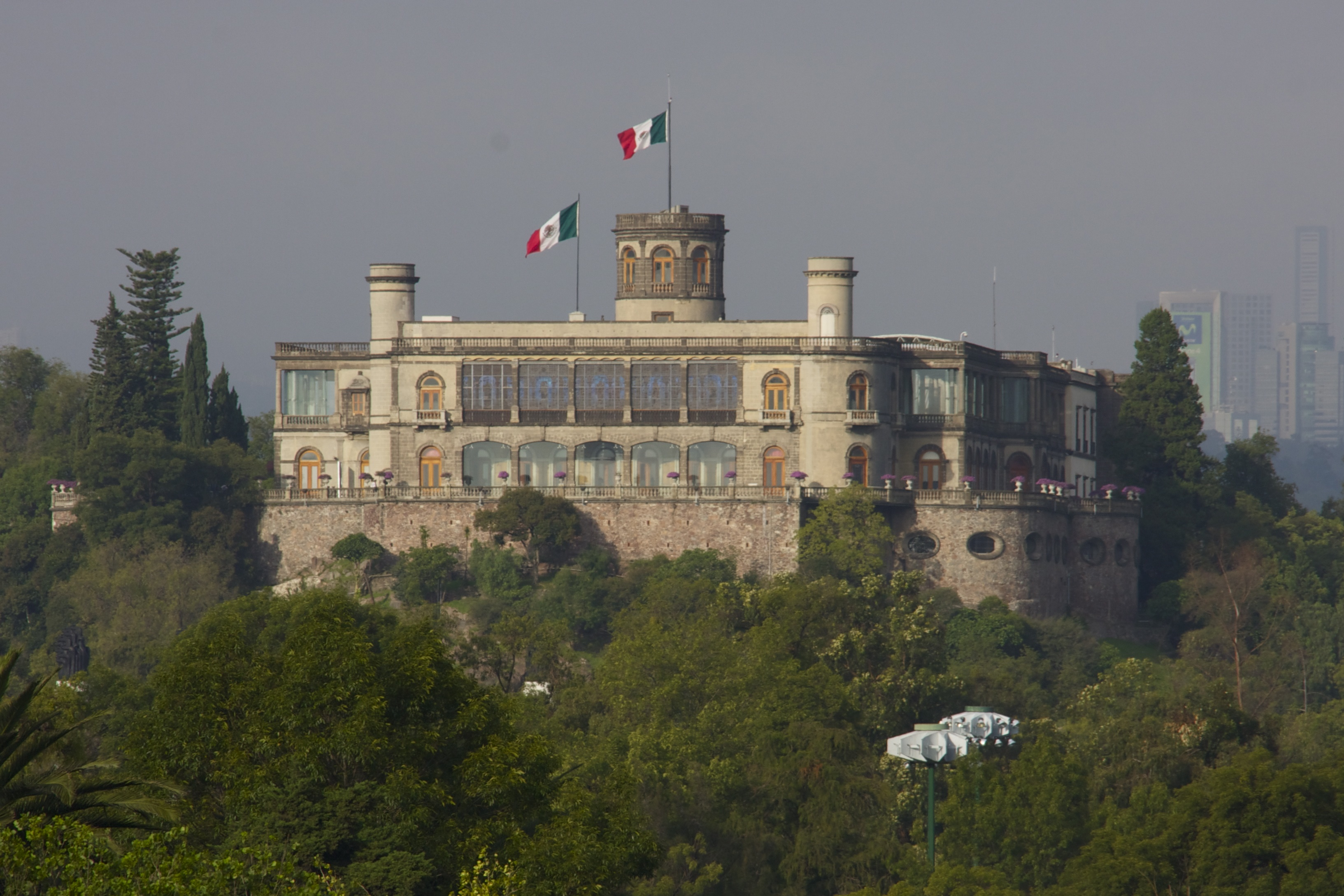
Le château de Chapultepec au début du XXIe siècle.

Maximilien arrive au Mexique le 28 mai 1864 par le port de Veracruz. La fièvre jaune sévissant à Veracruz, le nouveau couple impérial traverse la ville sans s'y arrêter. Cette épidémie et l'heure matinale de leur débarquement leur valent un mauvais accueil de la population veracruzaine. Charlotte en est particulièrement impressionnée. La traversée des terres chaudes, les mauvaises conditions climatiques et un accident de voiture contribuent à jeter une ombre défavorable sur leurs premiers pas au Mexique. À Córdoba cependant, Maximilien et Charlotte sont acclamés par les Indiens qui voient en eux des libérateurs. Les ovations se succèdent le long de la route vers Mexico. Le 12 juin 1864, le couple impérial effectue son entrée officielle dans leur capitale. Ils s'arrêtent à la basilique Notre-Dame-de-Guadalupe, où une part importante de la société de Mexico les attend. Des députations issues des provinces de l'intérieur témoignent, elles aussi, de leur enthousiasme.
Le palais national de Mexico ne correspond pas à l'idée que se font Maximilien et Charlotte d'une demeure impériale. Livrée aux punaises, la bâtisse est une sorte de caserne austère et vétuste qui requiert d'importants travaux. Une semaine après leur arrivée, Maximilien et Charlotte préfèrent donc s'installer au château de Chapultepec sur une colline de Mexico. Ce château, que Maximilien rebaptise du nom de « Miravalle », se situe sur un emplacement autrefois occupé par les Aztèques. Peu après son arrivée, Maximilien demande que l'on trace une avenue depuis le château de Chapultepec jusqu'au centre de la capitale. L'avenue, initialement nommée en l'honneur de Charlotte Paseo de la Emperatriz, devient plus tard le Paseo de la Reforma. Le couple impérial jouit aussi en été du palais des Cortés à Cuernavaca. Maximilien entreprend également d'onéreux aménagements dans ses diverses propriétés, alors que la situation du Trésor est catastrophique.

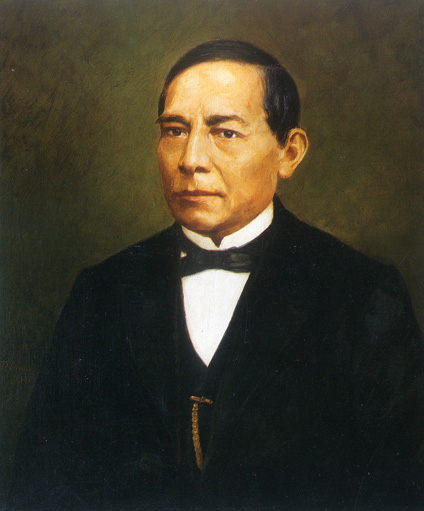
Benito Juárez par Pelegrí Clavé (1861-1862).

Fin juillet 1864, six semaines après sa Joyeuse Entrée dans Mexico, Maximilien se plaint de l'inefficacité de l'escadre française qui ne quitte pas Veracruz, laissant aux mains des dissidents les ports de Manzanillo, Mazatlán et de Guaymas, où ils recueillent le produit des douanes au détriment de l'empire. Partout, les troupes de Juárez reculent, mais la guerre se métamorphose en escarmouches menées par des guérilleros. Pour Bazaine, maréchal depuis le 5 septembre, et ses troupes, cette forme de combat est particulièrement déroutante.
Du 10 août au 30 octobre 1864, Maximilien parcourt à cheval l'intérieur des terres de son empire escorté par deux pelotons de cavalerie. Il visite l'État du Querétaro, puis les villes de Celaya, Irapuato, Dolores Hidalgo et León de los Aldamas dans le Guanajuato, Morelia dans le Michoacán de Ocampo et enfin Toluca dans l'État de Mexico, où Charlotte le rejoint pour effectuer en sa compagnie une excursion de trois jours avant de regagner Mexico. À Toluca, en présence de Bazaine, ils peuvent observer à moins de deux kilomètres les bandes de Juárez galopant à travers la campagne.
Lorsque l'année 1864 s'achève, l'armée française a réussi à faire reconnaître l'autorité impériale sur la plus grande partie du territoire du Mexique. L'existence de l'empire demeure toutefois fragile. Les succès militaires français constituent les seules fondations sur lesquelles repose l'édifice impérial. De nouveaux défis doivent être relevés : la pacification du Michoacán, l'occupation des ports de l'océan Pacifique, l'expulsion de Juárez du Chihuahua, et la soumission de la province de l'Oaxaca.

#### Politique de Maximilien

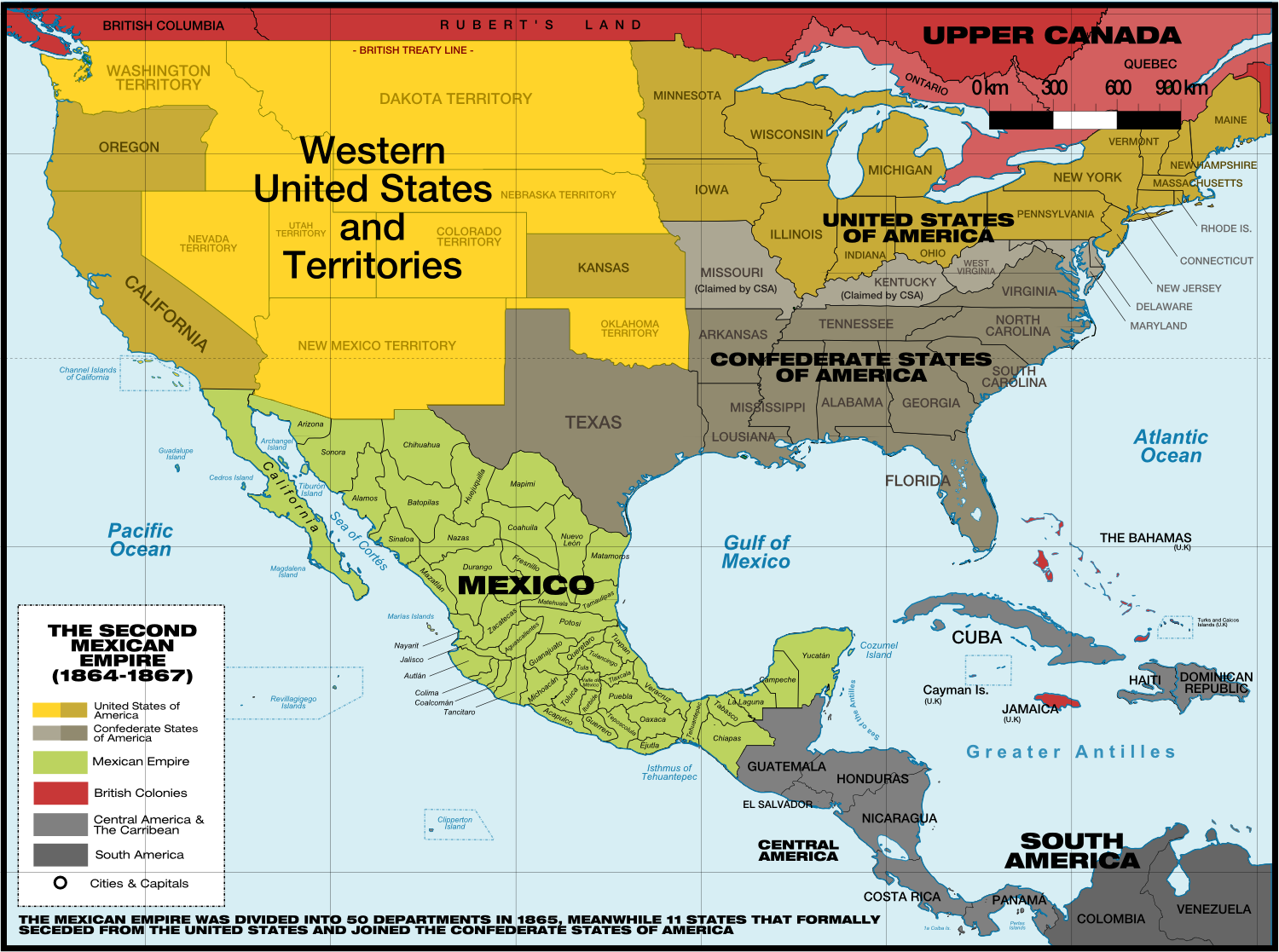
Second Empire mexicain (1864-1867).

À la consternation de ses alliés conservateurs qui l'ont porté au pouvoir, Maximilien défend plusieurs idées politiques libérales proposées par l'administration républicaine de Benito Juárez, telles que les réformes agraires, la liberté de religion et l'extension du droit de vote au-delà des classes foncières. Avant même d'accepter la couronne mexicaine, Maximilien avait offert une amnistie à Juárez et à ses hommes s'ils juraient allégeance à la couronne, lui proposant même le poste de Premier ministre. Juárez refuse cependant catégoriquement de rencontrer Maximilien.
Maximilien, dont le tempérament libéral s'était déjà exprimé en Lombardie, s'efforce de défendre les intérêts français, oscillant entre les libéraux et les conservateurs, mais sans parvenir à exercer une vraie domination sur le Mexique. Les mesures prises par son gouvernement ne s'appliquent qu'aux parties du territoire contrôlées par les garnisons françaises. Maximilien s'aliène les conservateurs et le clergé en approuvant la sécularisation des biens ecclésiastiques au profit du domaine national, mais il rallie à sa cause des libéraux modérés. Lorsqu'il s'absente de Mexico, parfois durant plusieurs mois, Maximilien laisse Charlotte gouverner : elle préside le conseil des ministres et donne, au nom de son mari, une audience publique les dimanches.
Dès 1864, afin de peupler le Mexique et de l'européaniser, Maximilien invite des Européens à s’établir dans la « colonie de Carlota » où s'installent environ 600 familles de fermiers et d'artisans majoritairement prussiens. Un autre plan prévoyant la création d'une douzaine d'autres colonies de peuplement par les ex-confédérés des États-Unis est conçu par l'océanographe Matthew Fontaine Maury, lui-même ex-confédéré. Toutefois cet ambitieux projet d'immigration connaît un succès médiocre. En juillet 1865, seuls 1 100 colons, davantage soldats que cultivateurs, venus essentiellement de Louisiane, s'installent au Mexique et restent cantonnés dans l'État de Veracruz, attendant que le gouvernement impérial les dirige sur les terres qu'ils sont censés cultiver. Ce plan déplaît naturellement au gouvernement de Washington, lequel voit d'un mauvais œil ses citoyens dépeupler les États-Unis pour servir un « empereur étranger ». Maximilien tente aussi sans succès d'attirer dans le Yucatán la colonie anglaise du Honduras britannique (Belize) avant de renoncer à ce projet. Dans les faits, s'il existe de vastes territoires au Mexique, peu appartiennent au domaine public. Toute terre possède un maître aux droits de propriété plus ou moins réguliers. Les grands hacenderos (propriétaires terriens) ne retirent donc que peu d'avantages dans l'établissement de colons. Les nouvelles colonies agricoles quittent donc rapidement le Mexique au profit du Brésil.
L'empereur Maximilien s'est également intéressé au péonage et aux conditions de vie des Indiens dans les haciendas. Si la plupart des Indiens des villes jouissent de la liberté, ceux des haciendas sont soumis à un maître qui peut les punir des fers, de la prison ou du fouet. Le 10 avril 1865, Maximilien institue une junte (assemblée politique) « Protectrice des classes nécessiteuses » dont la mission est de réformer les abus commis envers les sept millions d'Indiens présents sur le sol mexicain. Le 1er novembre 1865, l'empereur publie un décret abolissant les châtiments corporels, réduisant les heures de travail et garantissant un salaire. Ce décret n'a cependant pas la portée voulue car les hacenderos refusent d'employer les péones, qui sont souvent de nouveau réduits à leur servitude initiale.

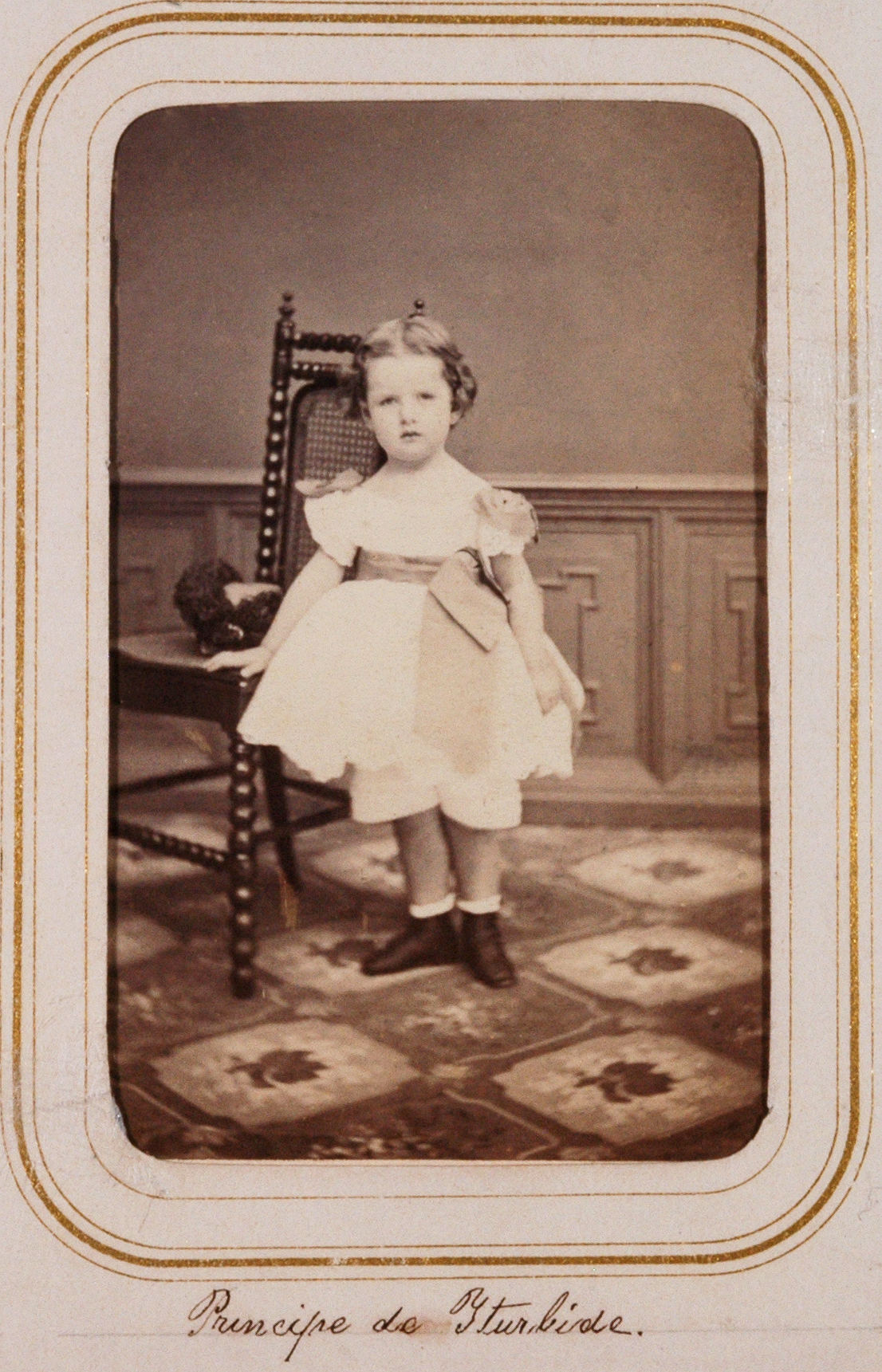
Agustín de Iturbide y Green photographié par Julio Valleto (1866).

Sans enfant issu de son mariage, Maximilien, à la désapprobation de Charlotte, décide en septembre 1865 d'adopter les deux petits-fils du précédent empereur Augustin Ier du Mexique — Agustín de Iturbide y Green et son cousin Salvador de Iturbide y Marzán —, fondant ainsi la maison de Habsbourg-Iturbide. Agustin n'a que 2 ans lors de son adoption et doit être, selon la volonté de Maximilien, séparé de sa mère. Cette situation heurte unanimement l'opinion publique. Quant aux États-Unis, la Chambre des représentants vote une résolution demandant au président de soumettre « au Congrès la correspondance concernant l'enlèvement de l'enfant d'une Américaine dans la ville de Mexico par l'usurpateur de cette république nommé empereur, sous le prétexte de faire de cet enfant un prince […] Cette résolution se rapporte à l'enfant de Mme Iturbide. »
Au point de vue personnel, une hypothèse affirmant l'appartenance de Maximilien à la franc-maçonnerie, sans appeler de réelle controverse, laisse toutefois place au doute car il n'est cité par aucun auteur ni ouvrage de référence. Selon Alvarez de Arcila, Maximilien est franc-maçon. Au Mexique, il appartiendrait à une loge pratiquant le Rite écossais ancien et accepté. Arcila précise que le 27 décembre 1865 s'est formé le Suprême Conseil du Grand Orient du Mexique, qui offre à Maximilien le titre de Souverain Grand Commandeur, mais que celui-ci le refuse. Par contre, l'histoire maçonnique du Mexique le fait apparaître comme ayant bien reçu une offre du Grand Orient du Mexique nouvellement constitué et qui crée un Suprême conseil en 1865, proposant à Maximilien la qualité de grand maître et grand commandeur. Il refuse cette offre pour des raisons politiques et suggère à la place pour le représenter son chambellan Rudolfo Gunner et son médecin Federico Semeler, qui sont intégrés au sein des ordres en juin 1866. Maximilien se place toutefois en protecteur de la franc-maçonnerie,.

#### Une pacification impossible

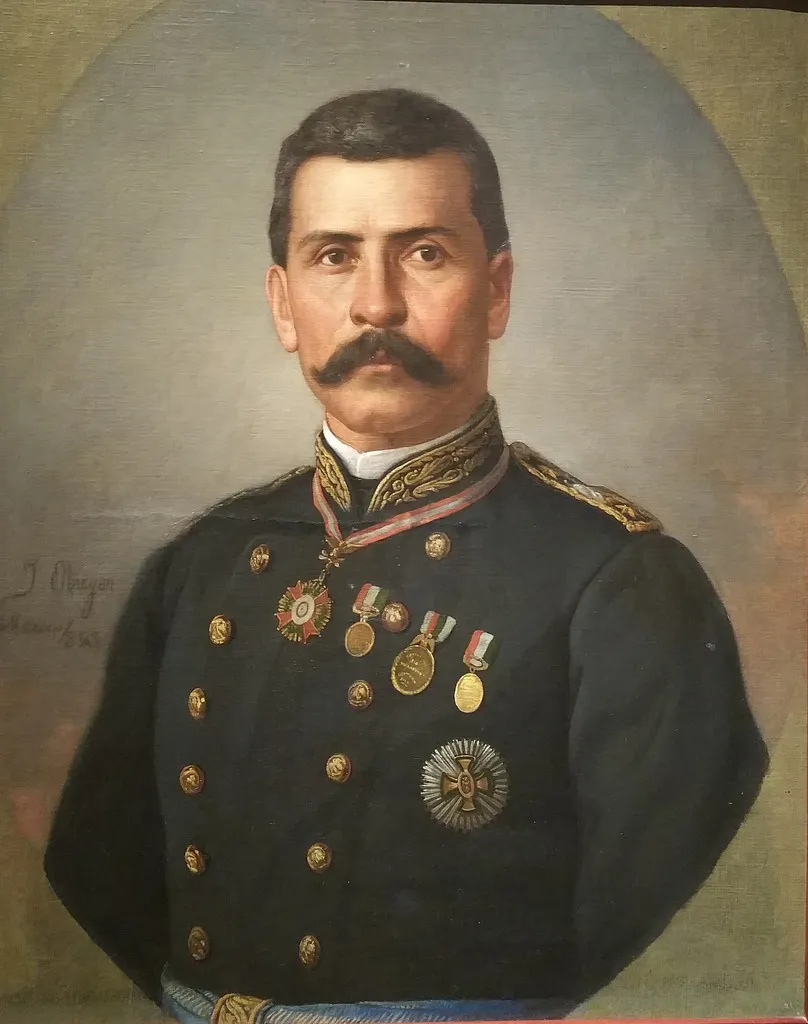
Porfirio Díaz, par José María Obregón (1883).

François Achille Bazaine en campagne au Mexique par Jean-Adolphe Beaucé (1867).

Les libéraux et les républicains, menés par Benito Juárez, s'opposent régulièrement et ouvertement à Maximilien. L'année 1865 débute par des opérations militaires dans les provinces du sud de Puebla qui ne reconnaissent toujours pas l'autorité impériale. Porfirio Díaz, l'un des meilleurs[réf. souhaitée] généraux républicains, s'est établi dans la ville d'Oaxaca, fort d'un corps d'armée considérable financé par les ressources locales. Díaz se tient près de la grand-route de Veracruz, obligeant Bazaine à maintenir des postes militaires sur cette ligne de communication importante. Les progrès de la pacification parmi les populations, généralement bien disposées vis-à-vis de l'empire, sont entravés dans ce territoire stratégique.
Des opérations militaires sont donc menées par le corps expéditionnaire français contre les dissidents tenant l'État d'Oaxaca afin de permettre la construction d'une route carrossable pour les convois. Le 9 février 1865, après de rudes combats, Bazaine parvient à s'emparer d'Oaxaca, mais les chefs des guérillas se réfugient dans les montagnes, d'où il est presque impossible de les expulser. Le caractère incomplet de la prise de la province d'Oaxaca se reproduira presque partout au Mexique : dans les États de Michoacán, de Sinaloa et dans la Huasteca.
En avril 1865, après la fin de la guerre civile américaine, le président Andrew Johnson, invoquant la doctrine Monroe, reconnaît le gouvernement insurrectionnel de Juárez en tant que gouvernement légitime du Mexique. Les États-Unis exercent des pressions diplomatiques croissantes pour persuader Napoléon III de mettre fin au soutien de la France à Maximilien et, dès lors, de retirer ses troupes du Mexique. Le gouvernement américain commence à approvisionner les partisans de Juárez en leur accordant des dépôts d'armes au Texas à El Paso del Norte, à la frontière mexicaine. La perspective d'une invasion américaine pour réintégrer Juárez dans ses fonctions dirigeantes au Mexique conduit un grand nombre d'adhérents fidèles de l'empire à abandonner la cause de Maximilien et à quitter la capitale.
Face à une situation aussi complexe qu'inextricable, Maximilien se résout, sous la pression de Bazaine et de l'armée française, à mener une répression implacable à l'encontre des rebelles. Il publie le « décret noir » du 3 octobre 1865 qui, tout en promettant une amnistie aux dissidents qui se rendront, déclare en son premier article : « Tous les individus faisant partie de bandes ou de rassemblements armés existant sans autorisation légale, qu'elles proclament ou non un prétexte politique […] seront jugés militairement par les cours martiales, qui fait écho à la Loi du 25 janvier 1862 émise par le gouvernement républicain .
S'ils sont déclarés coupables, lors même que ce ne serait que du seul fait d'appartenir à une bande armée, ils seront condamnés à la peine capitale et la sentence sera exécutée dans les vingt-quatre heures. » En vertu de ce décret, plusieurs centaines d'opposants sont sommairement exécutés.
Le décret de Maximilien ne tempère cependant pas les actions des rebelles. En octobre 1865, à Paso del Macho dans le Veracruz, 350 assaillants font dérailler un train, dépouillent les voyageurs et massacrent, après les avoir mutilés, 11 militaires français. Désormais, chaque train doit être accompagné d'une garde de 25 soldats. La sécurité des routes est, elle aussi, toujours compromise. Ainsi, de Veracruz à Mexico, les 500 km de voirie sont jalonnés de 500 postes de turcos chargés d'exécuter sommairement la justice contre tout passant armé.
En janvier 1866, contrevenant à ses promesses, Napoléon III décide du retrait progressif des troupes françaises du Mexique à partir de l'automne 1866. Le souverain est poussé par une opinion publique française devenue hostile à la cause mexicaine. D'autre part, Napoléon III est inquiet du développement de l'armée prussienne requérant le renforcement de l'armée présente sur le sol français. De plus, il est astreint par l'opposition officielle des États-Unis qui lui adressent un ultimatum ordonnant le retrait des troupes françaises du Mexique. À New York, lors d'une cérémonie d'hommage au défunt président Lincoln, le diplomate et historien George Bancroft prononce un discours dans lequel il qualifie l'empereur mexicain d'« aventurier autrichien ». Le pouvoir et le prestige de Maximilien sont considérablement affaiblis.
Désormais, face à la résistance mexicaine, Maximilien ne bénéficie plus autour de lui que de l'appui de quelques soldats mexicains, belges et autrichiens. Dans l'État d'Hidalgo, le 25 septembre 1866, la Légion belge commandée par le lieutenant-colonel Alfred van der Smissen perd son ultime bataille d'importance lors du combat d'Ixmiquilpan. À la tête de 250 hommes à pied et de deux compagnies montées de 100 hommes, van der Smissen attaque le village d'Ixmiquilpan en pénétrant jusqu'à la place principale, mais il est forcé de battre en retraite, et rencontre d'immenses difficultés (les populations soulevées rompent les ponts et élèvent des barricades) à ramener ses troupes avant de parvenir à Tula, laissant 11 officiers et 60 hommes tués ou blessés.

#### Retour de Charlotte en Europe

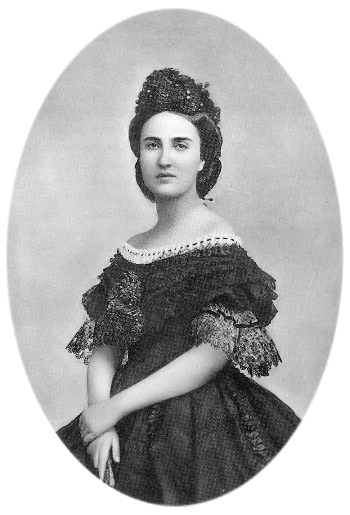
Charlotte de Belgique.

Au printemps 1866, l'impératrice Charlotte prend l'initiative de tenter directement une ultime démarche auprès de Napoléon III afin qu'il revienne sur sa décision d'abandonner la cause mexicaine. Animée par ce dessein, Charlotte quitte le Mexique le 9 juillet 1866 pour se rendre en Europe. À Paris, ses requêtes auprès de Napoléon III échouent. Elle subit un effondrement émotionnel profond. Sa famille ne peut la soutenir dans la cause mexicaine : son frère Léopold II, autrefois ardent partisan des ambitions de sa sœur, ne peut plus ignorer l'hostilité des Belges envers un pays qui leur apporte souvent de mauvaises nouvelles ; quant à son beau-frère, l'empereur François-Joseph Ier d'Autriche, vaincu par la Prusse à Sadowa, il a perdu son influence sur les États allemands. Isolée, Charlotte ne peut compter sur le soutien d'aucun monarque en Europe et envoie à Maximilien un télégramme : « ¡Todo es inútil! ».
En dernier recours, Charlotte se dirige vers l'Italie pour demander la protection du pape Pie IX. C'est là que se déclarent ouvertement les premiers symptômes des troubles mentaux qui vont la tourmenter jusqu'à sa mort. Elle est d'abord reconduite au pavillon du Gartenhaus à Miramare où elle est confinée durant neuf mois. À Maximilien, sa famille envoie le 12 octobre 1866 un télégramme l'informant que l'impératrice souffre d'une méningite ; mais lorsqu'il apprend que c'est le célèbre médecin aliéniste viennois Riedel qui soigne sa femme, Maximilien, abasourdi, comprend la vraie nature de la pathologie de Charlotte.
En juillet 1867, alerté sur le sort de sa sœur, le roi des Belges dépêche à Miramare son épouse la reine Marie-Henriette, née archiduchesse d'Autriche, qui réussit à ramener l'impératrice en Belgique après deux semaines de négociations délicates avec le pouvoir autrichien. Charlotte, à laquelle on cache durant six mois la mort de son mari, est maintenant confiée aux soins de son frère, le roi Léopold II de Belgique, qui la loge dans le vaste pavillon du parc de Tervueren jusqu'à l'incendie de la bâtisse en 1879. Charlotte réside ensuite au château de Bouchout, dans le Brabant flamand, acquis par le roi Léopold II de Belgique et où elle demeure jusqu'à sa mort qui survient le 19 janvier 1927.

### Fin du règne de Maximilien

#### La tentation de l'abdication

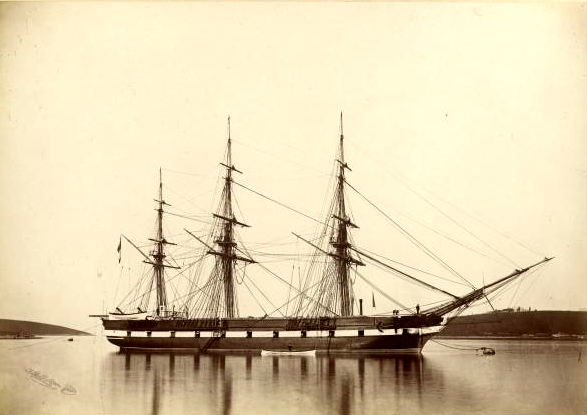
La corvette Dandolo (1872).

Le voyage de Charlotte en Europe s'est donc soldé par un échec complet. Maximilien songe à tout abandonner. Il est tiraillé entre les conseils divergents de ses confidents : l'Autrichien Stephan Herzfeld, fidèle ami qu'il a connu lors de son service militaire sur la Novara, prédit la fin proche de l'empire et conseille à Maximilien de regagner l'Europe le plus tôt possible, tandis que le père Augustin Fischer, au passé d'aventurier, conjure Maximilien de demeurer au Mexique. Dans un premier temps, Herzfeld réussit à entretenir l'idée de l'abdication. Le 18 octobre 1866, la corvette autrichienne Dandolo reçoit l'ordre de se tenir prête pour embarquer l'empereur et une suite de 15 à 20 personnes pour les ramener en Europe. On y charge les objets de valeur des résidences impériales et les documents secrets. Maximilien confie sa résolution d'abdiquer à Bazaine. La décision s'ébruite et les conservateurs fulminent. Malade et démoralisé, Maximilien part pour Orizaba, où le climat est plus clément et où il se rapproche de la Dandolo qui mouille à Veracruz. En route, Maximilien et sa suite effectuent de nombreuses haltes. En chemin, Fischer tente inlassablement de dissuader Maximilien de partir, évoquant l'honneur perdu, la fuite et la vie future avec Charlotte désormais aliénée. Maximilien est de nouveau en proie à l'indécision et demande — présumant de la réponse positive — au gouvernement conservateur s'il doit rester au Mexique. Il reste donc et poursuit la lutte contre Juárez. Maximilien doit financer les dépenses militaires et prélève de nouveaux impôts. Au début de l'année 1867, Maximilien — qui dans ses missives à sa famille minimise les difficultés inhérentes à sa situation réelle — reçoit une lettre de sa mère qui applaudit sa décision de rester au Mexique en échappant au déshonneur d'une abdication imposée : « Maintenant que tant d'amour, d'abnégation et sans doute aussi de crainte d'une anarchie future te retiennent là-bas, je me réjouis de ta décision et j'espère que les pays riches te soutiendront dans la poursuite de ta tâche. ». L'archiduc Charles-Louis adresse un message analogue à son frère : « Tu as bien fait de te laisser persuader de demeurer au Mexique, malgré les chagrins énormes qui t'accablent. Reste et persévère aussi longtemps que possible dans ta position. »

#### Retranchement à Santiago de Querétaro

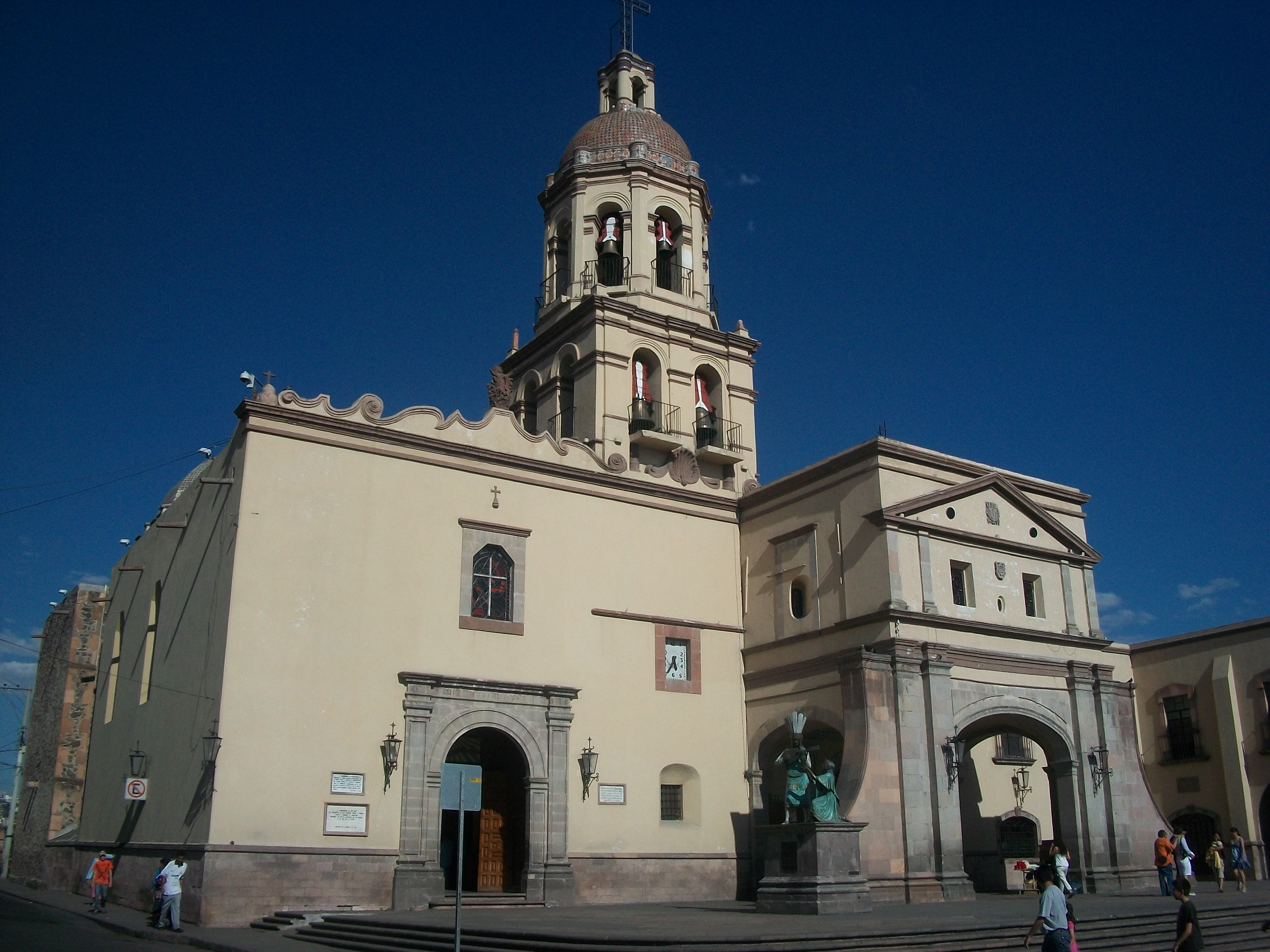
Couvent de la Cruz à Santiago de Querétaro.

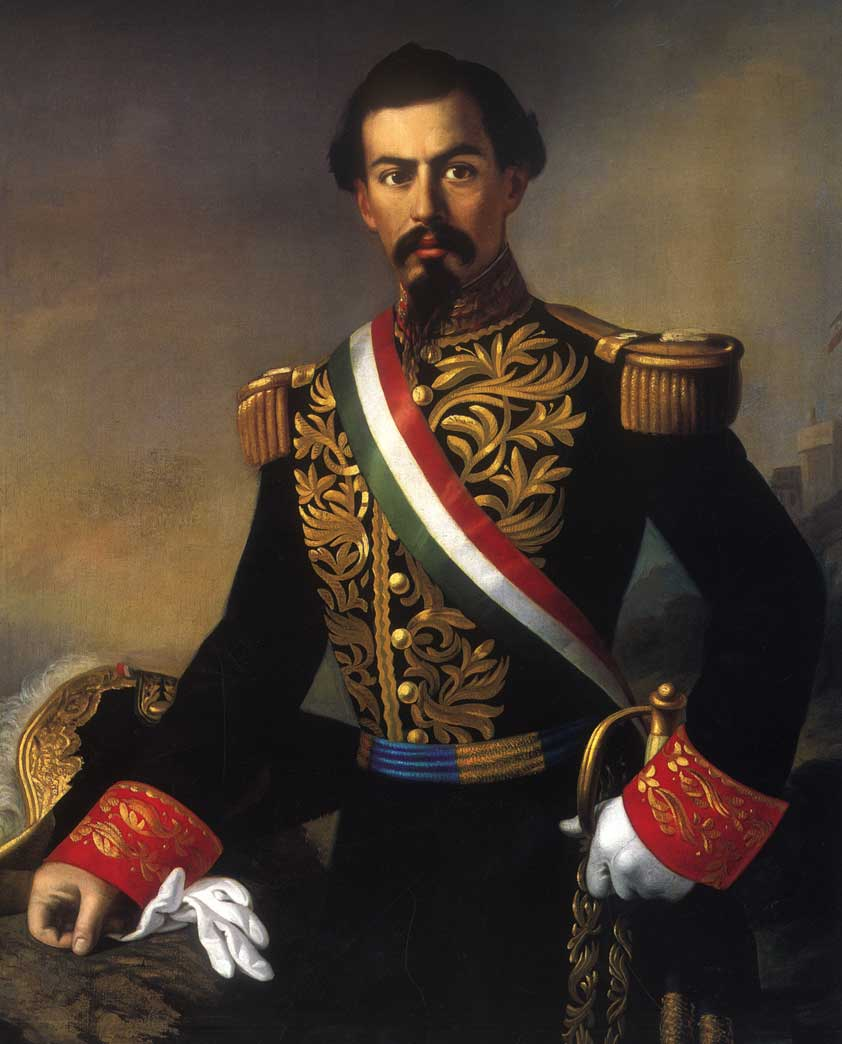
Le général Miguel Miramón par Jesús Corral (1859).

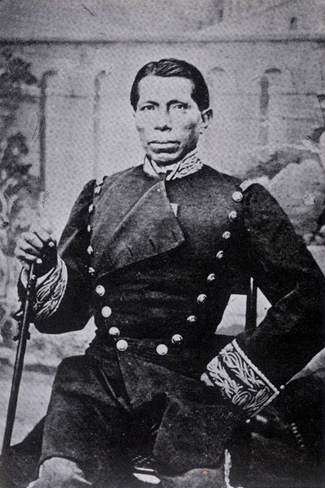
Le général Tomás Mejía (vers 1860).

Au Mexique, les libéraux forment maintenant une armée homogène, ne laissant aux troupes impériales que la capitale Mexico, ainsi que Veracruz, Puebla et Querétaro. Le 13 février 1867 Maximilien quitte Mexico, accompagné du docteur Samuel Basch, son médecin personnel, de Jose Luis Blasio, son secrétaire et de deux serviteurs européens (son valet italien Antonio Grill et son cuisinier hongrois Joseph Tüdös). Entouré de soldats qu'il a voulus presque exclusivement mexicains afin de maintenir sa popularité en ménageant les susceptibilités locales (2 000 lanciers de l'impératrice, le régiment Rodriguez et des hussards autrichiens qui ont absolument voulu rejoindre la petite colonne), Maximilien se dirige vers Santiago de Querétaro, ville favorable à l'empire, où il arrive le 19 février 1867.
En dépit des conseils tactiques qui lui sont dispensés, Maximilien est décidé à demeurer dans cette ville dont la configuration est pourtant mal compatible avec la tenue d'un siège car difficilement accessible à d'éventuels renforts. La ville est entourée de collines au point qu'elle peut être comparée à une sorte de cuvette. Depuis les hauteurs, chaque maison peut être atteinte à coups de fusil. La seule option consiste à disposer de troupes suffisamment nombreuses pour protéger Querétaro. Lorsqu'il arrive en ville, Maximilien est acclamé par des ovations chaleureuses. Maximilien y est rejoint par une brigade de plusieurs milliers d'hommes aux ordres du général Ramón Méndez, auxquels s'ajoute le renfort des gardes-frontières du général Julián Quiroga, soit un total d'environ 9 000 hommes soutenant l'empire.
L'empereur prend le commandement supérieur de ses hommes dirigés par les généraux Leonardo Márquez Araujo (état-major), Miguel Miramón (infanterie), Tomás Mejía (cavalerie) et Ramón Méndez (réserve) chargés de la défense de la ville. Les soldats sont exercés aux manœuvres dans la plaine de Carretas.
Le 5 mars 1867, les forces commandées par le général libéral Mariano Escobedo assiègent la ville. Le 7 mars, Maximilien établit son quartier-général au Cerro de las Campanas ou Colline des Cloches. Il y couche sous la tente, à même le sol. Il semble relativement bien supporter cette existence de campeur. Il y tient un conseil des ministres le 8 mars. Les finances font défaut et empêchent toute action significative. Pour élever des fortifications, le concours des habitants est requis. Le 12 mars 1867, Bazaine, dont les relations avec Maximilien étaient devenues délétères, quitte définitivement le Mexique. Le 13 mars 1867, Maximilien délaisse le Cerro de las Campanas pour s'installer avec son état-major au couvent de la Cruz où il loge de manière spartiate. Maximilien assiste aux manœuvres et garde son rythme de vie habituel. Levé à cinq heures, il se fait lire le courrier du matin avant de parcourir la ville à pied, le cigare à la bouche. Quand il sort à cheval, c'est revêtu du costume national mexicain (veste et large sombrero) ou d'un uniforme bleu. Il déjeune au couvent de la Cruz avant de se rendre au Palacio Municipal où il préside le conseil de guerre. Le soir, il reçoit des officiers à sa table.
Le 17 mars 1867, Maximilien décide une contre-attaque contre les rebelles, mais l'opération échoue à la suite d'un désaccord entre les généraux Miramón et Márquez. Dans la nuit du 22 au 23 mars, Márquez, auquel Maximilien a donné pleins pouvoirs, quitte Querétaro avec 1 200 cavaliers et prend la route de Mexico où il doit recruter des renforts. Le 22 avril 1867, un parlementaire républicain vient proposer de laisser sortir l'empereur avec les honneurs de la guerre, mais Maximilien refuse. Cinq jours plus tard, le contingent qu'il a réuni sous les ordres du général Miguel Miramón obtient un succès militaire. Le 27 avril, au Cerro del Cimatario, Miramón décide de mener une attaque en vue de renforcer le moral des troupes en proie à l'ennui et tentées par la désertion. Les impérialistes veulent enlever l'hacienda de Callejas située près du cimetière et depuis laquelle des batteries pilonnent la ville ; ils culbutent l'ennemi et lui enlèvent vingt canons, un troupeau de bœufs, ainsi qu'un coffre de pesos. Le lendemain, Miramón renforce son corps de lanciers de quelques éléments issus de la cavalerie de Mejía afin d'occuper le cimetière, mais les impérialistes se heurtent cette fois à une batterie d'une dizaine de canons installés durant la nuit qui les déciment. Les juáristes reprennent la Callejas. La retraite des impérialistes prend l'allure d'une véritable déroute. Il s'en faut de peu que les juáristes ne pénètrent dans la ville.
Le 13 mai 1867, Maximilien tient son ultime conseil de guerre. Il déclare : « 5 000 soldats maintiennent aujourd'hui cette place, après un siège de soixante-dix jours, un siège effectué par 40 000 hommes qui ont à leur disposition toutes les ressources du pays. Pendant cette longue période […] cinquante-quatre journées ont été perdues à attendre le général Márquez qui devait revenir de Mexico sous vingt jours. ». L'attaque qui doit permettre la fuite est fixée au 15 mai à trois heures du matin. Cependant, dans la nuit du 14 au 15 mai 1867, le colonel Miguel Lopez, commandant le régiment de l'impératrice, aurait livré à l'ennemi une porte de la ville permettant d'accéder au couvent de la Cruz où réside Maximilien,.

#### Captivité

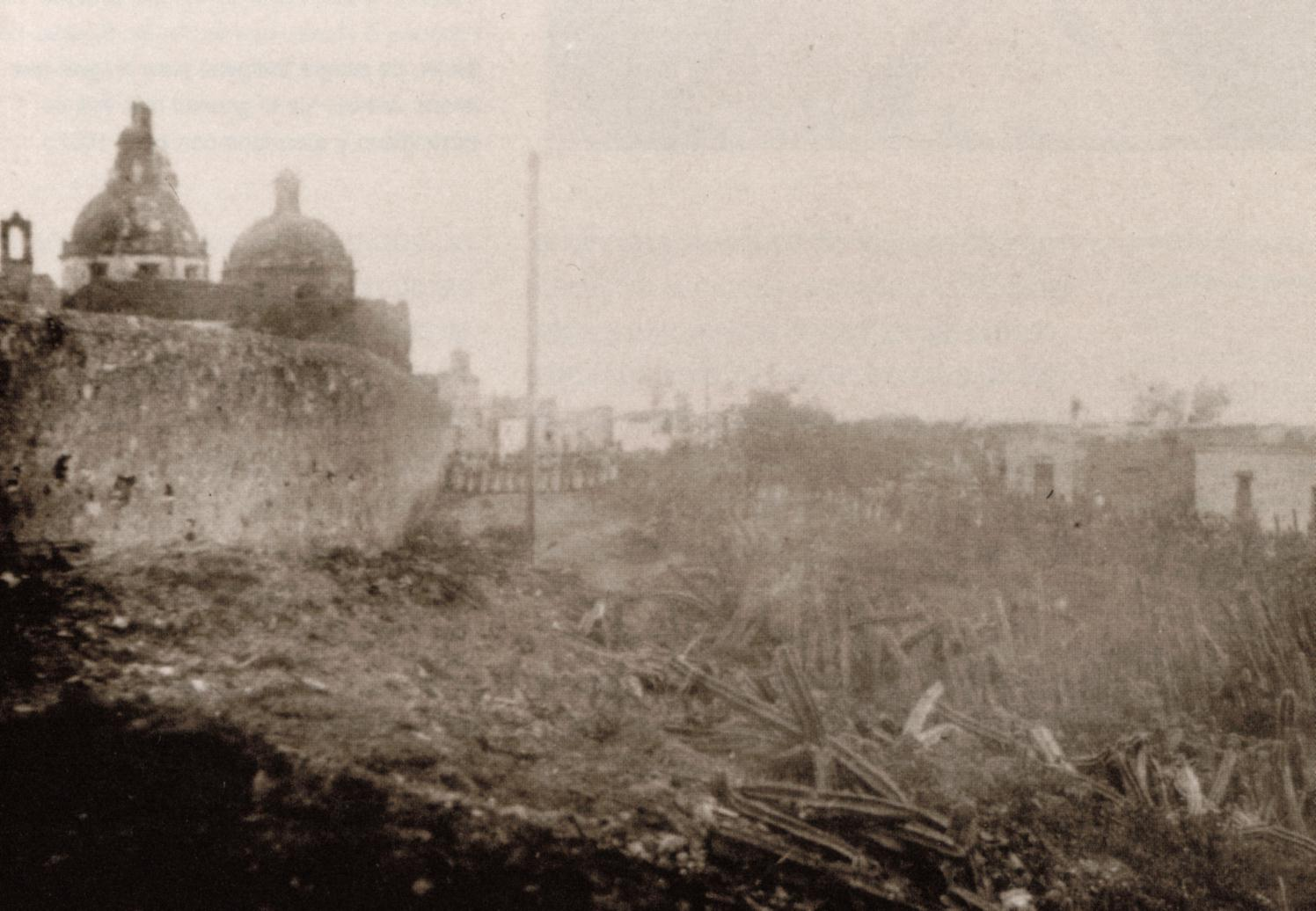
Entrée des milices du bataillon de la garde-nationale de Tetela de Ocampo sur la place de Querétaro le 15 mai 1867.

Le 15 mai 1867, Santiago de Querétaro est prise. Averti de la présence de l'ennemi, l'empereur Maximilien refuse de se cacher. Il quitte volontairement et ostensiblement le couvent de la Cruz où il loge car il préfère être appréhendé à l'extérieur. Il est accompagné par son aide de camp le prince Félix de Salm-Salm. Les reconnaissant, le colonel juáriste José Rincón Gallardo, aide de camp du général Escobedo, les laisse pourtant passer, assurant que Maximilien et sa suite sont des bourgeois. Maximilien se dirige à pied vers le Cerro de las Campanas avec les généraux Miguel Miramón et Tomás Mejía. Ce dernier, blessé au visage et à un doigt de la main gauche, propose à Maximilien de s'enfuir par les montagnes, solution qui reste possible ; mais après le refus de l'empereur, Mejía reste volontairement à ses côtés. Lorsqu'il parvient au Cerro de las Campanas, Maximilien est arrêté.
Captif, Maximilien est ramené au couvent de la Cruz dans son ancienne chambre, qui a été presque entièrement démeublée. Souffrant, il se couche sur le lit de camp dont le matelas a été découpé dans l'espoir d'y trouver de l'argent. Là, il reçoit les soins du docteur Basch. Le 17 mai 1867, Maximilien est transféré au couvent de las Teresas — dont les religieuses venaient d'être chassées — où les cellules sont propres et où il est plus facile de le surveiller. Maximilien obtient de rencontrer le général Escobedo qui le reçoit et auquel il propose, en échange de sa liberté et de son retour en Autriche, de rendre les deux villes encore aux mains des impériaux : Mexico et Veracruz. Escobedo refuse cette proposition car ces deux cités sont prêtes à tomber entre les mains des républicains. Profondément découragé, Maximilien retourne au couvent de las Teresas. Le lendemain de cette entrevue, le 24 mai 1867, Maximilien est conduit au couvent de Capuchinas qui devient sa dernière prison.

#### Procès

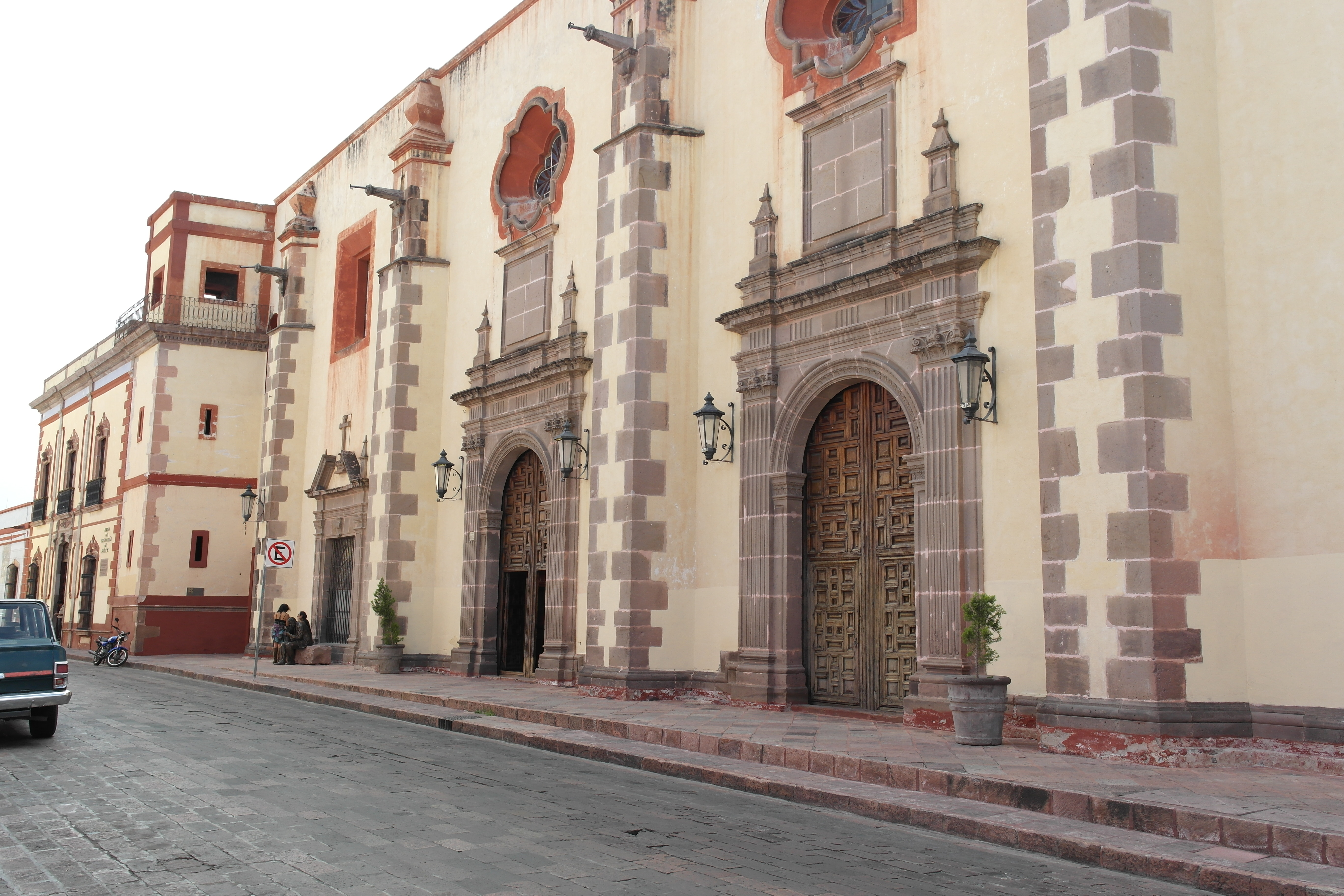
L'église de San José de Gracia et l'ancien couvent de Capuchinas à Santiago de Querétaro (2013).

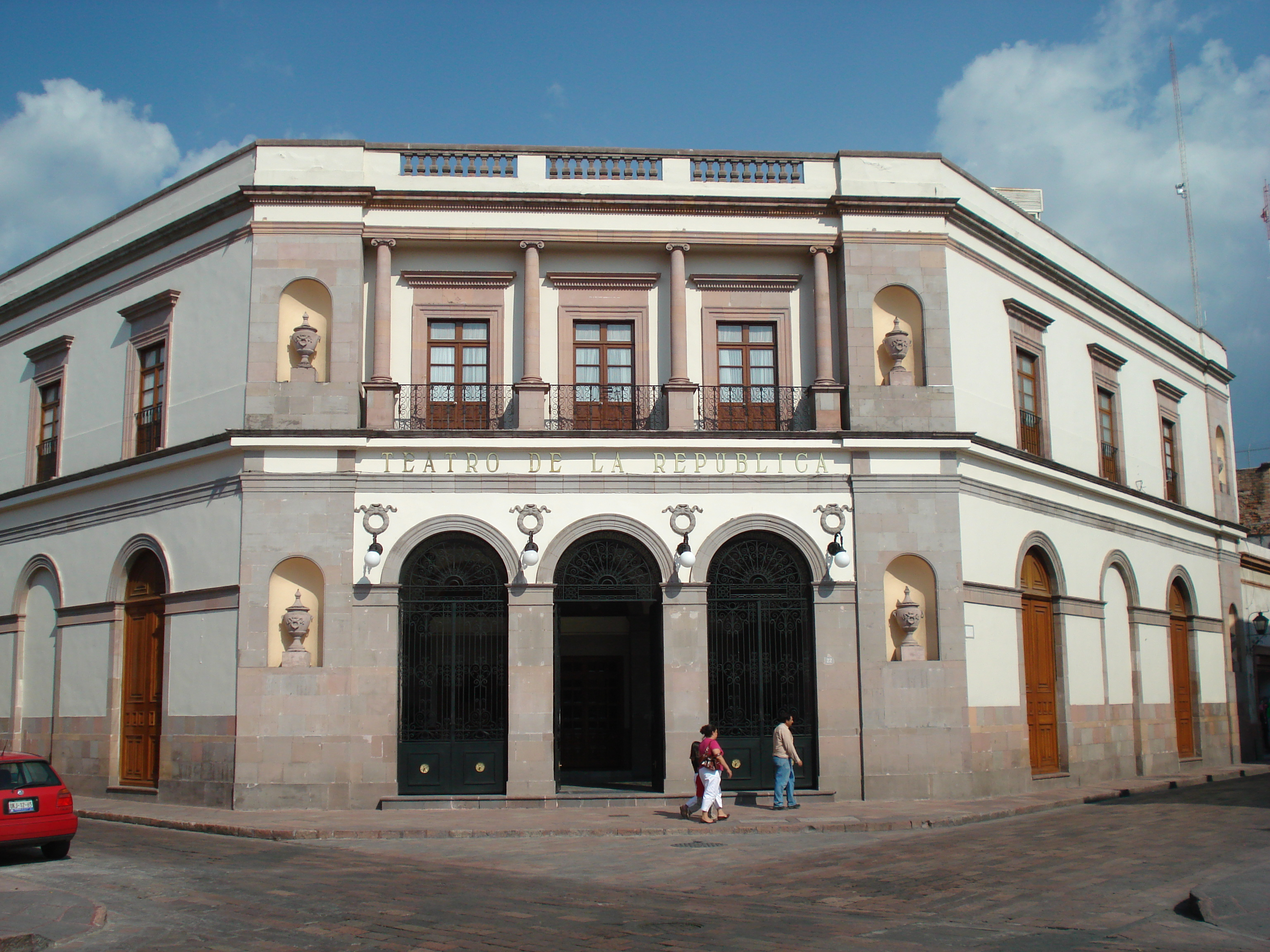
Théâtre de la République (autrefois Théâtre de Iturbide) à Santiago de Querétaro (2008).

Le 13 juin 1867, Maximilien et les généraux Miramón et Mejía doivent comparaître devant une cour martiale spéciale qui se tient dans le théâtre de la ville. Ce conseil de guerre se réunit à 8 heures du matin. Il est composé de sept officiers ; le lieutenant-colonel Rafael Platón Sánchez — qui s'est autrefois illustré à la bataille de Puebla — le préside. Souffrant de la dysenterie, Maximilien obtient de ne pas se présenter devant ce tribunal de guerre, mais il y est représenté par deux avocats de Mexico : Mariano Riva Palacio et Rafael Martínez de la Torre. Son acte d'accusation comprend treize points. Le lendemain, après le réquisitoire prononcé par le procureur Manuel Azpíroz qui déclare que les faits sont patents, d'autant plus que les trois accusés ont été pris les armes à la main, sept voix en faveur de la culpabilité de Maximilien et de ses deux généraux sont émises : trois pour la mort, trois pour le bannissement perpétuel. Au président du jury, le lieutenant-colonel Rafael Platón Sánchez, revient le rôle de faire pencher la balance : c'est la mort.
Pour tenter de protéger son frère, François-Joseph Ier le réintègre pleinement dans ses droits d'archiduc de la maison de Habsbourg. Ce dernier geste reste vain, tout comme les télégrammes et lettres envoyés par des souverains européens (la reine Victoria, le roi Léopold II et la reine Isabelle II d'Espagne) et des personnalités comme Victor Hugo ou Giuseppe Garibaldi demandant à Juárez d'épargner la vie de Maximilien.
Lorsque le verdict est connu, les supplications des avocats de la défense, jointes à celles des membres du corps diplomatique, et particulièrement du baron Anton von Magnus, ministre de Prusse, et des dames de San Luis Potosí en deuil allant littéralement se jeter aux pieds de Juárez sont impuissantes à obtenir la grâce des condamnés. Inflexible, Juárez leur répond : « La loi et la sentence sont en ce moment inexorables, parce qu'ainsi l'exige le salut public. ». Présente au Mexique où elle accompagnait son mari, la princesse de Salm-Salm tente de soudoyer une partie de la garnison de Querétaro pour faciliter l'évasion de Maximilien et des autres prisonniers. La manœuvre est découverte par Escobedo, lequel la chasse du territoire, ainsi que les ministres des puissances étrangères accusés de l'avoir aidée.
Les conditions des derniers jours de la captivité de Maximilien sont draconiennes : gardé à vue dans une cellule du couvent de Capuchinas de neuf pieds de long sur six de large et souffrant de la dysenterie, on ne lui témoigne aucun égard. Une garde de douze soldats mexicains occupent les pièces adjacentes à sa cellule. Ils discutent à haute voix de la manière probable dont serait exécuté l'empereur et formulent des plaisanteries douteuses au sujet de l'impératrice Charlotte. D'abord tenu au secret, Maximilien reçoit ensuite la permission de recevoir ses généraux et d'autres visites, surtout celles de son aide de camp le prince de Salm-Salm et de son médecin. Il n'est même pas nourri par ses gardiens et reçoit des repas fournis grâce au bon vouloir de quelques familles de la ville. Il écrit une dernière fois à Juárez pour lui demander la grâce des deux généraux Miramón et Mejía, en vain.

#### Exécution

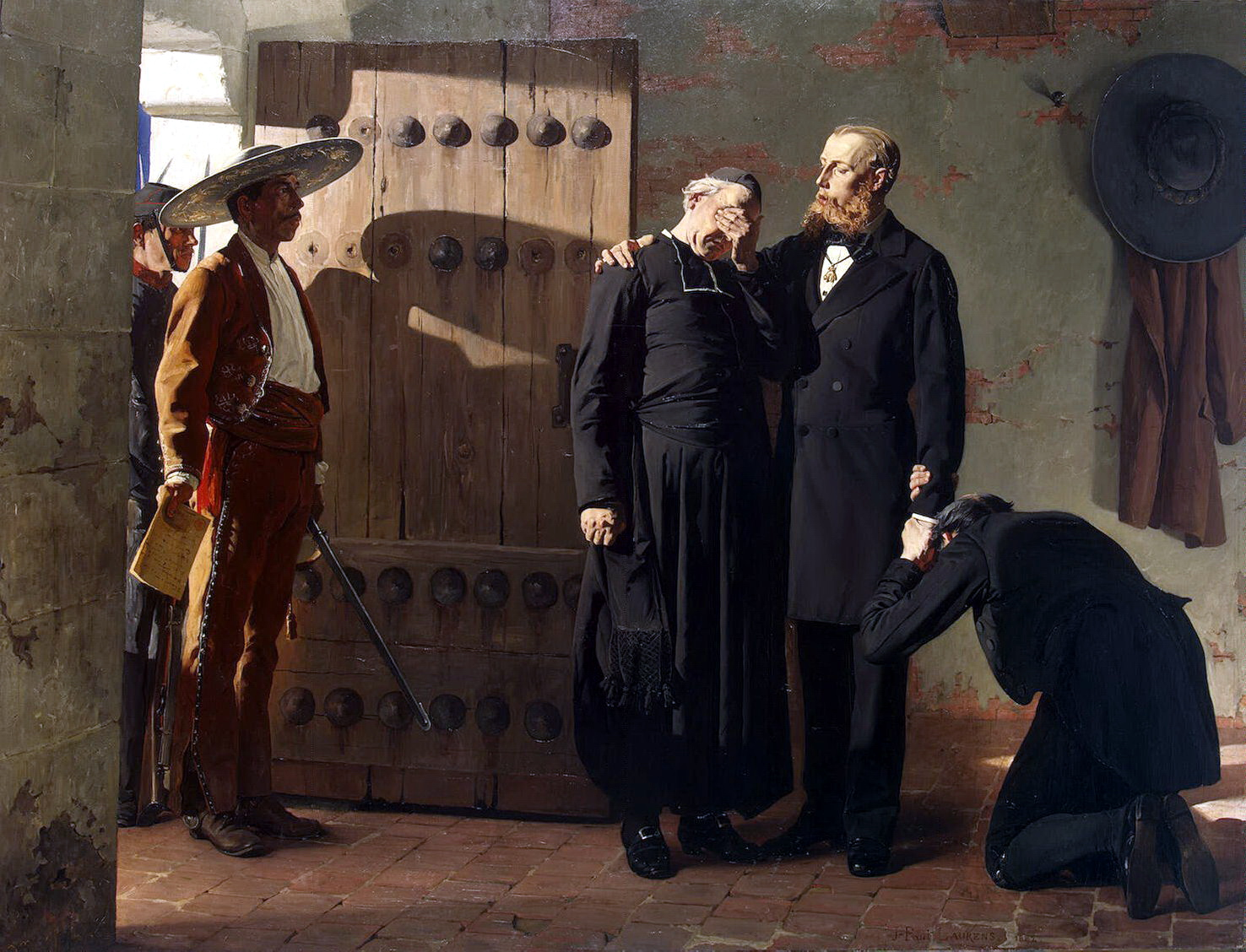
Jean-Paul Laurens, Derniers moments de l’empereur Maximilien (1882), Saint-Pétersbourg, musée de l'Ermitage.

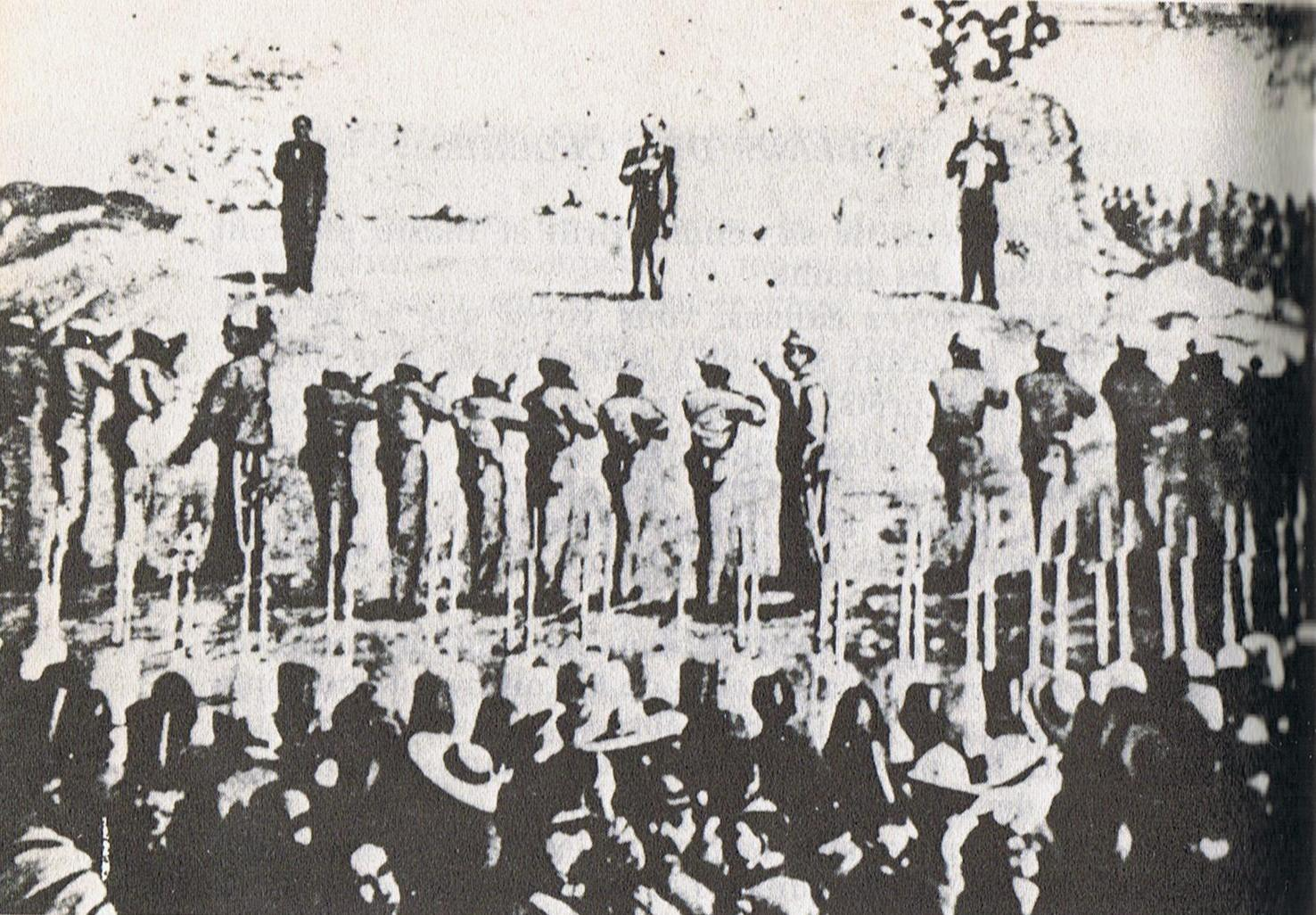
Photographie de l'exécution de Maximilien (à droite) et des généraux Miramón et Mejía au Cerro de las Campanas le 19 juin 1867.

Le 19 juin 1867, avec ses deux généraux, Miramón et Mejía, Maximilien est fusillé sur les lieux mêmes où il s'était rendu. Le mercredi 19, à trois heures du matin, Maximilien revêt un costume noir orné de la Toison d'or. Maximilien accueille son confesseur, l'abbé Manuel Soria, bouleversé au point de se trouver mal. Maximilien lui tend alors des flacons de sels. Reprenant ses esprits, le père Soria dit la messe à l'intention des trois condamnés. On leur sert du pain et du poulet auxquels ils ne touchent pas, mais boivent un peu de vin. L'aube commence à poindre. À six heures et demie, le colonel Miguel Palacios, les hommes du peloton d'exécution sur les talons, pénètre dans le couvent. Maximilien paraît sur le seuil de sa cellule. Trois fiacres de louage vétustes attendent les condamnés. Maximilien et Soria montent à bord du premier. Lentement, le cortège suit les rues de las Capuchinas et de la Laguna. Entourées de cavaliers et de soldats, les voitures marchent au pas vers la Colline des Cloches. Maximilien descend de son fiacre et dit à son cuisinier hongrois Tüdös qui lui est resté fidèle : « Vous aviez toujours refusé de croire que cela arriverait. Vous voyez que vous aviez tort. Mais mourir n'est pas si difficile que vous le pensez ».
Tout en marchant vers le lieu de son exécution, Maximilien nourrit à cet instant quelques doutes sur la mort de Charlotte. À l'abbé Soria, il tend sa montre qui renferme le portrait de l'impératrice et lui dit : « Envoyez ce souvenir en Europe à ma bien chère femme, si elle vit, dites-lui que mes yeux se fermeront avec son image que j'emporte là-haut ». À Tüdös, Maximilien lance son feutre en lui disant en hongrois : « Portez cela à ma mère et dites-lui que ma dernière pensée fut pour elle ». Devant un petit muret de briques séchées au soleil, les trois condamnés se tiennent debout. Maximilien se place à droite, Miramón au centre et Mejía à gauche. Le peloton d'exécution comprend 4 hommes par condamné, plus 3 réserves, soit 15 soldats d'infanterie commandés par un capitaine à peine sorti de l'enfance : Simon Montemayor. Maximilien remet une pièce d'or à chacun des soldats du peloton leur demandant de bien viser et de ne pas tirer sur sa tête. Puis, d'une voix claire, il s'exclame : « Je pardonne à tous, que tous me pardonnent. Que mon sang prêt à couler soit répandu pour le bien du pays. Vive le Mexique ! Vive l'indépendance ! ». On entend ensuite Maximilien murmurer : « ¡Hombre! »
D'un geste qui lui est familier, Maximilien a écarté les deux branches de sa barbe. Montemayor, sans prononcer une parole, donne le signal du feu en abaissant son épée. Les détonations claquent. Le corps de Maximilien glisse tandis que son bras gauche s'écorche à un rocher. Sa main se crispe sur un bouton de l'habit, l'arrachant. Le jeune officier indique de son épée l'emplacement du cœur à un sous-officier, le sergent de la Rosa, qui appuie son arme (un fusil à percussion de marque américaine) et fait feu à bout portant. L'habit de l'empereur s'enflamme, tandis que le cuisinier Tüdös s'élance pour éteindre le feu. Comme Maximilien le lui avait demandé, Tüdös retire le bandeau qui couvre les yeux de l'empereur afin de le rapporter à Charlotte. Un médecin autrichien, établi à Mexico, a été mandé trois jours plus tôt afin d'apporter les produits requis pour pratiquer les embaumements. Il place un drap sur le corps de Maximilien, puis on met le corps dans l'un des cercueils entreposés près d'un massif de cactus. Le cercueil de Maximilien est ramené en ville, mais des militaires interviennent et s'en emparent. Le baron von Magnus demande le corps de l'empereur à Escobedo. Ce dernier refuse la restitution, mais autorise le docteur Basch à se rendre au couvent de Capuchinas où quatre médecins s'apprêtent à pratiquer l'embaumement. Dédaigneusement, Palacios qui commandait le peloton d'exécution déclare : « Voilà l'œuvre de la France, messieurs ».

#### Rapatriement du corps de Maximilien en Autriche

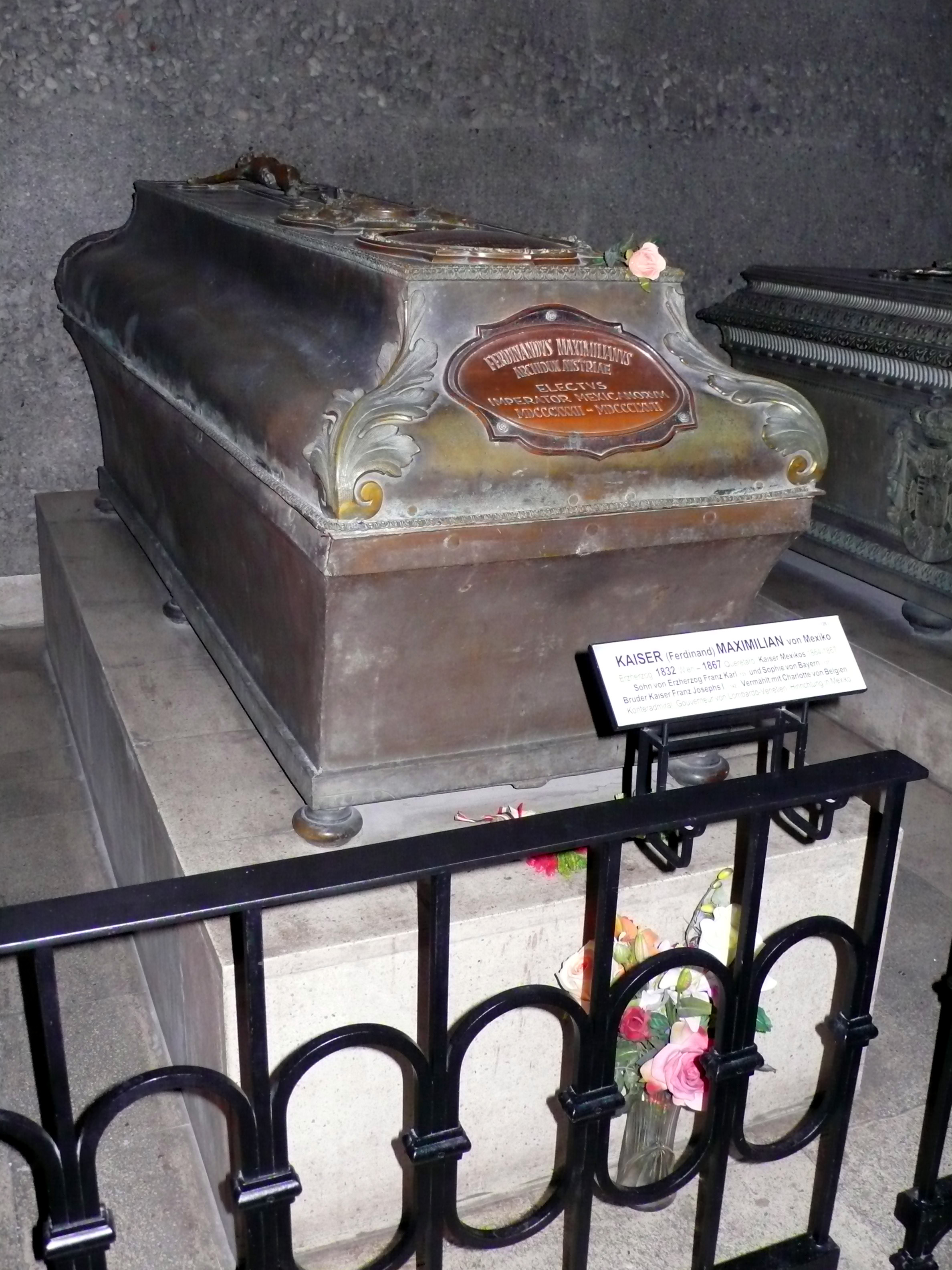
Tombe de Maximilien Ier dans la crypte des Capucins, à Vienne.

La nouvelle de la mort de Maximilien parvient officiellement aux États-Unis, puis en Europe le 1er juillet 1867 par deux dépêches successives et concordantes.
Son frère, l'empereur François-Joseph réclame aux autorités mexicaines le corps de Maximilien afin qu'il soit inhumé en Autriche. Plusieurs proches de Maximilien (dont le baron Anton von Magnus, ambassadeur de Prusse et le docteur Samuel Basch, médecin personnel et confident de Maximilien) avaient demandé au président Juárez de leur remettre le corps. Juárez ayant refusé, le cercueil est abandonné dans la demeure du préfet de Querétaro. C'est la venue du vice-amiral Wilhelm von Tegetthoff au Mexique, envoyé par François-Joseph, qui incite Juárez à revenir sur sa décision. Sebastián Lerdo de Tejada, alors secrétaire des Affaires étrangères au Mexique, accepte donc officiellement la requête autrichienne le 4 novembre 1867.
L'embaumement ayant été procédé avec trop de hâte, il était nécessaire de rendre le cadavre présentable. On le transporte donc à la chapelle San Andrès de Mexico afin de le plonger dans un bain d'arsenic. On le revêt ensuite d'un habit noir aux reflets brillants. Le visage, une fois maquillé, est orné d'une barbe postiche car ses véritables poils de barbe et des mèches de ses cheveux ont été vendus pour 80 dollars l'unité par les médecins ayant procédé à l'embaumement. Ces derniers ont également cédé l'habit du défunt au plus offrant des amateurs. Enfin, on lui ferme les yeux qu'on a remplacés par ceux de la vierge noire de la cathédrale de Querétaro. Le corps de Maximilien peut maintenant être rapatrié à bord de la frégate SMS Novara qui quitte Veracruz le 26 novembre 1867. Le 16 janvier 1868, sur le quai de Trieste, les archiducs Charles-Louis et Louis-Victor accueillent la dépouille de leur frère qu'ils escortent jusqu'à Vienne. François-Joseph avait exigé que le cercueil soit scellé à Trieste afin que sa mère ne pût même songer à vouloir contempler les restes de son fils. C'est donc depuis une fenêtre de son palais qu'elle a vu arriver le cercueil richement orné offert par la république mexicaine. Lors de la cérémonie funéraire, tous les pays en relation avec l'Autriche sont représentés à Vienne, à l'exception notable des États-Unis. Depuis le 18 janvier 1868, Maximilien repose dans la nécropole de sa famille, dans la crypte des Capucins, à Vienne.
Lors de son exécution, Maximilien portait encore au cou, dans une pochette de cuir, le diamant qu'il avait acheté en 1860 au Brésil. La pierre, rapatriée en Europe avec sa dépouille, est restituée à sa veuve.

## Phaléristique
Maximilien est
Grand maître et réformateur le 16 avril 1865 de :
- Grand-maître de l'ordre de Notre-Dame de Guadalupe (Mexique).

Grand maître et fondateur le 1er janvier 1865 de :
- Grand-maître de l'ordre de l'Aigle mexicaine (Mexique).

Décoré de :
- Chevalier de l'ordre de la Toison d'or d'Autriche (1852).
- Grand-croix de l'ordre de Saint-Étienne (Autriche) (1856).
- Chevalier de l'ordre de la Fidélité (Bade).
- Chevalier de l'ordre de Saint-Hubert Bavière (1856).
- Grand Cordon l’ordre de Léopold (Belgique) (20 mai 1853).
- Grand-Croix l’ordre d'Henri le Lion (Brunswick) (1857).
- Grand-croix de l'ordre de la Croix du Sud (Brésil).
- Chevalier de l'ordre de l'Éléphant (Danemark) (11 janvier 1866).
- Chevalier de l'ordre de Saint-Janvier (Deux-Siciles).
- Grand-croix de l'ordre de Saint-Ferdinand et du Mérite (Deux-Siciles).
- Grand-croix de la Légion d'honneur de France.
- Grand-croix de l'ordre du Sauveur (Grèce).
- Chevalier de l'ordre de Saint-Georges (Hanovre) (1856).
- Grand-croix de l'ordre royal des Guelfes (Hanovre) (1856).
- Grand-croix de l'ordre de Louis Ier de Hesse (11 mai 1856).
- Grand-croix de l'ordre de Philippe le Magnanime (Grand-duché de Hesse) (1856).
- Grand-croix de l'ordre du Lion d'or (Hesse-Cassel) (1856).
- Bailli Grand-croix d'honneur et de dévotion de l'ordre souverain de Malte.
- Grand-croix de l'ordre du Lion néerlandais (Pays-Bas) (8 juin 1856).
- Grand-croix de l'ordre de la Tour et de l'Épée (Portugal) (14 juin 1852).
- Chevalier de l'ordre de l'Aigle noir (Prusse) (21 décembre 1852).
- Grand-croix de l'ordre de l'Aigle rouge (Prusse) (21 décembre 1852).
- Chevalier de l'ordre de l'Aigle blanc (Russie).
- Chevalier de l'ordre de Saint-André (Russie).
- Chevalier de l'ordre de Saint-Alexandre Nevski (Russie).
- Chevalier 1re classe de l'ordre de Sainte-Anne (Russie).
- Chevalier 1re classe de l'ordre de Saint-Stanislas (Russie).
- Chevalier de l'ordre suprême de la Très Sainte Annonciade (Sardaigne) (29 mars 1865).
- Chevalier de l'ordre de la Couronne de Saxe (1852).
- Chevalier de l'ordre des Séraphins (Suède) (21 avril 1865).
- Grand-croix de l'ordre de Saint-Joseph (grand-duché de Toscane).
- Grand-croix de l'ordre de Pie IX (Vatican).
- Chevalier avec collier de l'ordre équestre du Saint-Sépulcre de Jérusalem (Vatican).

## Titulature
- 6 juillet 1832 – 10 avril 1864 : Son Altesse Impériale et Royale l'archiduc et prince Maximilien d'Autriche, prince de Hongrie, Bohème et Croatie
- 10 avril 1864 – 19 juin 1867 : Sa Majesté Impériale l'empereur du Mexique

## MaximilienIerdans la culture

### Peinture
Édouard Manet, scandalisé par la mort de Maximilien, travaille durant plus d'un an à la réalisation de plusieurs versions de son tableau L'Exécution de Maximilien qui constitue un puissant réquisitoire pictural contre la politique menée au Mexique par Napoléon III.
Trois versions sont réalisées entre 1867 et 1869. La première est conservée au musée des Beaux-Arts de Boston ; des fragments de la deuxième sont rassemblés à la National Gallery de Londres ; l'esquisse définitive est à la Ny Carlsberg Glyptotek de Copenhague ; tandis que la composition finale est conservée à la Kunsthalle de Mannheim.
Inspirée du Tres de mayo de Goya, et cependant traitée d’une manière radicalement différente, la version finale de L'Exécution de Maximilien satisfait Manet qui l'aurait sans doute proposée au Salon si on ne lui avait pas fait savoir à l'avance que son tableau serait refusé. Maximilien y apparaît entouré de ses deux généraux et porte un sombrero qui trace une auréole autour de sa figure. Manet ne revêt pas les soldats du peloton d'exécution de l'uniforme mexicain, il les représente portant celui des soldats de l'armée impériale française. Quant au sergent au képi rouge qui recharge son fusil, il évoque Napoléon III.

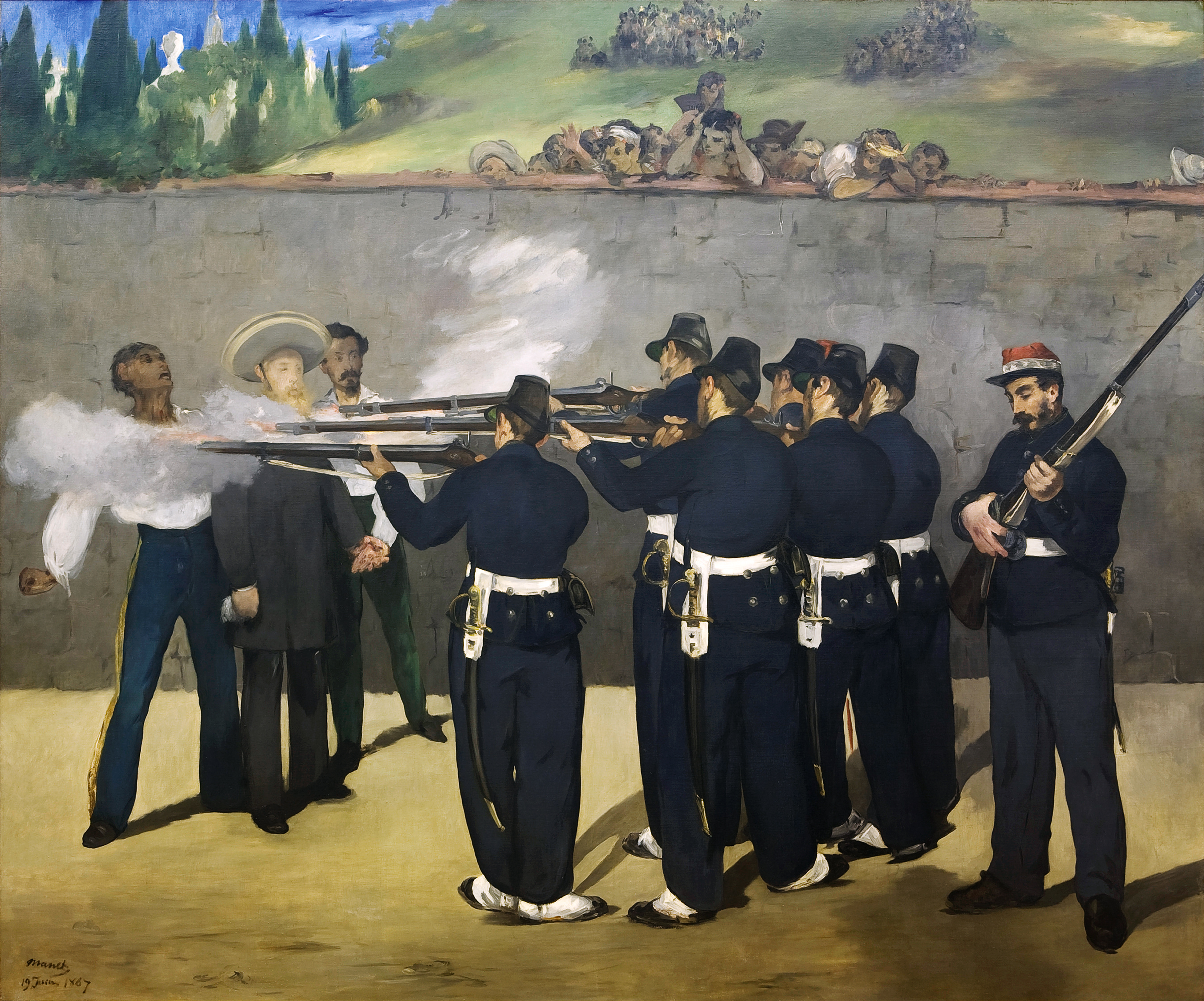
Édouard Manet, Exécution de l'empereur Maximilien (1869), version finale, Kunsthalle de Mannheim.
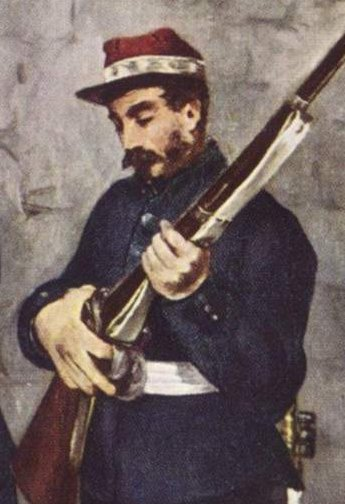
Détail de la version finale : le sergent sous les traits de Napoléon III.

En 1882, Jean-Paul Laurens peint Les derniers moments de Maximilien, empereur du Mexique. En 1985, Pierre Desproges détourne ce tableau pour y associer une série de gags dans son Dictionnaire superflu à l'usage de l'élite et des bien nantis.

### Monuments

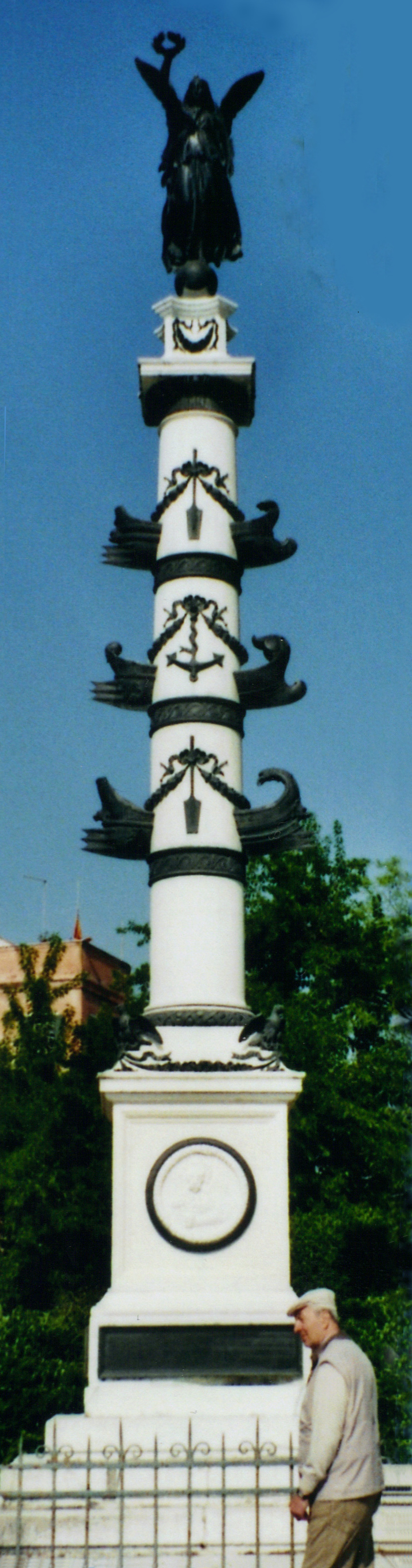
Colonne rostrale dédiée à Maximilien à Venise (1876).

- 1871 : statue de Maximilien Ier érigée à Hietzing (Johann Meixner) à Vienne (1871)[50].
- 1875 : statue de Maximilien Ier à Trieste (Johannes Schilling) : inaugurée à son actuel emplacement piazza Giuseppina. Ôtée pour raisons politiques dès la fin de la Première Guerre mondiale, puis remontée dans le parc du château de Miramare en 1961, elle a regagné son emplacement d'origine le 19 décembre 2008[51].
- 1876 : colonne rostrale (Heinrich von Ferstel) initialement érigée par la marine autrichienne à Pula avant d'être transférée à Venise en 1919.

### Chapelle commémorative à Santiago de Querétaro
La chapelle commémorative de l'empereur Maximilien est située sur le Cerro de las Campanas (« colline des cloches ») dans la ville de Querétaro au Mexique. Édifiée en 1901, elle est située à l'endroit où l'empereur Maximilien Ier a été exécuté le 19 juin 1867 et dédiée à sa mémoire. Elle se situe dans le parc national Cerro de las Campanas créé en 1937.

### Domaine muséal
- Au musée d'histoire militaire de Vienne, la quatrième salle est en partie dédiée à Maximilien Ier et présente notamment son masque mortuaire, plusieurs portraits, ainsi que des objets personnels et une réplique de la frégate Novara[53].
- Au musée royal de l'armée et de l'Histoire militaire de Bruxelles, le souvenir de Maximilien est indirectement mis en valeur par des documents photographiques, gravures, plans et cartes concernant la légion belge des volontaires au Mexique[C 54].
- Le château de Miramare propose aux visiteurs de nombreux documents iconographiques, du mobilier et des souvenirs divers du couple impérial mexicain qui a résidé dans les lieux[C 54].
- Au château de Chapultepec sont conservés du mobilier et des voitures ayant appartenu à Maximilien et Charlotte, ainsi que de nombreux souvenirs et reliques de leur règne, de même que des documents photographiques et iconographiques[C 54].
- Au musée régional de Querétaro, dans l'ancien couvent San Francisco, de nombreux souvenirs, reliques et documents concernant le siège, la captivité, le procès et l'exécution de Maximilien sont conservés[C 55],[54].

### Musique
Franz Liszt compose une marche funèbre en mémoire de Maximilien Ier cataloguée S163.6 par Humphrey Searle, incluse dans les Années de Pèlerinage (troisième Année).
Darius Milhaud compose Maximilien, op. 110 en 1930, d'après la pièce Juarez und Maximilian de Franz Werfel, datée de 1925 et traduite en français par Armand Lunel. En « trois actes et neuf tableaux », l'opéra « évoque le destin malheureux de Maximilien d'Autriche, devenu empereur du Mexique en 1864. L'action, très nourrie, est sujette à de nombreuses fluctuations ; on est loin de la règle des trois unités qu'avait adoptée la tragédie classique. Le dernier tableau a pour décor la place de la cathédrale à Querétaro en 1867 après l'exécution de Maximilien, au moment où Juárez fait une entrée triomphale dans la ville délivrée, tandis qu'éclate l'hymne national mexicain ».

### Littérature
Karl May publie de 1882 à 1884 Waldröschen, une série de romans d'aventures narrant notamment l'affrontement au Mexique entre l'empereur Maximilien Ier et Benito Juárez. Le romancier allemand s'y montre favorable à Juárez.

### Théâtre

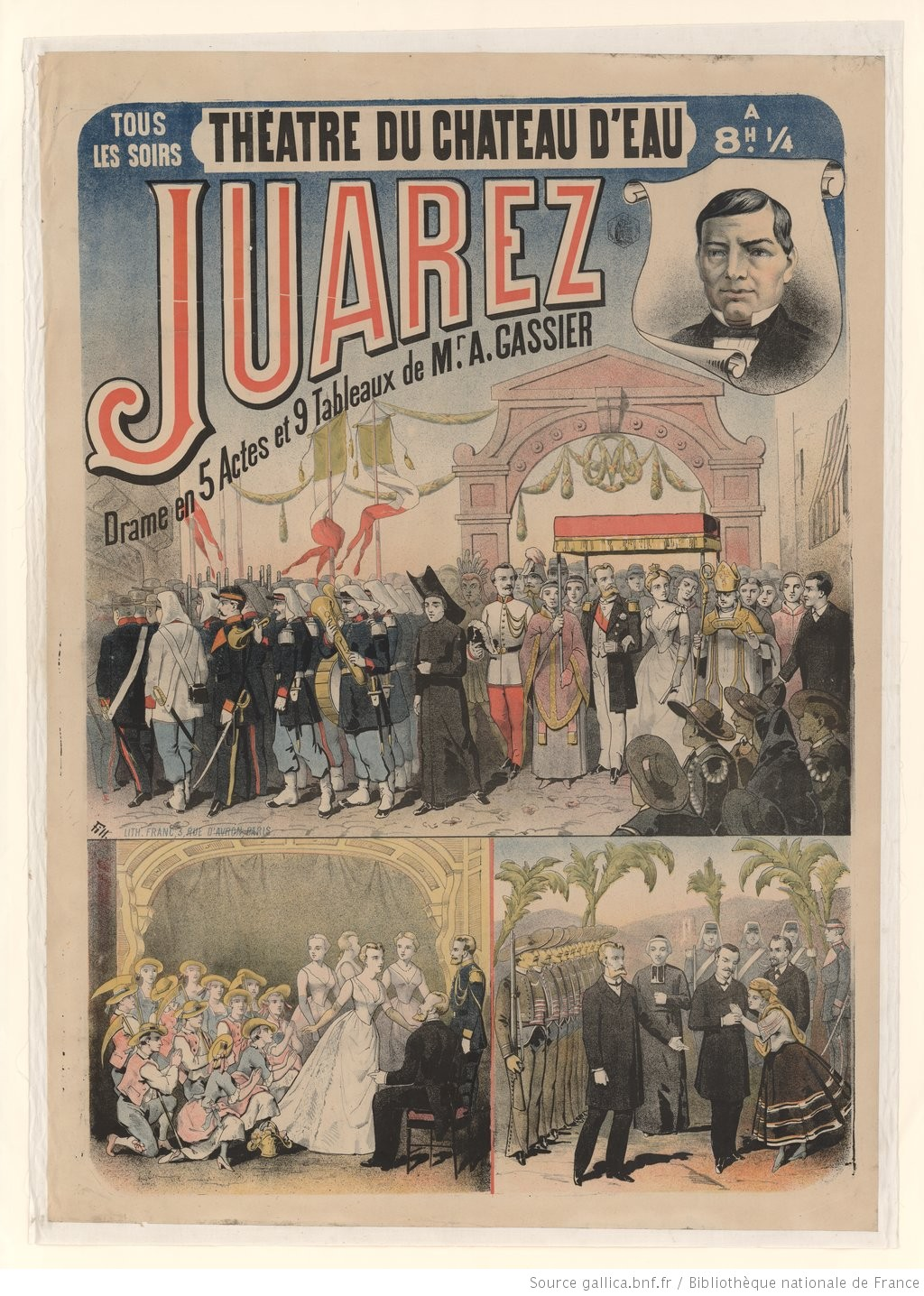
Juárez, drame de Gassier (1886) — source : BnF.

En 1880, Alfred Gassier écrit et fait paraître dans le journal satirique français La Lanterne un drame en cinq actes et neuf tableaux : Juárez ou la guerre du Mexique. Le drame est interdit par la censure. Le fils du général Miguel Miramón estime que son père y tient un rôle offensant pour sa mémoire. Un duel s'ensuit au cours duquel le fils du général mexicain est blessé à la main.
Gassier doit attendre 1886 afin d'être autorisé à donner des représentations au Théâtre du Château-d'Eau à Paris car jusqu'ici la censure ministérielle française, par égard pour l'armée, refusait que ce drame soit joué. Le personnage du maréchal Bazaine y apparaît en effet dans le septième tableau intitulé Judas. La première représentation est pour le moins houleuse : le personnage de Juárez est applaudi par les galeries, celui de Maximilien par les loges ; quant à celui de Bazaine, il est hué par toute la salle et reçoit des volées de pommes, de marrons et de pelures d'oranges.
La presse catholique belge s'indigne que pareil drame ait pu être joué car, selon elle, cette œuvre flatte les basses passions républicaines en fabriquant un drame à la plus grande gloire de Juárez et au déshonneur de l'empire, de Bazaine, de Maximilien et de Charlotte.

### Cinéma
Plusieurs films relatent ou évoquent la vie de Maximilien :
- le réalisateur mexicain Miguel Contreras Torres consacre quatre films au couple impérial mexicain : Juárez y Maximiliano (1934), La Paloma (1937), The Mad Empress (1939) et Caballería del imperio (1942). Dans le premier des quatre films, l'empereur est incarné par l'acteur Enrique Herrera[62].
- en 1939, l'Américain William Dieterle réalise Juarez. Maximilien est incarné par l'acteur Brian Aherne[63].
- en 1954, Robert Aldrich réalise Vera Cruz. Dans ce dernier, l'empereur est interprété par George Macready[64].

### Télévision
- Enrique Krauze et Fausto Zerón Medina réalisent une telenovela mexicaine intitulée El vuelo del águila, comprenant 140 épisodes diffusés en 1994 et 1995. Cette telenovela retrace le parcours de l'homme d'État Porfirio Díaz. Maximilien y apparaît sous les traits de l'acteur mexicain Mario Iván Martínez[65].
- En 2014, Franz Leopold Schmelzer réalise un film documentaire pour les télévisions autrichienne et allemande intitulé Maximilian von Mexiko – Der Traum vom Herrschen, à l'occasion des 150 ans de l'accession au trône mexicain de Maximilien[66]. Maximilien y est incarné par l'acteur français Aubry Houilliez.
- L'émission Secrets d'Histoire sur France 3 diffusée le 9 décembre 2019, intitulée Charlotte et Maximilien, les sombres héros de Mexico, lui est consacrée. Les séquences d'évocation sont extraites du film documentaire de Schmelzer[67].
- Depuis 2022, Maximilien apparaît dans la série L'Impératrice, joué par l’acteur autrichien Johannes Nussbaum[68]. La série relate sa rencontre et son mariage avec Charlotte (jouée par Josephine Thiesen[69]) et ses tentatives pour garder les provinces italiennes au sein de l’empire autrichien avant l’unification italienne. Les deux premières saisons montrent la vie des Habsbourg-Lorraine de 1854 à 1859.

### Numismatique
À partir de 1866, l'effigie de l'empereur Maximilien est reproduite sur les  pièces de 50 centavos (1866) de un peso (1866-1867) et de 20 pesos or (1866) au Mexique.
Durant son règne fut effectuée la décimalisation complète du système monétaire mexicain.

### Philatélie
En 1866, l'effigie de l'empereur Maximilien est reproduite sur plusieurs timbres-poste mexicains aux couleurs et valeurs faciales différentes.

### Bande dessinée
En 2018 paraît chez Dargaud le premier volume d'une série de bande dessinée biographique, Charlotte impératrice où apparaît Maximilien, par Matthieu Bonhomme (dessin) et Fabien Nury (scénario).

### Galerie

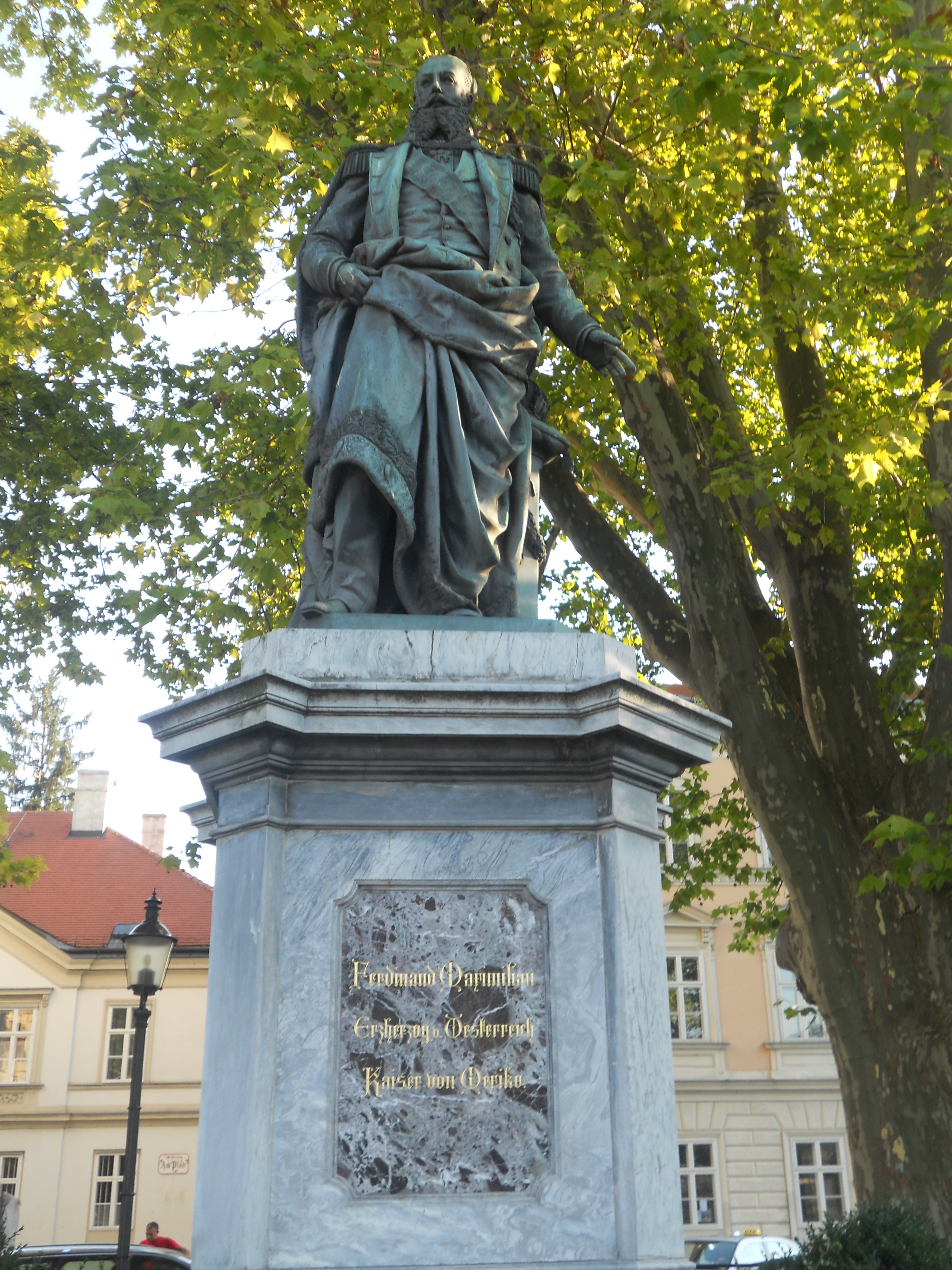
Statue en pied de Maximilien à Hietzing à Vienne (1871).
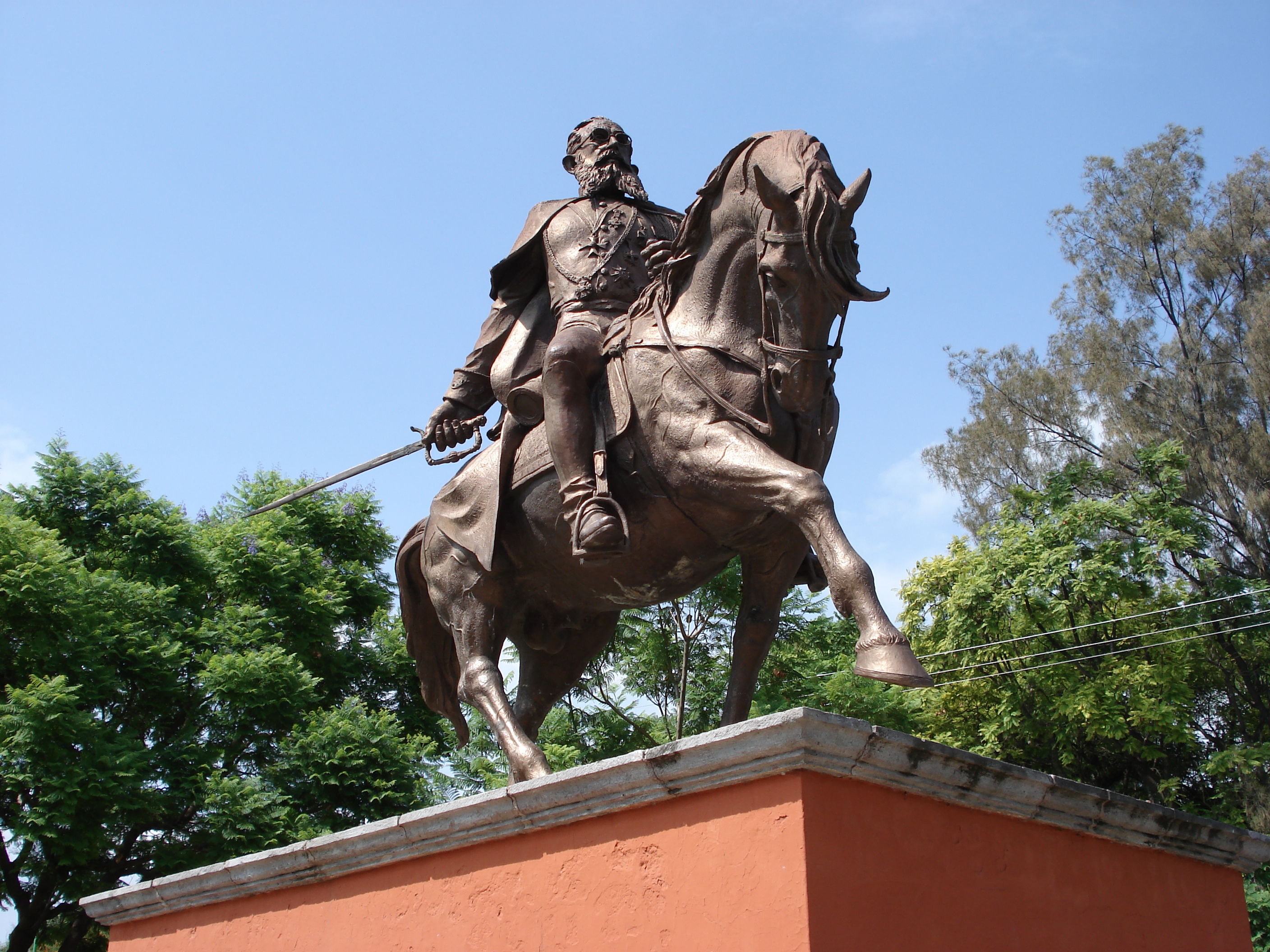
Monument dédié à Maximilien à Trieste (1875).
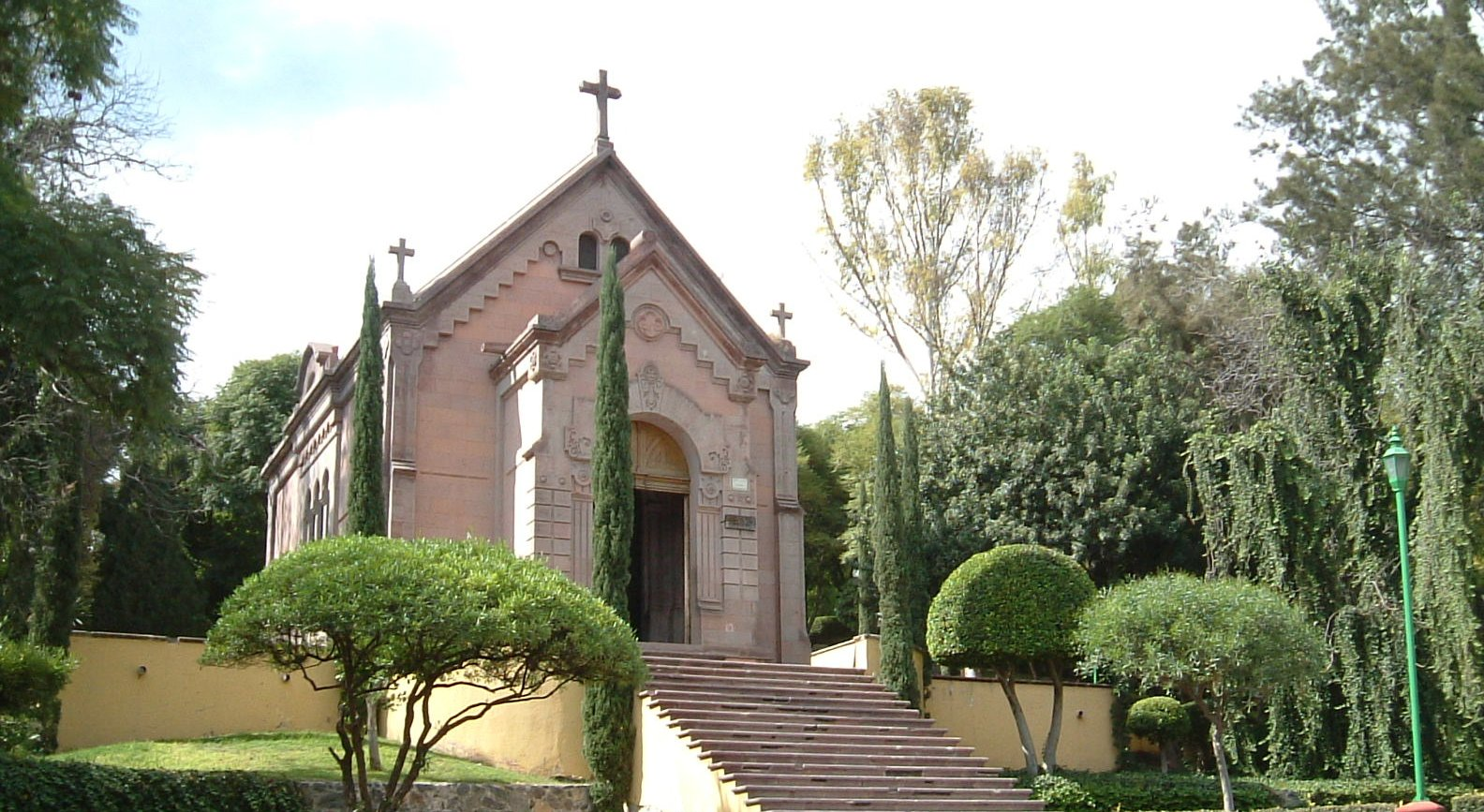
Chapelle commémorative de l'empereur Maximilien à Querétaro (1901).
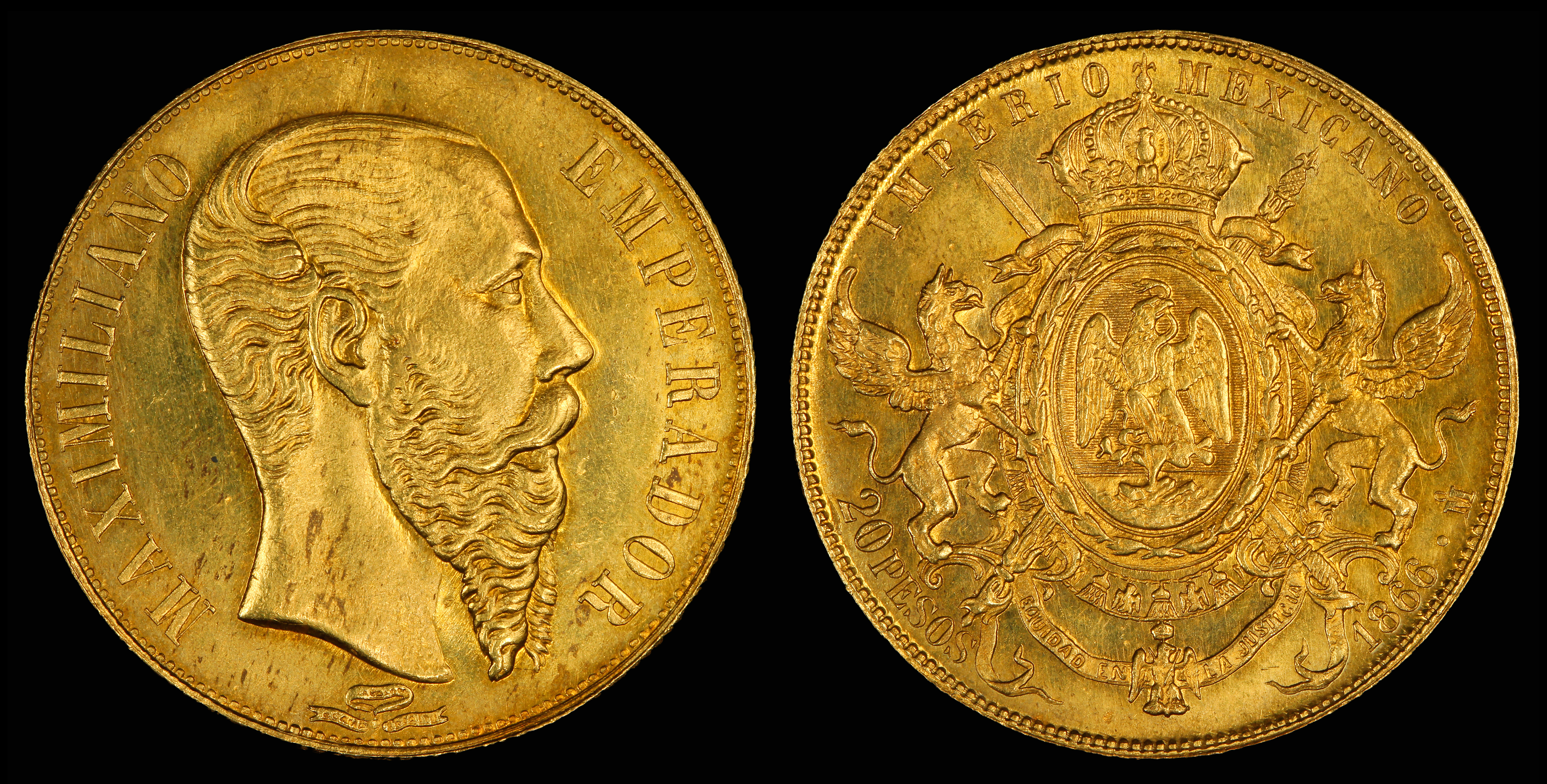
Pièce de 20 pesos en or à l'effigie de l'empereur Maximilien (Mexique, 1866).
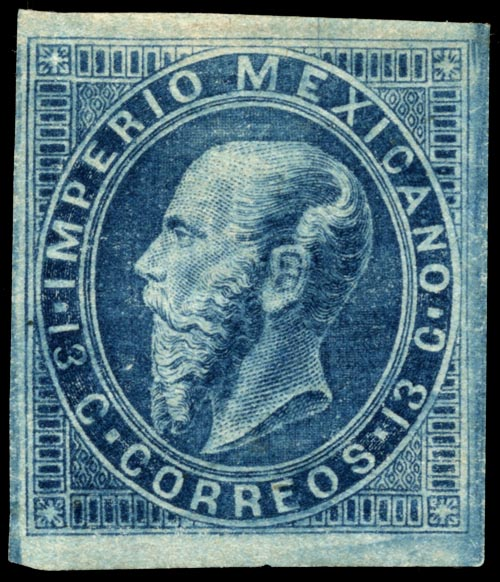
Timbre-poste d'une valeur faciale de 13 centimes (Mexique, 1866).

## Historiographie

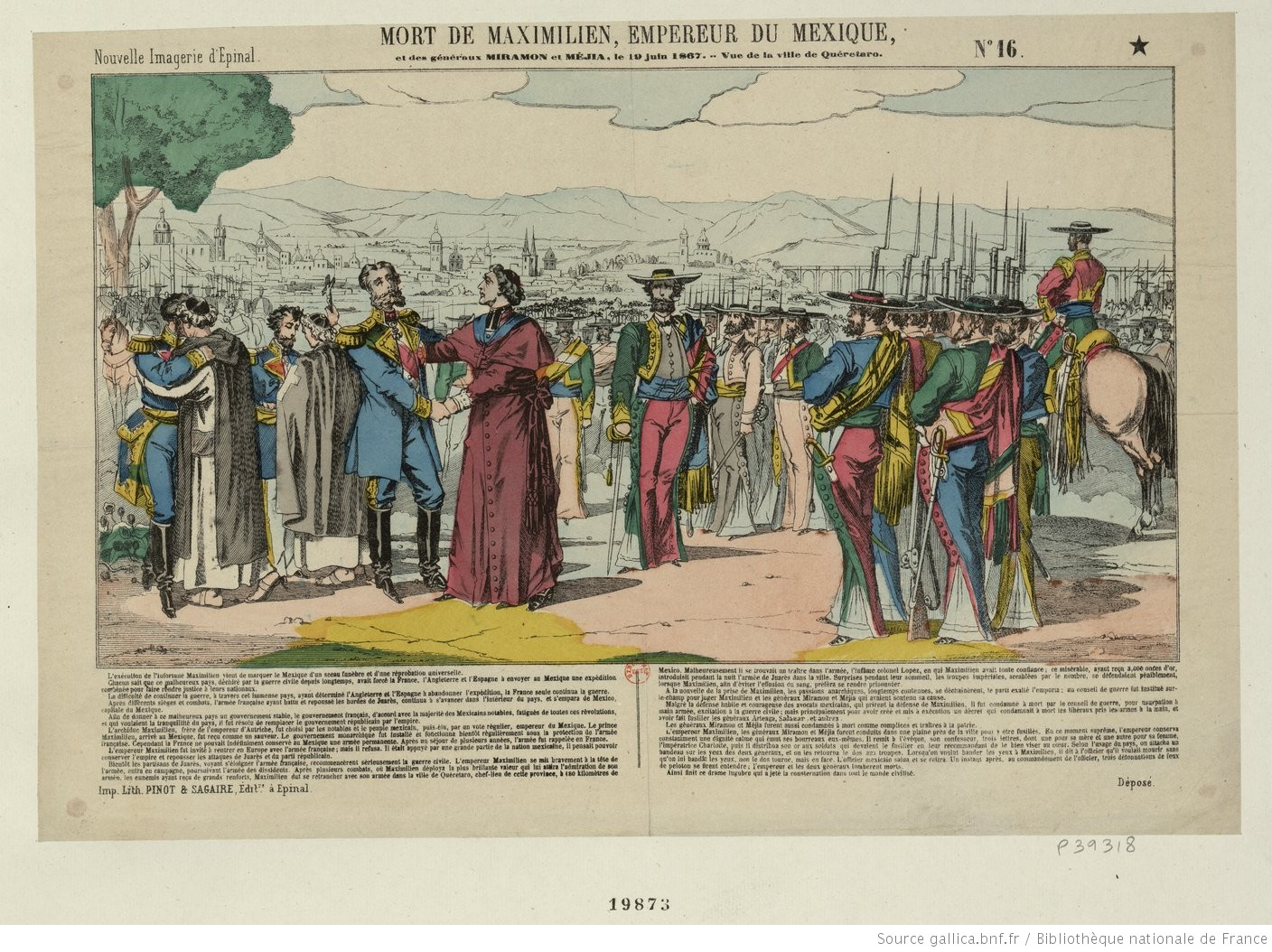
Mort de Maximilien, empereur du Mexique — lithographie de Pinot et Sagaire, Épinal, 1867 - source : BnF.

Lorsque la nouvelle de la mort de Maximilien est connue aux premiers jours de juillet 1867, la presse européenne s'indigne unanimement : « l'empereur martyr a fait l'objet d'un article de M. La Guéronnière : « Tout est fini ! la trahison n'a été que le hideux prélude d'une sanglante vengeance […] Honte ! honte éternelle à ces bourreaux qui souillent la liberté ». » Le Débat de Vienne publie : « Le plomb régicide a fait son œuvre au Mexique et ce sont les ingrats à qui Maximilien a voulu apporter la paix et la civilisation qui ont dirigé l'arme meurtrière sur la noble poitrine dans laquelle battait un cœur plein pour ses sujets d'amour et de dévouement. » Cependant, les jours suivants voient paraître à Paris, puis à Bruxelles, des articles qui mettent en lien l'exécution de l'empereur et son « décret noir » du 3 octobre 1865 : « Oui, l'exécution de Maximilien  est un acte répréhensible, barbare […], mais ce n'est pas à ceux-là de citer Juarez devant la barre de l'opinion publique qui n'ont pas eu un mot de blâme lorsque Maximilien, le 3 octobre 1865 avait mis hors la loi ceux qui défendaient leur patrie contre l'invasion étrangère. » The Times fait remarquer que ce décret rendu par Maximilien a été lancé en pleine guerre civile et n'a jamais été mis à exécution que partiellement. Un correspondant français assure « que le gouvernement français a employé tous les moyens possibles pour persuader à Maximilien de revenir en Europe. »
L'Imagerie d'Épinal s'empare elle aussi du sujet à des fins de propagande en faveur du Second Empire. Avant même la fin de l'année 1867, elle publie ce texte conforme à la doxa officielle sous une image aseptisée donnant à voir Maximilien soutenu par un prêtre : « L'exécution de l'infortuné Maximilien vient de marquer le Mexique d'un sceau funèbre. Chacun sait que ce malheureux pays, déchiré par la guerre civile depuis longtemps avait forcé la France, l'Angleterre et l'Espagne à envoyer au Mexique une expédition combinée pour faire rendre justice à leurs nationaux […] Cependant la France ne pouvait indéfiniment conserver une armée permanente […] L'empereur Maximilien fut invité à rentrer en Europe avec l'armée française, mais il refusa. […] Bientôt les partisans de Juárez voyant s'éloigner l'armée française recommencèrent sérieusement la guerre civile. Maximilien se mit bravement à la tête de l'armée […] Après plusieurs combats où Maximilien déploya la plus brillante valeur qui lui attira l'admiration de son armée, les ennemis ayant reçu de grands renforts, Maximilien dut se retrancher dans la ville de Querétaro. Malheureusement il se trouvait un traître dans l'armée, l'infâme colonel Lopez […]. »
Dans les mois et années qui suivent l'exécution de Maximilien, paraissent des témoignages de proches ayant assisté à la chute de l'empire mexicain. On peut citer les mémoires du docteur Samuel Basch, médecin personnel de l'empereur, qui constitue une source de première main car il a accompagné l'empereur jusqu'à sa mort ; les écrits de son secrétaire Jose Luis Blasio ou encore les souvenirs de l'officier Albert Hans qui a combattu lors du siège de Querétaro. Ces témoignages de familiers favorables à l'empereur le présentent comme un martyr de la cause mexicaine, trahi par la France de Napoléon III. En 1874, le général Gustave Niox corrobore leurs dires en écrivant : « Dès cette époque [1862] la politique française se trouve irrévocablement compromise. Les grandes idées de pondération et d'équilibre américain, d'indépendance et de régénération des races latines […] restent seulement l'illusion de quelques esprits abusés. Il faut que Juárez tombe et que les soldats français dressent le pavois sur lequel montera l'archiduc Maximilien proclamé empereur du Mexique. » Niox estime que la décision de Maximilien de ne pas abdiquer, malgré sa situation délétère après le départ des soldats français, est à porter à son crédit : « Maximilien dut bien calculer les dangers de l'avenir ; mais s'il fallait tomber, encore voulait-il que ce fût avec honneur. »
En France, le sujet de l'expédition mexicaine, et dès lors de l'exécution de Maximilien, reste sensible et exacerbe les passions jusqu'à la fin du XIXe siècle. Sous le Second Empire, la censure empêche Manet d'exposer une de ses toiles représentant l'exécution de Maximilien et sous la Troisième République, un drame de Gassier narrant le règne de Maximilien au Mexique doit attendre six ans l'autorisation d'être représenté sur scène.
Au sujet de l'hypothèse de la trahison de Maximilien par un fidèle, le colonel Lopez, certains auteurs, comme le général Gustave Niox ou l'officier Albert Hans l'estiment exacte. Cette vision, reprise par Mary Margaret McAllen en 2014, donne de Maximilien une image presque christique, renforcée par la scène finale de son exécution, où il meurt entouré par deux autres condamnés. Cette hypothèse est cependant formellement réfutée par Émile Ollivier dès 1906 et par André Castelot en 1977, qui voient en Lopez un agent à la solde de Maximilien et mandé par ce dernier pour l'aider à s'échapper in extremis.
La biographie de Castelot, très dense, et s'appuyant sur les sources disponibles en 1977, brosse un portrait complet et objectif de Maximilien. S'il porte parfois un jugement sans concessions sur l'archiduc qui, à ses yeux, « ne possède pas les entrailles politiques de son frère » et s'il souligne son indécision récurrente, Castelot reconnaît qu'en Italie « L'œuvre de Maximilien est féconde. » Il montre de l'empathie vis-à-vis de Maximilien lorsque ce dernier se rend au Brésil, sans son épouse, en 1860 : « Charlotte est souffrante et geint pour un rien… Max, agacé, fait plus grave, saisit l'occasion pour dormir dans sa propre chambre, première rupture de leur vie conjugale… Il tue le temps en bridgeant avec Tegetthoff. Son « incroyable lassitude », selon son expression, est telle qu'il va jusqu'à fuir. » Castelot, visitant le château de Chapultepec, dénigre le goût disgracieux et le luxe tapageur du couple impérial. Lorsqu'il est question d'abdication, Castelot s'interroge sur la « poltronnerie » supposée de Maximilien vis-à-vis de Bazaine. En revanche, s'il rend compte des tergiversations de l'empereur au sujet de son éventuel départ du Mexique et s'étonne de son choix « occulte » de se rendre à Querétaro, le propos devient plus laudateur à la fin du récit en donnant à voir un homme courageux et stoïque face à la mort.
En France et en Belgique, la figure de Maximilien n'a plus fait l'objet d'étude nouvelle spécifique depuis celle de Castelot de 1977, rééditée en 2002. C'est surtout la personnalité de Charlotte qui a inspiré l'objet de biographies et d'essais récents : Dominique Paoli en 2008, Olivier Defrance en 2012, Coralie Vankerkhoven en 2012 également et André Bénit en 2017. Aux États-Unis, paraît en 2014 Maximilian and Carlota. Europe's Last Empire in Mexico sous la plume de Mary Margaret McAllen qui offre un panorama complet de la politique menée au Mexique et brosse un portrait intime de Maximilien et de Charlotte.

## Héraldique
| Blason de Maximilien Ier (empereur du Mexique) | Blason  | D’argent à une aigle royale contournée, dévorant un serpent, perché sur un double figuier de Barbarie, planté dans un rocher, mouvant lui-même d’une mer alésée, le tout au naturel. Ornements extérieursL'écu est accolé de l’Ordre de l'aigle mexicain avec une épée et un sceptre posés en sautoir. Il est timbré de la couronne du 2nd Empire de Mexique et supporté par deux griffons de sable et d’or. Devise / CriEQUIDAD EN LA JUSTICIA (équité dans la justice) |
| Blason de Maximilien Ier (empereur du Mexique) | Détails | Officiel |